# Nederlandse schilderkunst in de Gouden Eeuw

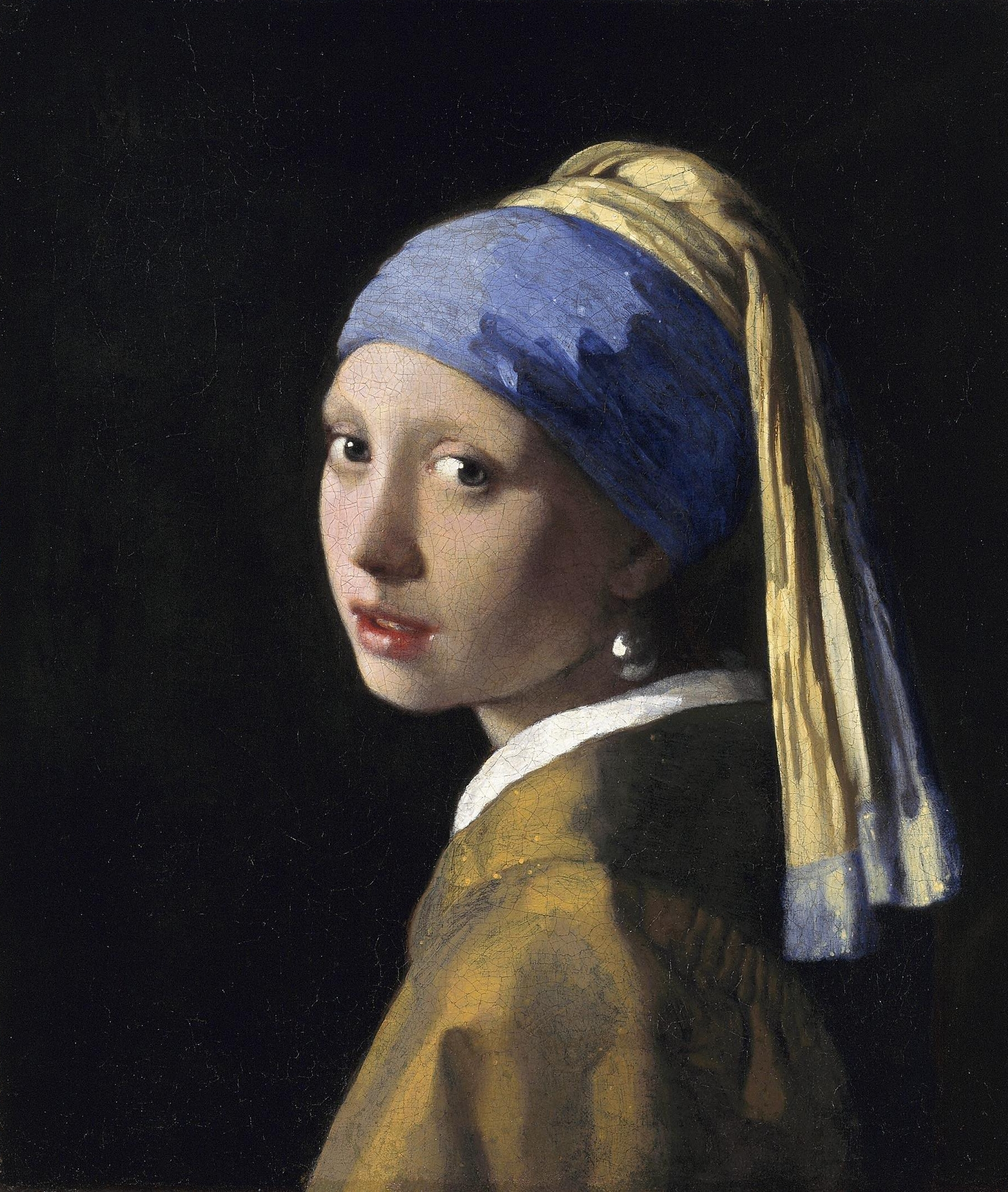
Johannes Vermeer: Meisje met de parel, circa 1665-1667, Mauritshuis, een van de bekendste werken uit de Gouden Eeuw. Kenmerkend voor dit werk is de studie naar het karakter van een persoon.

De Nederlandse schilderkunst kwam in de Gouden Eeuw, goeddeels samenvallend met de 17e eeuw, tot grote bloei. De vraag naar schilderijen nam enorm toe en kunstschilders moesten zich van elkaar zien te onderscheiden. Dit leidde tot een grote artistieke dynamiek en een eigen stijlontwikkeling. De dominante richting sloot aan bij Italiaans gewortelde stromingen als de barok en het caravaggisme, maar neigde allengs onder invloed van het calvinisme meer naar een ingetogen realisme. Deze schilderwijze zou als uiteindelijk typisch "Hollands" worden bestempeld. Parallel daaraan waren ook het classicisme en het maniërisme van invloed.
Thematisch kwam de bloei in de 17e-eeuwse Nederlandse schilderkunst tot uiting in vrijwel alle genres. Historische en Bijbelse taferelen, vaak allegorisch uitgewerkt, portretten (zowel individuele als groepsportretten), huiselijke taferelen, interieurs, landschappen, stadsgezichten, zeegezichten en stillevens: vrijwel elk onderwerp kende zijn eigen bloeiperiode.
De belangrijkste Nederlandse kunstschilders uit de Gouden Eeuw zijn Rembrandt van Rijn, Johannes Vermeer en Frans Hals, soms aangevuld met namen als Jacob van Ruisdael en Jan Steen. Tot in de huidige tijd geldt de schilderkunst uit die periode als een van de belangrijkste handelsmerken en trekpleisters van Nederland.

## Historische context

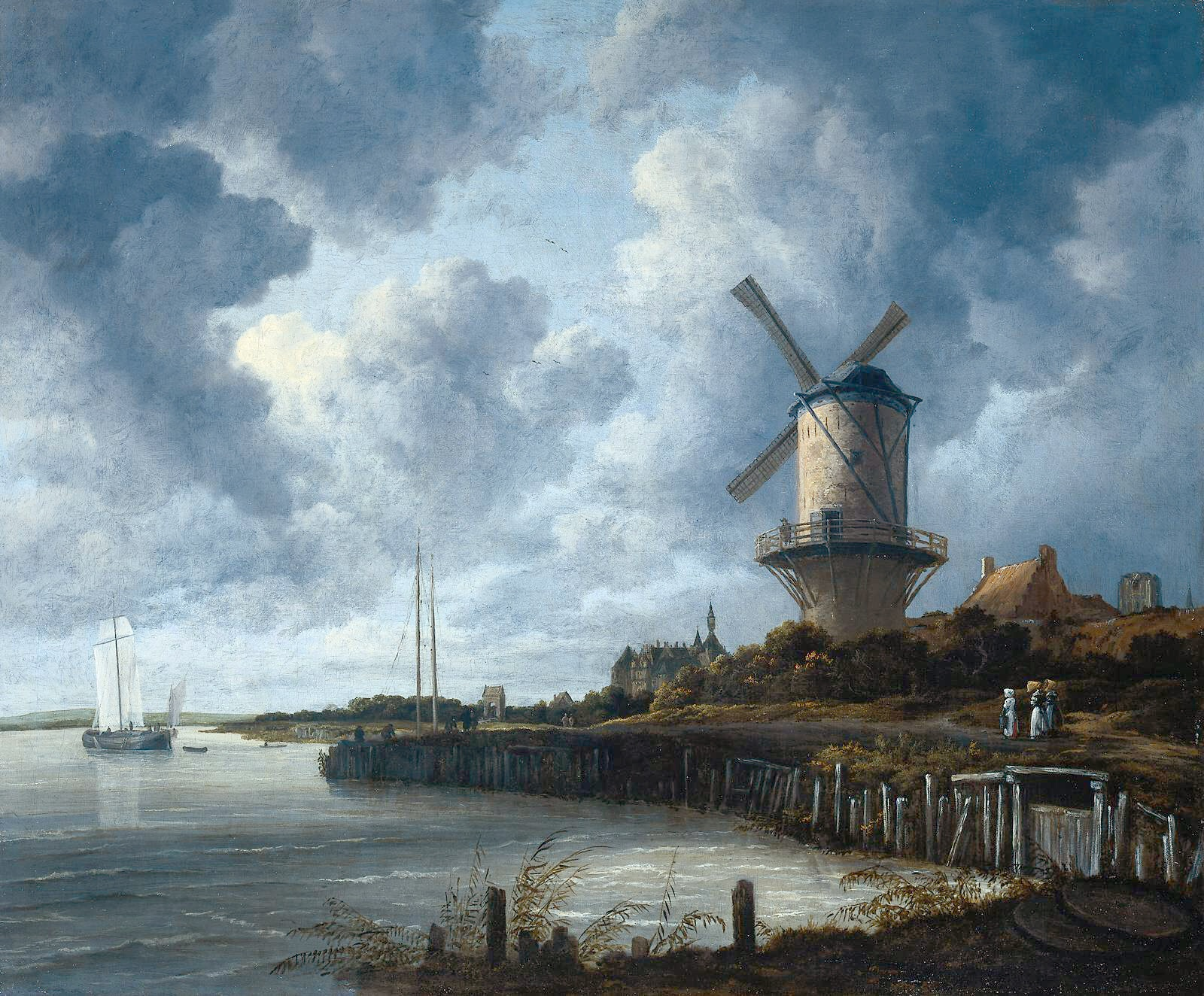
Jacob van Ruisdael: De molen bij Wijk bij Duurstede, circa 1670, met een weidse, karakteristieke Hollandse lucht, dreigend, getrotseerd door een heroïsche molen.

De Noord-Nederlandse gewesten kwamen in de tweede helft van de zestiende eeuw in opstand tegen de Spaanse overheersing, wat uiteindelijk zou leiden tot de vorming van de Republiek der Zeven Verenigde Nederlanden. Een eerste markerend moment in deze vrijheidsstrijd was de beeldenstorm in 1566, toen calvinisten en lutheranen in diverse grote steden de beelden en altaarstukken in katholieke kerken vernielden. De reactie vanuit Spanje was nietsontziend. Koning Philips II stuurde de hertog van Alva naar de Nederlanden om de reformatorische opstand de kop in te drukken. Deze actie had echter een averechts effect en leidde enkel tot een verheviging van het conflict. Met name de door moeras, water en rivieren omgeven (en daardoor goed verdedigbare en te foerageren) provincies Holland en Zeeland werden omgevormd tot onneembare vestingen en konden niet worden heroverd. Anderzijds bleken deze provincies in de strijd tegen Spanje evenmin in staat om de gehele Nederlanden te verenigen.
Een tweede cruciale gebeurtenis in de onafhankelijkheidsstrijd met de Spanjaarden was de val van Antwerpen in 1585, tot op dat moment de belangrijkste handelsplaats van de Lage Landen. Deze nederlaag was de aanzet tot een verschuiving van de maritieme welvaart van het zuiden naar de provincies Zeeland en Holland. Daarenboven leidde deze nederlaag tegen de Spanjaarden tot een migratie van duizenden veelal ontwikkelde burgers naar het noorden, mede ook vanwege de onderdrukking van de reformatie. De vluchtelingen brachten industriële en wetenschappelijke kennis met zich mee, die onder meer tot uitdrukking kwam in de latere bloei van de lakenindustrie in steden als Haarlem en Leiden en in de boekdrukkunst, zeevaartkunde en cartografie. Daarnaast vond er een verschuiving plaats op het gebied van de beeldende kunsten. Volgens kunsthistoricus Jan Briels vertrokken rond de eeuwwisseling zeker bijna honderd kunstschilders van zuidelijke herkomst naar de provincies Zeeland en Holland. Met hen verhuisde niet alleen het aanzien van de kunst, maar ook diverse technieken en een aantal genres die later als typisch voor de schilderkunst in de Gouden Eeuw zouden worden beschouwd.

## De kunstwereld in de Gouden Eeuw

### Kunstmarkt

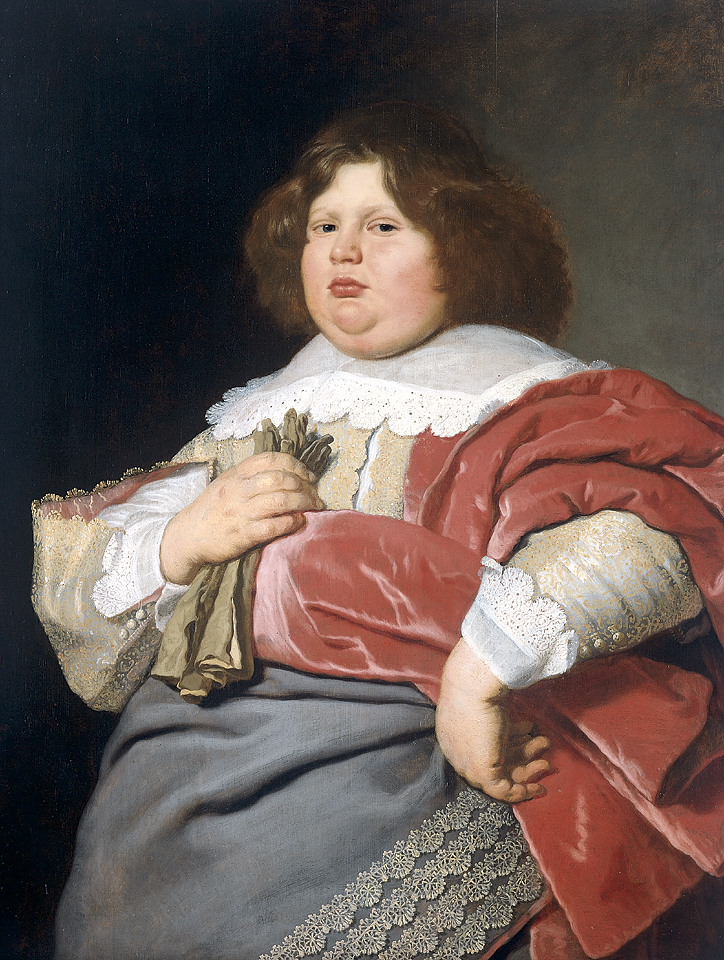
Bartholomeus van der Helst: Portret van Gerard Andriesz Bicker, circa 1642, een jonge burger. De nieuwe burgerij en regenten vormden een belangrijke groep van opdrachtgevers.

De sinds het einde van de 16e eeuw in de Nederlanden geformaliseerde demarcatie van het katholieke zuiden en het gereformeerde noorden resulteerde in het noorden tot een verdere uitbanning van de katholieke devotionalia, in vervolg op de beeldenstorm. Daardoor bestond er plotsklaps geen artistieke broodwinning meer in de sfeer van kerkelijke decoratie. Gelukkig voor de kunstwereld bleek de reformatorische afkeer van afbeeldingen zich echter te beperken tot kerkinterieurs. Waar de muren daar in ras tempo kaal en witgekalkt werden, lieten degenen die zich enige luxe konden permitteren hun huizen in de 17e eeuw opluisteren met schilderkunst.
Veel meer dan in andere landen werd de Hollandse schilderkunst beheerst door de kunsthandel en het daarmee in verband staande kunst verzamelen. Het verzamelen van kunst vond eerder plaats in met name Italië, maar dan vooral ter decoratie van paleizen of villa's. Het verzamelen puur voor het genoegen was een nieuw fenomeen dat in de Republiek een hoge vlucht nam. In Amsterdam en omgeving bevonden zich in de 17e eeuw honderden collecties, waaronder die van Jan Six en Jan Reynst. Aan deze handel gelieerd opereerden weer verschillende andere handelaren, die een minder kapitaalkrachtig segment van de markt bedienden en vaak honderden schilderijen op voorraad hadden. Vaak hadden ze schilders in dienst. Hun invloed op de schilderkunst was groot. Voor Rembrandt was de belangstelling van kunsthandelaar Hendrick van Uylenburgh een belangrijke reden om in de jaren 1630 van Leiden naar Amsterdam te verhuizen.
Er was geen artistiek bepalend centrum, bijvoorbeeld rondom een absolutistisch vorstenhuis, zoals in veel andere Europese landen. Wel bevonden de meeste schilders en hun afzetgebied zich in de steden, voornamelijk in die van de provincie Holland. Volgens John Michael Montias waren er in 1650 in de steden Haarlem, 's-Gravenhage, Leiden, Utrecht, Delft en Alkmaar 280 meesterschilders werkzaam op een totaal van 192.000 inwoners, een gemiddelde van ongeveer één op 700 inwoners. In Amsterdam waren in datzelfde jaar 175 meesterschilders actief op 175.000 inwoners. Volgens Bert Biemans zijn in de gehele 17e eeuw in de Republiek ongeveer een miljoen schilderijen vervaardigd.
De grote vraag naar schilderijen kan niet los gezien worden van een sterk toegenomen welvaart in de Republiek, die een hoge vlucht nam na de oprichting van de Vereenigde Oostindische Compagnie in 1602 en pas enigszins getemperd werd na het Rampjaar (1672). Die welvaart was bovendien voor Europese begrippen redelijk breed verdeeld. Ook een verandering in mode en smaak bij het inrichten van een huis was bepalend. Daarnaast pasten schilders hun technieken aan en gingen zij schetsmatiger, monochromer en dus sneller schilderen; ook maakten zij kleinere schilderijen, waardoor de kostprijs daalde. Een schilder als Hendrick Avercamp maakte voor zijn Winterlandschap met schaatsers van rond 1610 eerst nog een gedetailleerde voortekening om die vervolgens glacerend, met steeds een andere dunne transparante kleurlaag, uit te werken. Elke laag olieverf moest eerst volledig opdrogen voordat een volgende kon worden opgebracht. In ongeveer 1625 werd het 'nat in nat' geïntroduceerd, wat inhield dat het hele werk in één keer geschilderd werd. De productietijd werd daardoor teruggebracht van enkele weken naar een paar dagen. Vooral stillevenschilders bleven echter de glaceertechniek hanteren.
Kunstschilders in de Republiek werkten over het algemeen niet in opdracht, afgezien van portretten, verscheidene bloemstukken of een sporadische opdracht van publieke aard. Dat een schilderij ondertekend was, wilde in de eerste helft van de zeventiende eeuw niet zeggen dat het altijd eigenhandig gemaakt was. Meestal had de meesterschilder alleen het ontwerp vervaardigd en de meest belangrijke onderdelen geschilderd. Het kwam ook voor dat hij het alleen flink had bijgewerkt. Door de felle onderlinge concurrentie nam wel het belang toe van een volledig eigenhandige creatie, maar tot halverwege de zeventiende eeuw bracht dat geen wezenlijke verandering teweeg in de manier waarop een schilderij gemaakt werd.

### Manieren van verkoop
Door de ontwikkeling van nieuwe genres als landschappen, zeegezichten en stillevens werd een nieuwe markt van belangstellenden aangeboord. Door de verschillende manieren van het aan de man brengen van kunst werden volop mogelijkheden gecreëerd om een schilderij aan te schaffen. Wie geld genoeg had om de "volle prijs" te betalen, kon bijvoorbeeld bij kunstwinkels terecht en wie weinig geld te verteren had, kon een gokje wagen om via een loterij een schilderij te vergaren. Ook bij de schilder thuis konden vaak schilderijen worden aangeschaft. Kunstschilders werden hierdoor een soort ondernemer, veelal ook gespecialiseerd in een bepaald genre waarvan ze meestal niet meer afweken. Ze probeerden op de eerste plaats zo veel mogelijk te verkopen. Om geen klanten te verliezen, brachten de schilders vertrouwde composities op de markt, alsook beproefde onderwerpen, waarbij ze een bepaald type koper op het oog hadden.
Verder werden er veilingen gehouden en kon men op jaarmarkten en kermissen een schilderij kopen of er een winnen bij schutterswedstrijden en dobbelspelen (rijfelarijen). Schilderijen werden ook op straat verkocht, in herbergen, bij boekhandelaren en in Amsterdam was de meest zichtbare verkoop op bruggen en sluizen waar veel mensen langs kwamen.

### Kunstbezit
Vanaf ongeveer 1625 konden steeds meer mensen zich een origineel schilderij veroorloven, sommigen hadden zelfs vele tientallen schilderijen in bezit. Toch was in de provincie Holland minder dan tien procent van de bevolking rijk genoeg om een origineel schilderij te kopen. In een stad als Dordrecht, waar de economische vooruitgang minder was, kon echter voornamelijk alleen de rijkste bovenlaag zich een schilderij veroorloven. Zo goed als alle schilderijen werden aangeschaft door patriciërs, bemiddelde kooplui, meester-ambachtslieden met een groot eigen bedrijf, kleinere kooplui, voorname ambtenaren en personen die vrije beroepen als notaris, dominee en advocaat bekleedden. Ook schoolmeesters konden het zich permitteren, net als winkeliers en zelfstandige ambachtslieden. Een geschoolde ambachtsman had rond 1650 genoeg geld om een kopie te kopen en een middenstander of beter opgeleide ambachtsman kon zich een origineel werk van een schilder van de tweede garnituur veroorloven. Schilderijen werden indertijd als een betaalmiddel beschouwd. Tal van schilders kochten er goederen mee. Daardoor konden ook kleine kooplieden in het bezit van een schilderij komen. Van Jan Steen is bijvoorbeeld bekend dat hij een schilderij tegen wijn inruilde.
Rond 1650 was het bijna onbestaanbaar dat iemand in de zojuist genoemde stedelijke welvaartsklassen geen schilderij aan de muur had hangen. In de tweede helft van de zeventiende eeuw veranderde de vraag naar schilderijen. Werken van schilders die nog in leven waren, werden steeds minder gewild en die van overleden meesters werden alsmaar populairder. Daar kwam bij dat het modebeeld bij de inrichting van het interieur veranderde. Economische tegenslagen - vanaf 1672 - deden de rest. Door dit alles geraakte de verkoop van nieuwe schilderijen ernstig in het slop en droogde de markt voor 'nieuwe meesters' op.

## Nieuwe invloeden

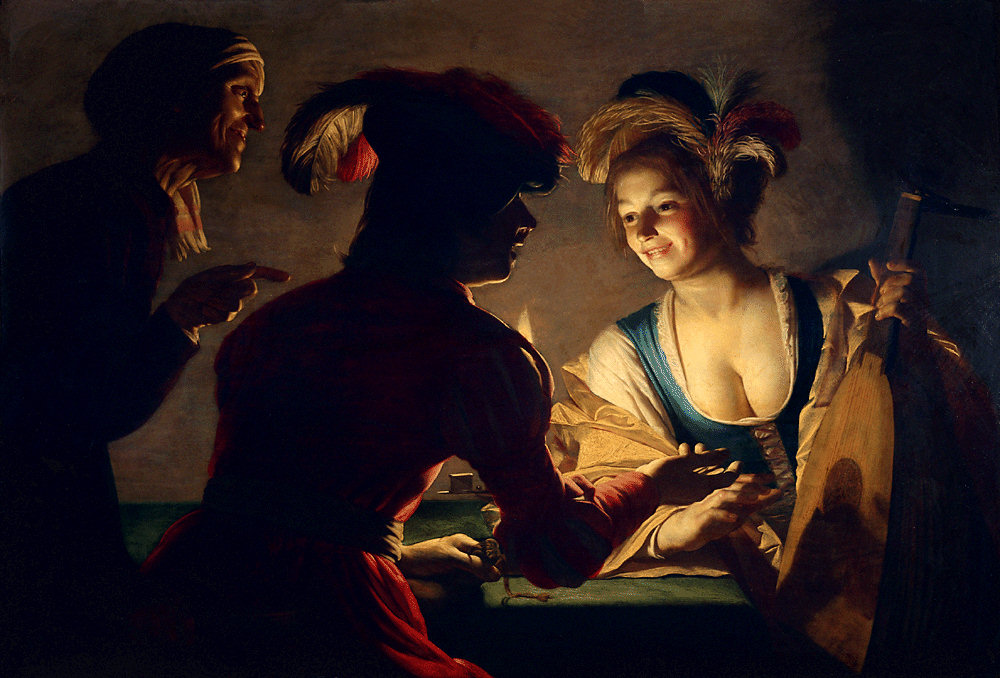
Gerard van Honthorst: De koppelaarster, 1625, waarin het gebruik van clair-obscur door de Utrechtse caravaggisten ten volle wordt geëtaleerd.

Toen dichter-diplomaat Constantijn Huygens in zijn autobiografie van 1630 zijn spijt uitsprak dat Rembrandt en Jan Lievens geen studiereis naar Italië wilden maken, maakte hij melding van het volgende excuus: "Ze zeggen dat ze geen tijd hebben om te verdoen aan een pelgrimage, omdat ze rekening moeten houden met het feit dat ze in de bloei van hun leven zijn. Bovendien beweren ze dat bij de huidige verzamelwoede van de prinsen ten noorden van de Alpen, de beste schilderijen buiten Italië te zien zijn en dat, wat je daar her en der met moeite op moet sporen je hier met zalen vol en te kust en te keur voorgeschoteld krijgt."
Dat Rembrandt en Lievens niet naar Italië afreisden, wil niet zeggen dat ze niet werden beïnvloed door de ontwikkelingen in de buitenlandse schilderkunst. Integendeel. Met name van de Italiaanse schilderkunst ging een grote stimulans uit, reeds vanaf het begin van de 17e eeuw. Een belangrijke figuur daarbij was Pieter Lastman, die van 1602 tot 1607 in Italië werkte en daarna leermeester van Rembrandt werd. Lastman bracht met betrekking tot Bijbelse, mythologische en historiestukken een manier van schilderen uit Italië mee die karakteristiek zou blijken voor de latere Hollandse schilderkunst. Deze werd gekenmerkt door relatief kleine, liggende voorstellingen, vaak van vergezochte thema's (meestal niet het "moment suprême"), veelal dramatisch geënsceneerd, met opeengestapelde figuren, met veel oog voor "interessante" details en stofuitdrukking. De horizon werd doorgaans hooggehouden, waarmee onnatuurlijke diepte-effecten werden vermeden.
Een andere invloedslijn vanuit Italië liep via de Utrechtse caravaggisten, een groep schilders die in de eerste decennia van de 17e eeuw als onderdeel van hun opleiding naar Italië reisden. Ze kwamen daar sterk onder de invloed van de werken van Caravaggio en Orazio Gentileschi. De voornaamste caravaggisten waren Hendrick ter Brugghen, Dirck van Baburen, Jan van Bijlert en Gerard van Honthorst. Typerend voor hun werkwijze was de realistische schildertrant en de bijzondere behandeling van het licht, in sterke licht-donkercontrasten (clair-obscur of chiaroscuro genaamd). Ook introduceerden ze een bijzondere belangstelling voor psychologische aspecten in hun werk. Thematisch kozen ze vaak voor genretaferelen met opmerkelijke figuren: veelal waren het muzikanten, spelers of drinkers die zij ten halven lijve, dicht op de toeschouwer afbeeldden. Deze onderwerpskeuze inspireerde onder anderen Frans Hals en ook Nederlands bekendste kunstschilderes uit die tijd, Judith Leyster.
De Italiaanse invloeden uit het begin van de 17e eeuw zouden uiteindelijk bepalender blijken voor de Hollandse schilderkunst in de Gouden Eeuw dan die van de op het maniërisme geïnspireerde schildertrant, die na de val van Antwerpen door de Vlaamse immigranten mee werd gebracht. Rond 1600 was de maniëristische schilderstijl, onder invloed van de van Meulebeke afkomstige Karel van Mander, nog duidelijk zichtbaar in het werk van de Haarlemse kunstschilders Hendrick Goltzius en Cornelis van Haarlem. Maar al snel werden de gekunstelde houdingen van de menselijke figuren als achterhaald en kunstmatig beschouwd. De pretentie van de maniëristen om "naar de natuur" te schilderen werd echter breed overgenomen, maar wel met een geheel andere, sobere en uiteindelijk als typisch Hollands beschouwde invulling.

## Stijl en kenmerken

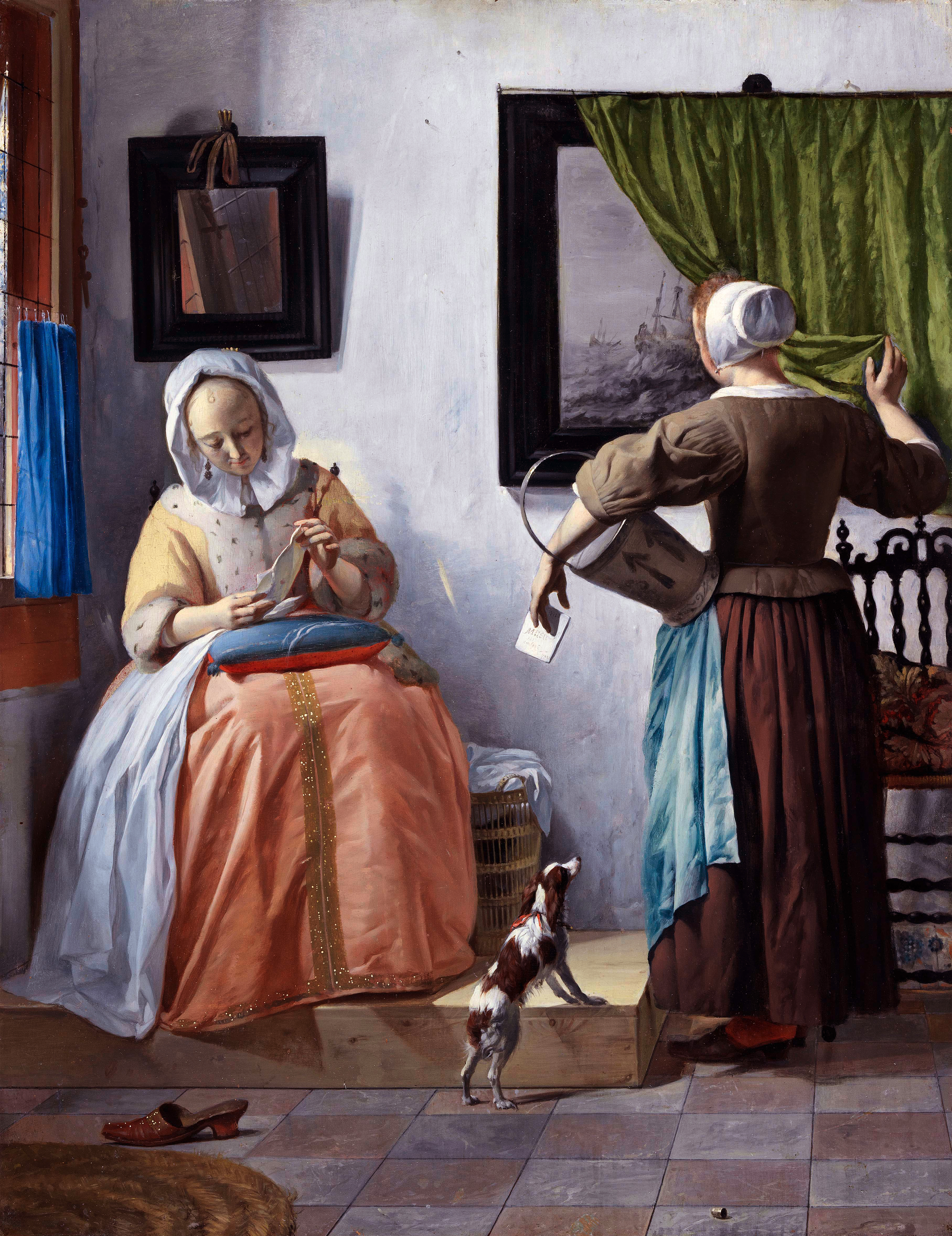
Gabriel Metsu: Brieflezende vrouw, 1665-1667, voorbeeld van een schilderij in huiselijke context, een nieuw en veelvoorkomend thema in de Gouden Eeuw.

Amsterdam, Haarlem, Utrecht en Leiden groeiden vanaf het begin van de Gouden Eeuw uit tot belangrijke centra voor de schilderkunst en kenden hun eigen stijlontwikkeling. Diverse invloeden leidden er tot uiteenlopende stijlopvattingen, met als gezamenlijk kenmerk: het nadrukkelijk streven naar een realistische weergave. In de woorden van theoreticus Philips Angel, opgetekend in zijn Lof der Schilder-konst (1641), moest men een extra inspanning niet nalaten "alsmen de natuerlicke dingen daer mede nader by komt".
De dominante stijl van de Hollandse schilderkunst in de Gouden Eeuw wordt vaak aangeduid met barok. De barok wijst op een stijlperiode die aan het einde van de 16e eeuw in Italië opgang maakte en gekenmerkt wordt door een afwijzing van idealisme in de kunst, gepaard aan een grotere nadruk op vorm en het uitdrukken van heftige gevoelens. Dit werd in grote lijnen overgenomen in de Noordelijke Nederlanden, met Rembrandt als belangrijkste exponent. De Hollandse barok uit de 17e eeuw is echter duidelijk afwijkend van de Italiaanse, met name door de grotere nadruk op het realistische aspect. Weliswaar pretendeerden ook kunstenaars uit de klassieke Italiaanse barok een realistische weergave, net als eerder schilders van de renaissance en het maniërisme, maar de Hollandse interpretatie kwam dichter bij het alledaagse, was meer ingetogen en minder uitbundig, mede onder invloed van de sobere geest van het protestantisme. Opvallend is ook de aandacht voor psychologische aspecten en subtiele emoties, waarmee schilderwerken naar het gevoel van de toeschouwer dichter bij de werkelijkheid kwamen te staan.
Het realisme van de 17e-eeuwse schilderkunst mag overigens relatief heten, vooral ook omdat veel voorstellingen een zinnebeeldig of allegorische betekenis hadden, met een duidelijke moraal. Tevens kan gewezen worden op technieken die het dramatisch effect moesten versterken, zoals de ongewoon sterke nadruk op licht-donkercontrasten en de bombastische Hollandse luchten in landschappen, die ontstonden door het verlagen van de horizon. In de portretkunst leidde de drang om door te dringen tot het psychologisch-karakteristieke van een persoon er soms zelfs toe dat opdrachtgevers zich onvoldoende herkenden. In die zin was het kopiëren van de werkelijkheid duidelijk niet wat de kunstenaars voorstonden: elke schilder legde ontegenzeggelijk een eigen kijk op de wereld in zijn werken.
Typerend voor de schilderkunst in de Gouden Eeuw is ook de specialisatie onder de kunstschilders, in een mate zoals die nog niet eerder in de kunsthistorie was voorgekomen. Gekoppeld aan het handelselement legden kunstschilders zich vaak toe op één of hooguit twee genres (diverse schilders maakten naast hun specialisatie ook wel portretten in opdracht) en weken daar zelden meer vanaf. Schilderen was vooral een zaak voor de verkoop, een broodwinning. Dat nam niet weg dat de artistieke kwaliteit van de topschilders in de 17e eeuw tot uitzonderlijke hoogte reikte. De marktwerking had een aperte kwaliteitsimpuls met zich meegebracht. Wanneer een kunstenaar niet meer aan de hoge standaard voldeed, viel hij buiten de boot.

## Rembrandt van Rijn, Frans Hals, Johannes Vermeer

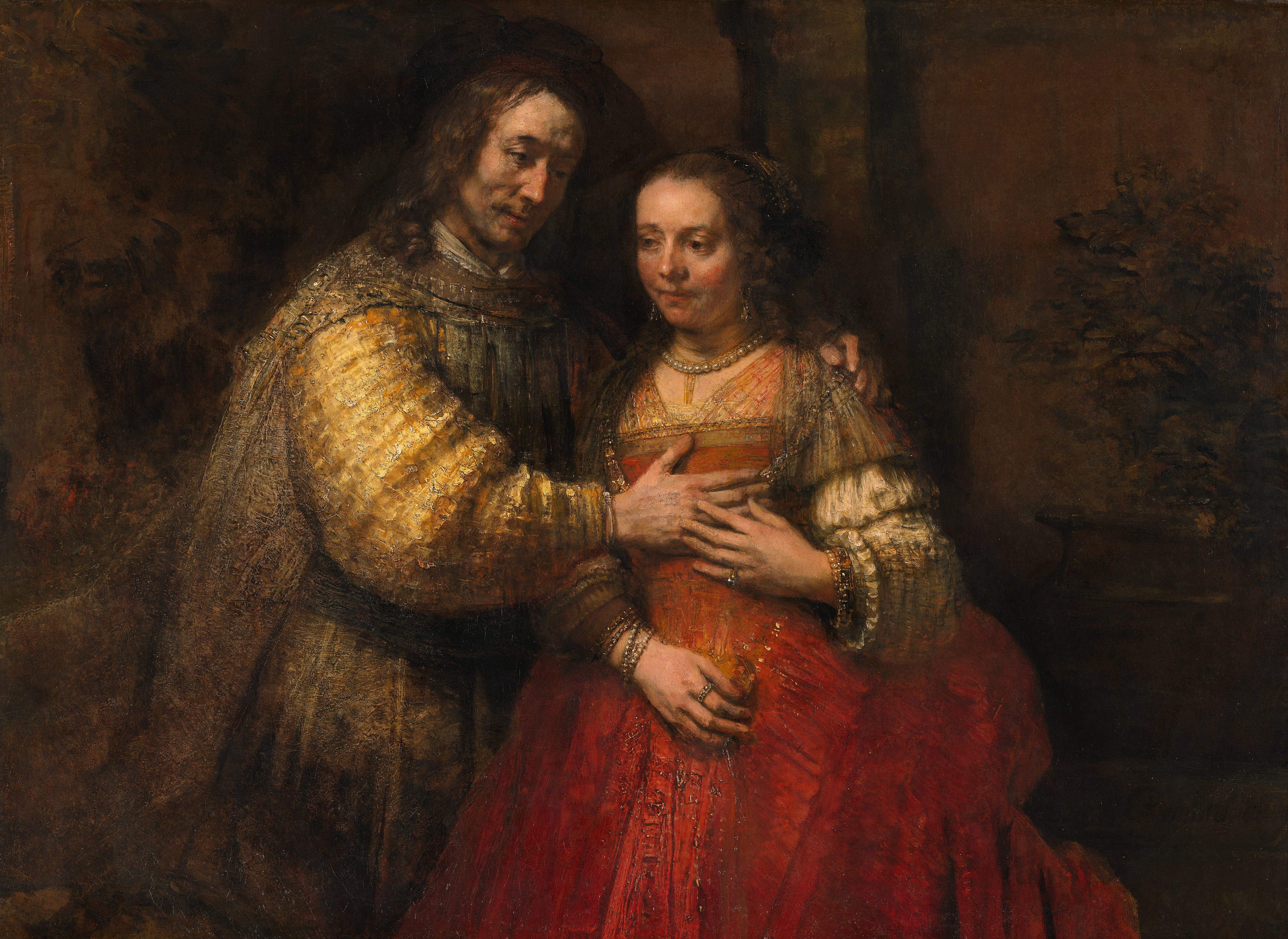
Rembrandt: Het Joodse Bruidje, 1665-1669, geschilderd in dik opgezette verf in reliëf, vaak met het paletmes aangebracht, waardoor driedimensionaliteit wordt gesuggereerd.

Gezien het grote aantal kunstschilders, de talrijke schilderijen die verloren zijn gegaan en de vele genres lijkt het onmogelijk − of in elk geval sterk subjectief − om een kwalitatieve rangorde te bepalen onder de onderscheiden kunstenaars. Toch worden Rembrandt van Rijn, Frans Hals en Johannes Vermeer beschouwd als de "grote drie".
De bewondering voor Rembrandt en Hals vindt haar oorsprong in hun onmiskenbare technische begaafdheid, waarbij zij een opvallende ongepolijstheid in hun werk legden. Beide schilders gebruikten geheel nieuwe manieren van verfopbrenging, regelmatig gebruikmakend van vingers en schildersmes. Ze beschikten over het vermogen met korte verfstreken (Hals), respectievelijk verfklodders en vegen (Rembrandt) een doek werkelijk tot leven te brengen. Hun grote invloed gold reeds in hun eigen tijd, waarbij zich met name rondom Rembrandt en zijn leerlingen en eigen "Rembrandteske" school ontwikkelde die de schilderkunst in heel Europa beïnvloedde, met de specifieke licht-donkercontrasten als belangrijkste handelsmerk. Binnen de Nederlandse kunstacademies bleef zijn stijl tot diep in de 19e eeuw de absolute norm. Hals was na zijn overlijden vrijwel vergeten, maar na een enthousiast artikel van de Franse kunstcriticus Théophile Thoré-Bürger uit 1857 kwam daar snel verandering in. Korte tijd later nam een hele schare impressionistisch georiënteerde kunstschilders hem tot voorbeeld, waarmee hij wordt gezien als een groot inspirator van de moderne kunst. Tal van buitenlandse kunstenaars bezochten vanaf die tijd het Frans Hals Museum in Haarlem en het Rijksmuseum Amsterdam, waar het werk van Hals en Rembrandt ruimschoots vertegenwoordigd is.
Naast de losse stijl van Rembrandt en Hals ontwikkelde zich midden 17e eeuw via de Leidse fijnschilders een nieuwe vorm van realisme die zich kenmerkte door een grote mate van precisie en detaillering. Deze verfijning bereikte in de werken van Johannes Vermeer een hoogtepunt. Vermeers werk is een schoolvoorbeeld van eenvoud en harmonie, weergegeven in een gladde nauwkeurige stijl, geschilderd met kleine penselen. Typerend stijlkenmerk is ook de delicate behandeling van het licht. Nieuwe verfsoorten op natuurlijke basis maakten een bijzondere luminositeit mogelijk. Vermeers thema's waren minder pompeus en uitbundig dan die van Hals en Rembrandt, maar versterken een gevoel van stilte en verinnerlijking. De status van Vermeer haalde het in zijn tijd niet bij die van Rembrandt en Hals. Vermeer was toen weinig bekend; slechts een kleine kring van kunstminnaars kende zijn werk. Er zijn anno 2017 slechts 35 schilderijen erkend als van de hand van Vermeer. Vanaf het midden van de 19e eeuw, wederom onder invloed van Thoré-Bürger, die een eerste catalogisering van zijn werk maakte, werden de werken van Vermeer echter blijvend gerekend tot het beste wat de Gouden Eeuw had voortgebracht. Op de kunstmarkt evenaarde de waarde van zijn werken die in de duurste categorie.

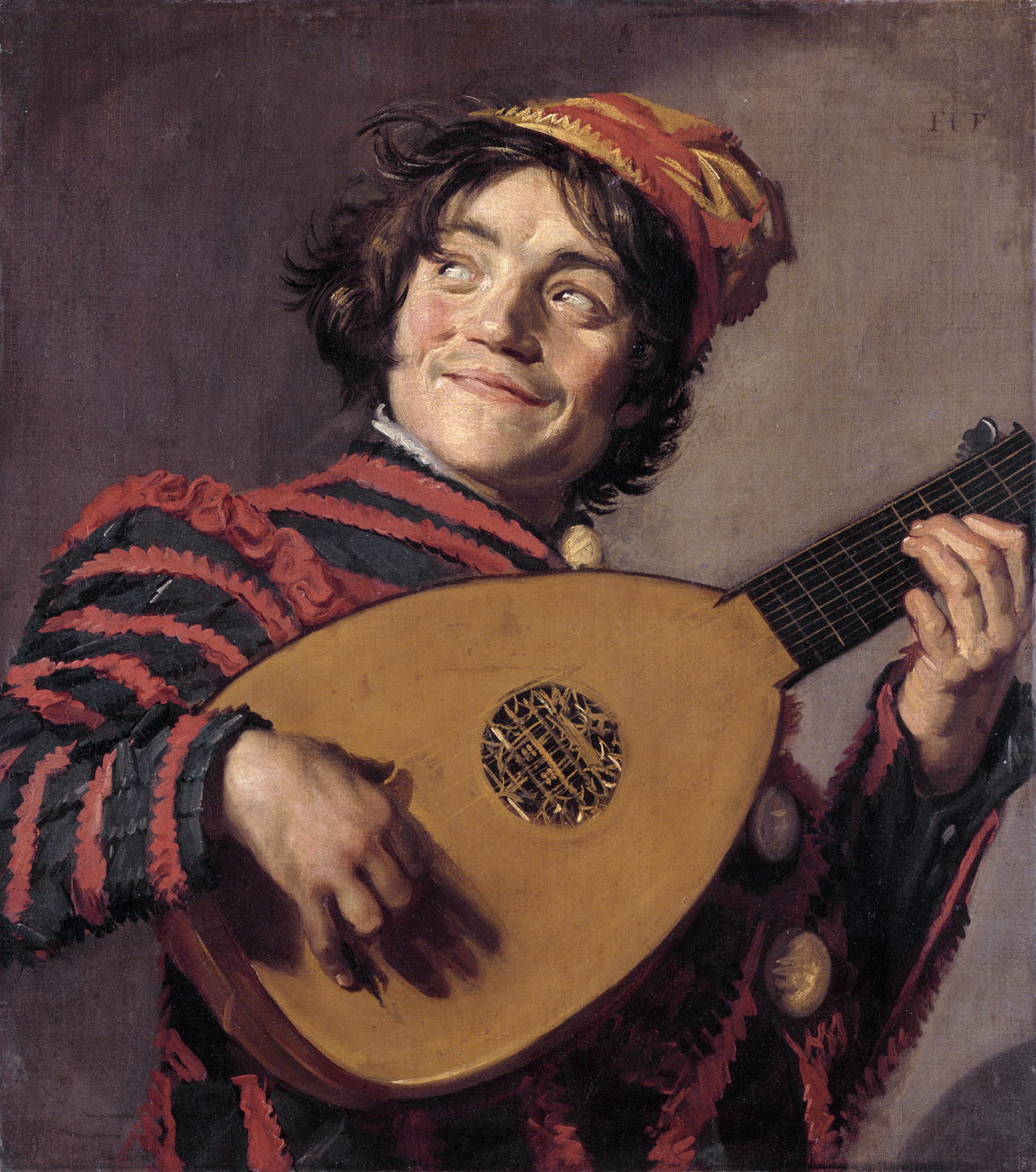
Frans Hals: Luitspeler, mogelijk 1624-1626, muzikantenthema, in de losse stijl die zoveel invloed had op de impressionisten.
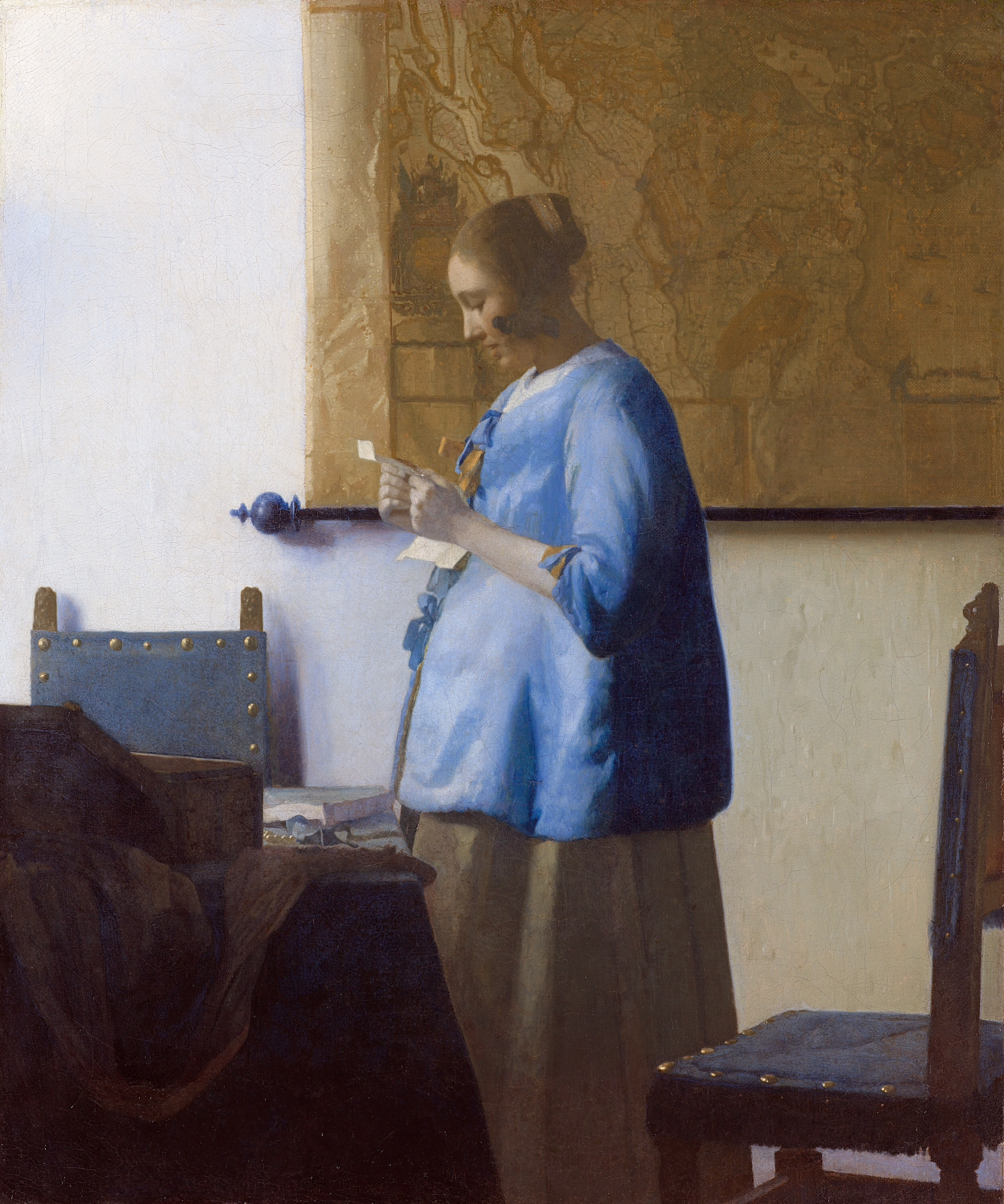
Johannes Vermeer: Brieflezende vrouw in het blauw, circa 1663, dat de verfijning en verstilling in het werk van Vermeer illustreert.
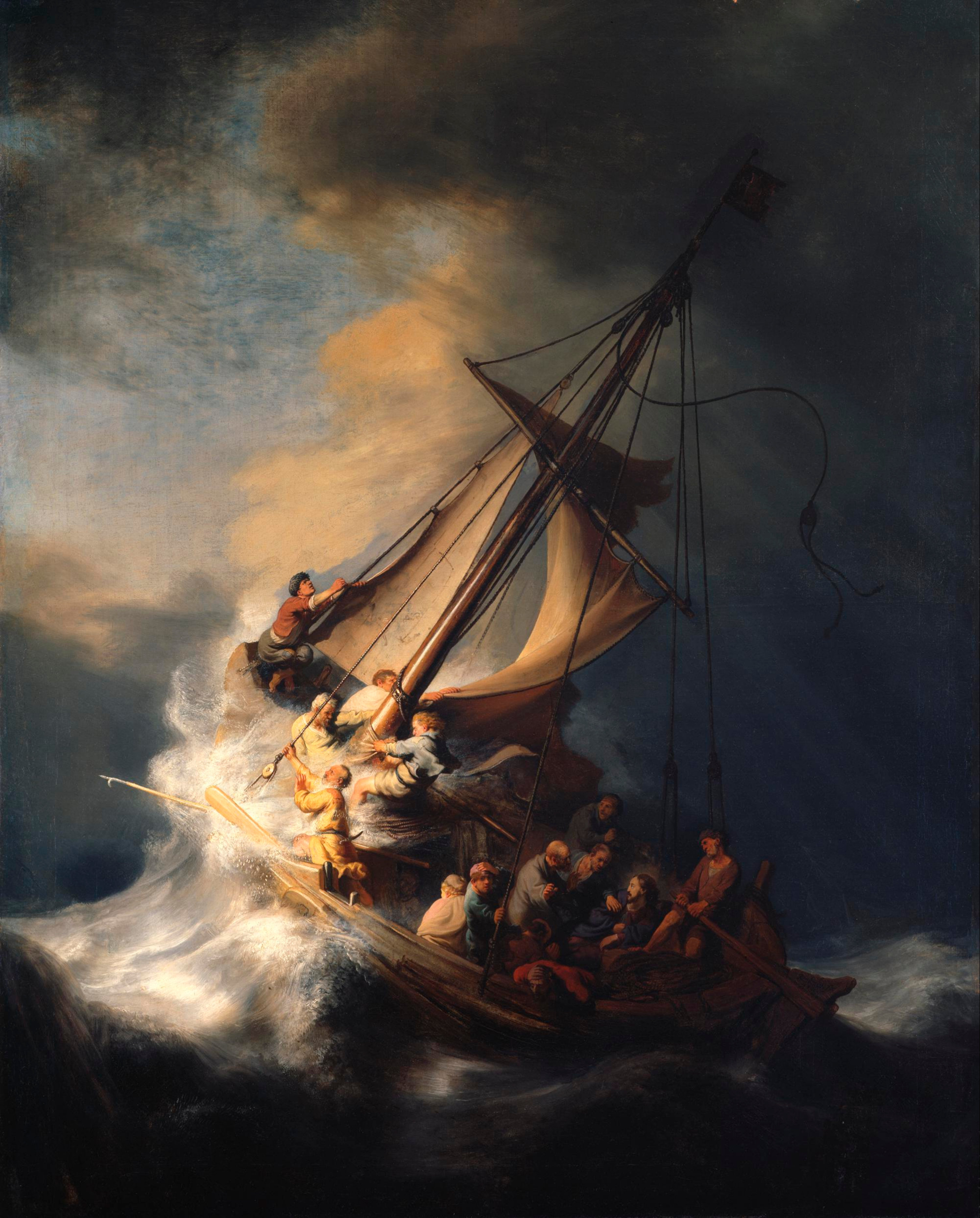
Rembrandt: Christus in de storm op het meer van Galilea, 1633 (vermist werk). De dramatiek wordt versterkt door toepassing van clair-obscur.

## Genres

### Historische taferelen

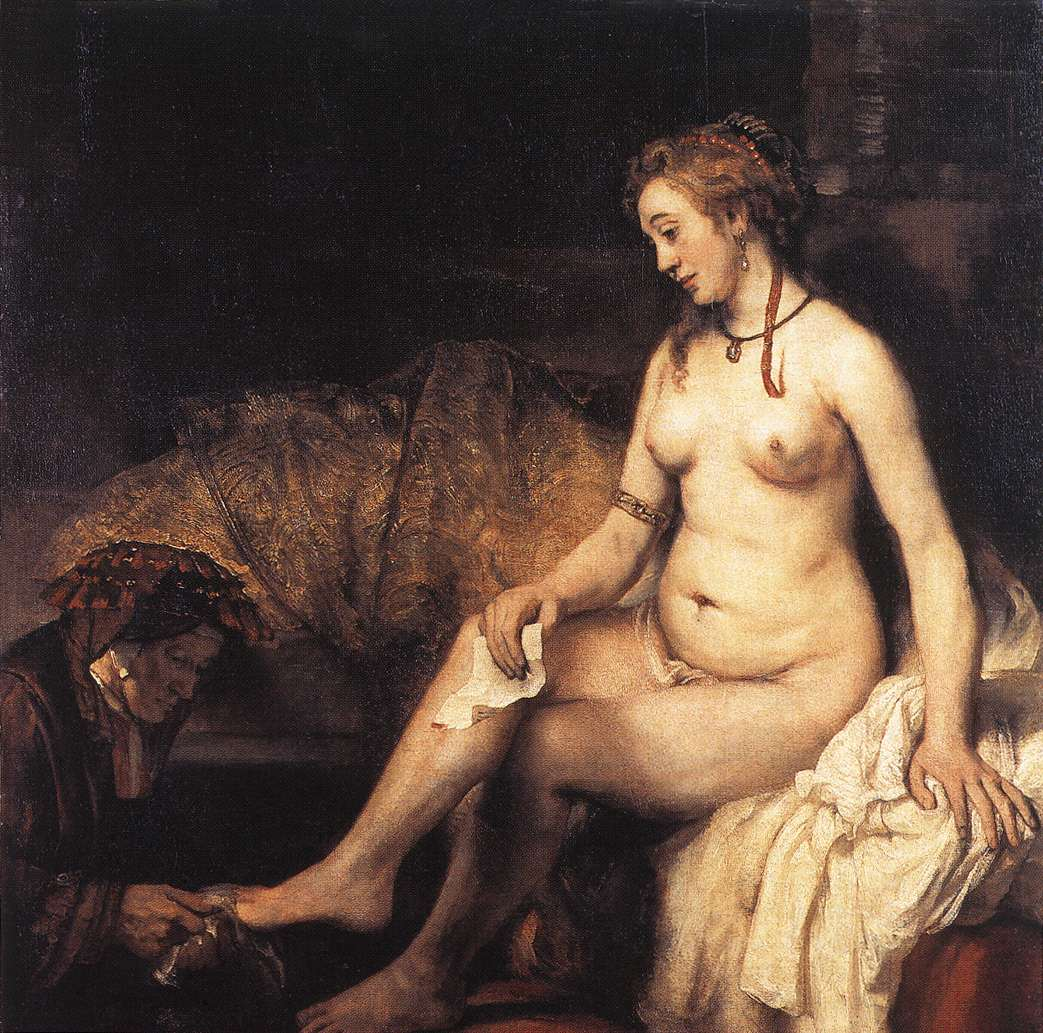
Rembrandt: Bathseba met de brief van koning David, 1654, weergave van het beslissende moment, wanneer Bathseba haar morele afweging maakt.

Onder historiewerken wordt verstaan: voorstellingen van exemplarische scènes uit de Bijbel, de mythologie, de literatuur of de geschiedenis. Het genre werd in de zeventiende eeuw beschouwd als de hoogste vorm van schilderkunst. De veelzijdigheid van het genre deed een beroep op een groot repertoire aan vaardigheden die beheerst moesten worden, onder meer uit de landschapsschilderkunst, de interieurschilderkunst, soms ook uit het schilderen van stillevens en uiteraard uit de figuurschilderkunst. Bij dat alles werd een grote compositorische vaardigheid vereist, onder andere wat de perspectiefhantering betreft. Bovendien moest vaak nog een morele boodschap in het werk worden verweven.
Rond 1600 schilderden de Haarlemse maniëristen al veel Bijbelse en mythologische thema's. De Utrechtse caravaggisten (Van Honthorst, Ter Brugghen, Van Baburen) gaven daar in de eerste helft van de 17e eeuw vervolg aan en maakten door de Italiaanse schilderkunst geïnspireerde historiewerken met genreachtige taferelen, die gegrepen leken te zijn uit het leven van alledag. Een doorslaggevende impuls tot vernieuwing kwam met het werk van Rembrandt, die kan worden beschouwd als de belangrijkste historieschilder van de Gouden Eeuw. Zijn "Rembrandteske" schildertrant, voortbouwend op het werk van zijn leermeester Lastman en de Utrechtse caravaggisten, zou de historieschilderkunst uit zijn tijd domineren. Rembrandt had een twintigtal leerlingen en tal van navolgers, onder wie Govert Flinck, Willem de Poorter, Arent de Gelder, Barent Fabritius, Salomon Koninck en Willem Drost, die zijn stijl van werken hielpen verspreiden. Kenmerkend is het gebruik van clair-obscur en effecten van tegenlicht, waarmee de intensiteit van het centrale thema extra werd benadrukt. Ook kan gewezen worden op de losse, grove penseelhantering. Vaak completeren een grote schare figuren en gedetailleerd weergegeven symbolische voorwerpen het schilderij. Het kleurenpalet was doorgaans sober en beperkt, veelal in dominerende bruintinten, soms met opvallende accenten. Gestreefd werd naar een suggestie van bewegelijkheid, hetgeen niet wegnam dat de Hollandse historiekunst later wel het verwijt werd gemaakt louter poserende (en dus stilstaande) figuren te portretteren.
Thematisch specialiseerden Rembrandt en zijn volgelingen zich met name in Bijbelse taferelen, waarbij ze vaak vergezochte onderwerpen kozen, doorgaans sterk anekdotisch weergegeven, met veel aandacht voor een psychologisch bepalend moment. Waar de buitenlandse historieschilderkunst (vaak gemaakt in opdracht van adellijke of kerkelijke opdrachtgevers) vooral aanstuurde op gezag en dramatiek, legden de Hollandse schilders zich aldus vooral toe op het beroeren van de kijker of het weergeven van een moment van intense intimiteit. Veelal zijn historiestukken ook van een relatief klein formaat, geschikt voor gewone woonhuizen, doorgaans liggend, waardoor veel figuren op de voorgrond konden worden geplaatst. Anders dan in de landschapsschilderkunst werd de horizon vaak hoog gehouden, waardoor de kijker de indruk heeft de figuren van onderaf te bezien.
Vanaf de jaren 1630 kwam naast de Rembrandteske historieschilderkunst nog een andere, strakkere classicistische variant van de historieschilderkunst tot bloei, voortbouwend op het werk van de maniëristen, aangeduid als het Hollands classicisme. De stroming wordt getypeerd door een klassieke, vaak mythologische themakeuze, een gladde oppervlaktebehandeling en voor die tijd heldere kleuren, zonder een duidelijk clair-obscur. Compositorisch kenmerkte deze stroming zich door een streven naar harmonie, gebaseerd op de renaissancekunst, maar ook geïnspireerd door Zuid-Nederlandse voorbeelden als Peter Paul Rubens en Jacob Jordaens. Vaak werden historische en mythologische thema's gekozen, maar ook figuren en portretten waren populair. Afmetingen waren weer groter, mede ook omdat de werken vaak waren bedoeld voor grotere zalen, zoals de Oranjezaal van Paleis Huis ten Bosch. Belangrijke exponenten zijn Jacob van Campen, Pieter Post, Caesar van Everdingen, Salomon de Bray, Pieter de Grebber en Jan van Bronckhorst.

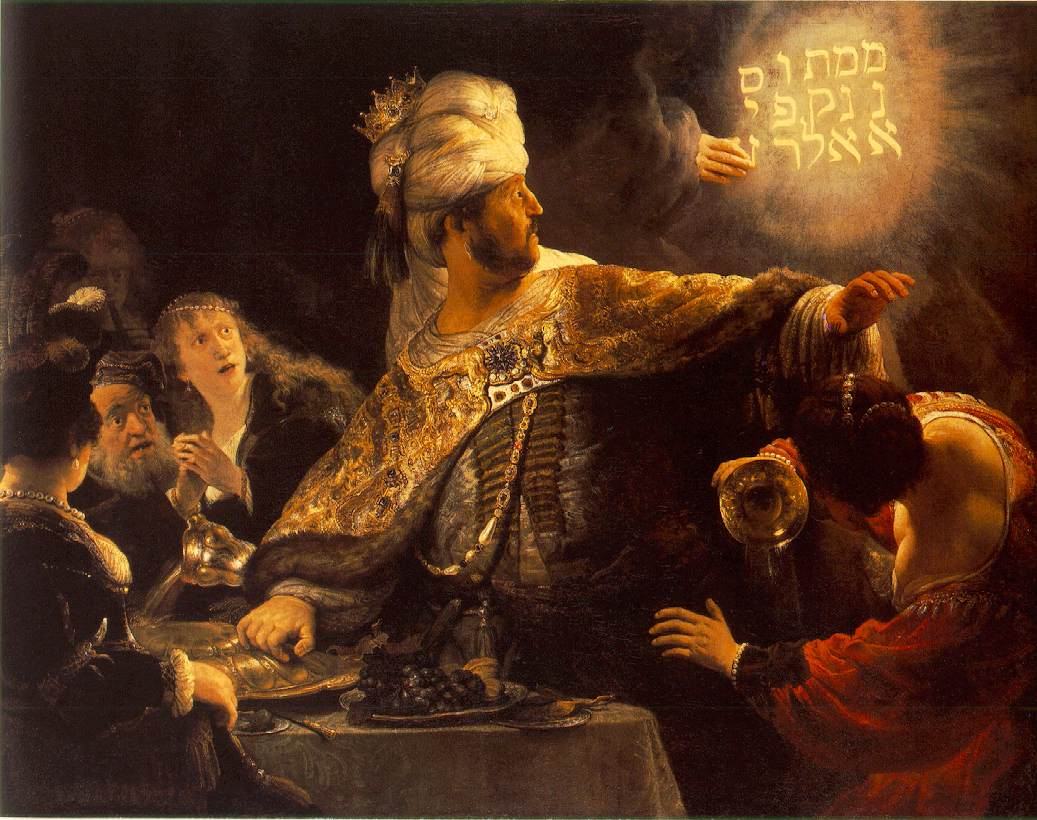
Rembrandt: Het feestmaal van Belsazar, vermoedelijk circa 1636-1638.[20] Duidelijk is gezocht naar weergave van het bepalende moment.
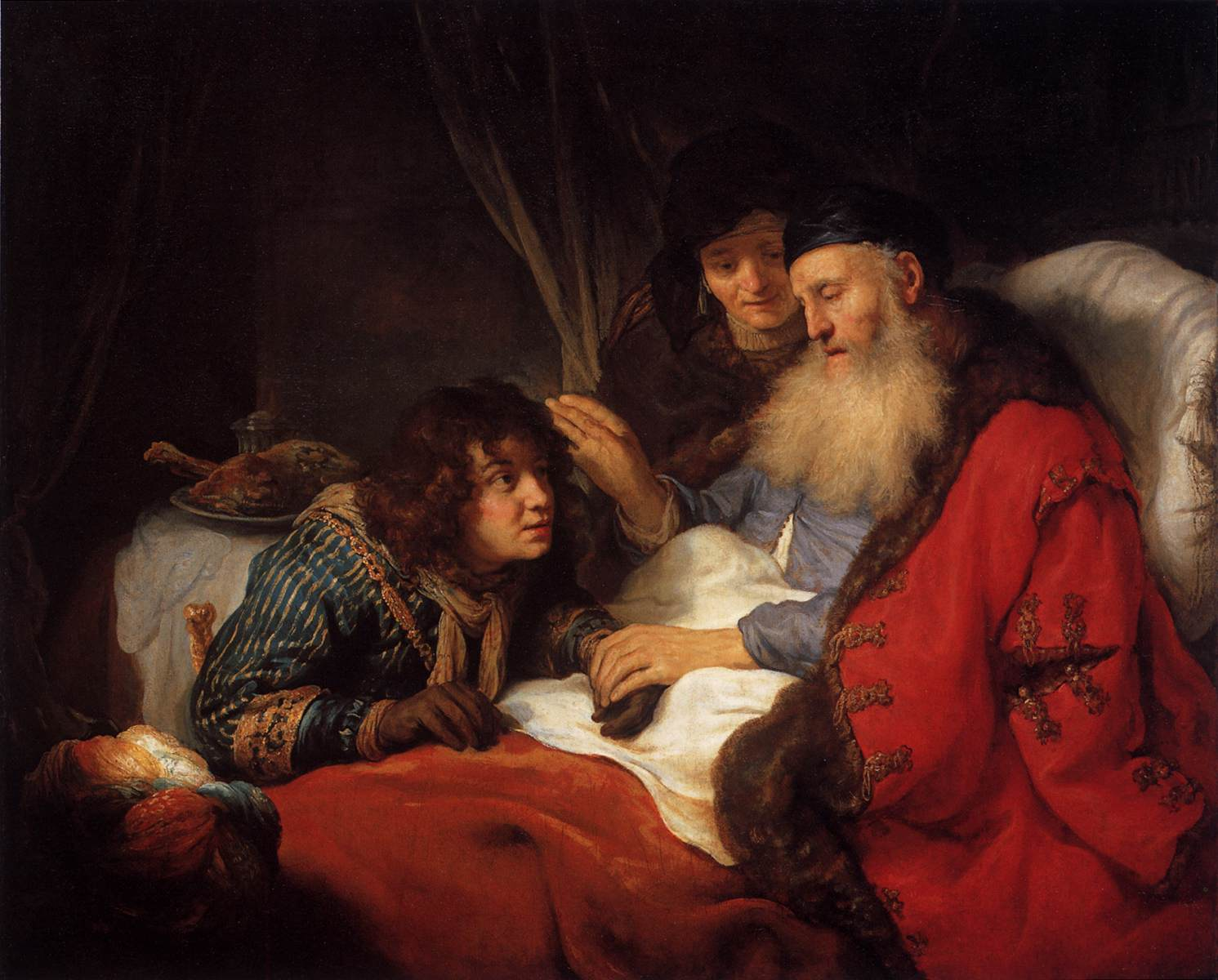
Govert Flinck: Isaak zegent Jacob, circa 1638. Centraal staan de emotie en de gezichtsexpressie van de modellen.
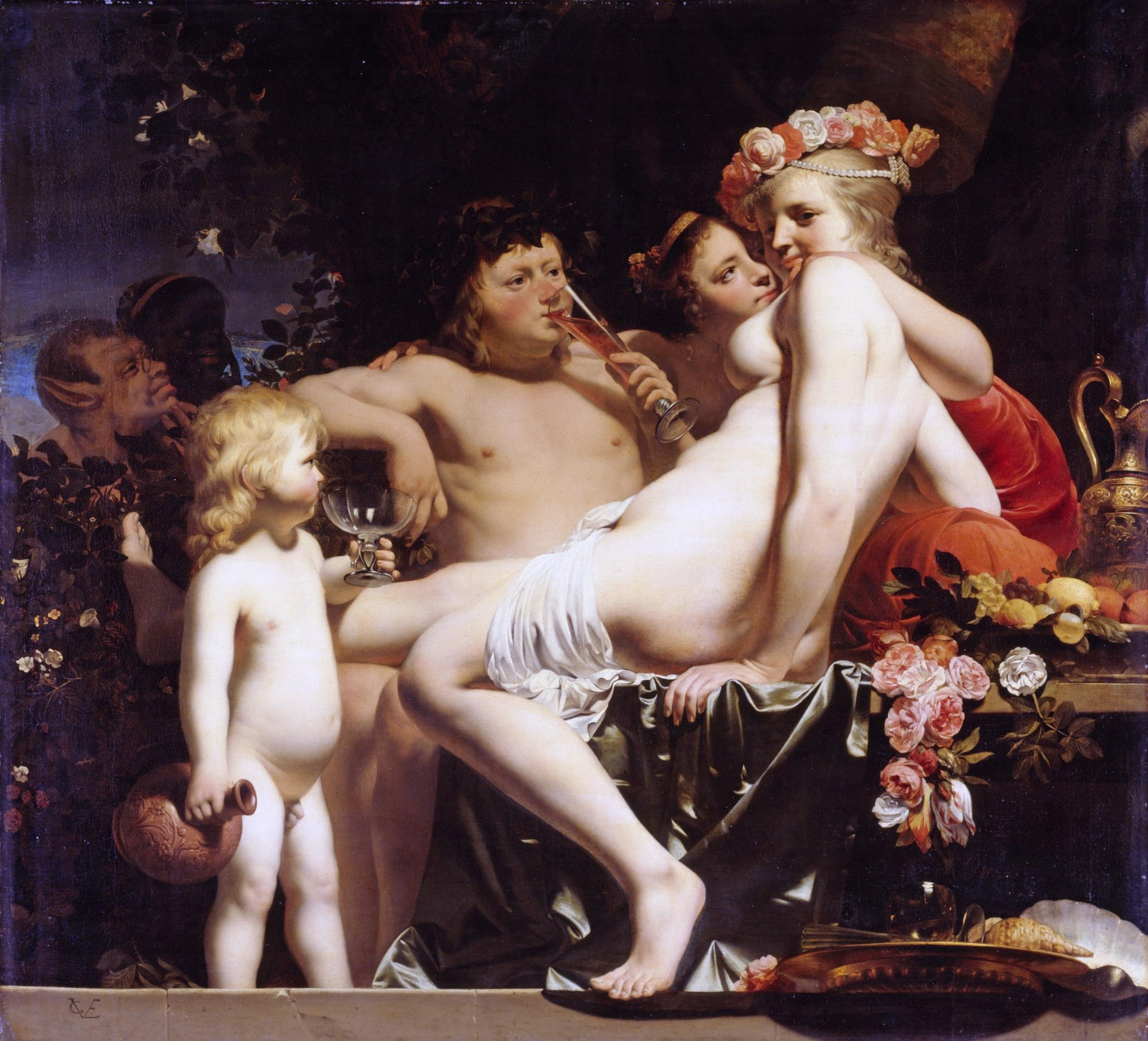
Caesar van Everdingen: Bacchus en Ariadne, circa 1660, voorbeeld van het Hollands classicisme, als tegenhanger voor de Rembrandteske stijl.

### Portretten

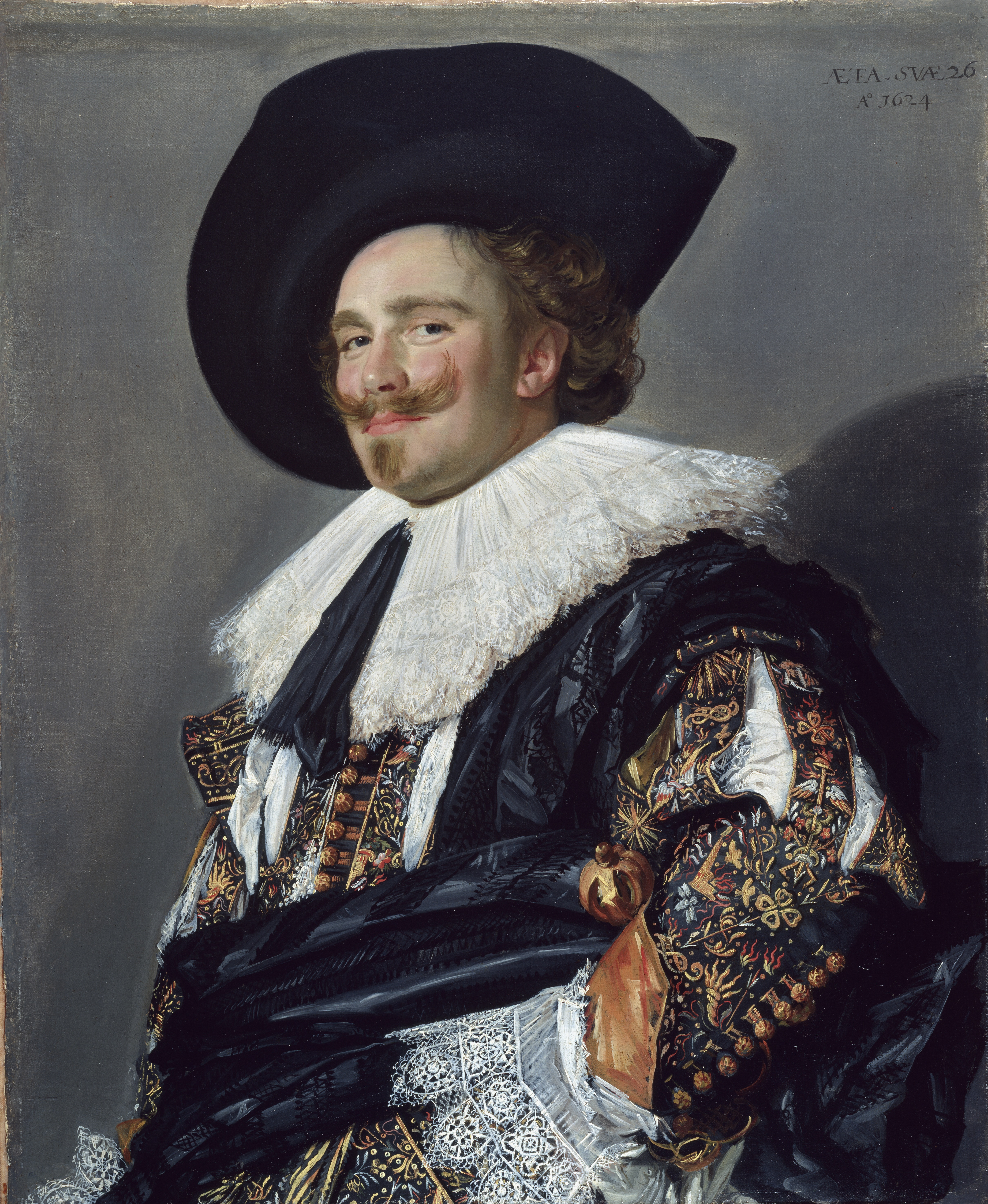
Frans Hals: De lachende cavalier, 1624, waarin een trotse burgerman wordt geportretteerd, als lid van een nieuwe sociale bovenklasse, tevens een nieuwe groep van opdrachtgevers.

Voor portretten ontstond in de Republiek vanaf het begin van de 17e eeuw een levendige markt. Dat hing samen met de opkomst van de burgerij en het patriciaat, maar ook onder minder vermogende lieden werd het steeds gebruikelijker een portret te laten maken. Portretten werden gezien als een statussymbool en iets waarmee je de dood overleefde. Vaak bleef een portret nog generaties lang binnen de familie. Doorgaans werden ze in opdracht gemaakt, regelmatig ook bij bijzondere gebeurtenissen als een huwelijk. De competitie tussen kunstschilders, die ontstond bij het verwerven van opdrachten, stuwde de technische kwaliteit op tot een internationaal toonaangevend niveau.
De Nederlandse portretschilderkunst in de 17e eeuw verschilde nadrukkelijk van de barokke, enigszins patserige, aristocratische stijl die elders in Europa wordt waargenomen. De Hollandse portretten zijn soberder, onder invloed van de calvinistische geest, maar ook omdat het vaker "gewone", voor iedereen herkenbare mensen waren die op het doek werden vastgelegd. De achtergrond werd eenvoudig gehouden, vaak in een huiselijke context, zonder veel opsmuk, en vrijwel nooit tegen de achtergrond van een landschap, zoals die in Italiaanse portretten gemeengoed was.
Er werden relatief weinig portretten ten voeten uit geschilderd. Meestal waren het borst- of kniestukken, waarbij de geportretteerden veelal zittend werden afgebeeld, bezig met een activiteit. Het portret moest vooral ontspannen en natuurlijk lijken, niet geposeerd. Door nadrukkelijk aandacht te geven aan licht- en schaduwwerking werd extra levendigheid gecreëerd. Pas later in de 17e eeuw werden portretten met schilders als Caesar van Everdingen en Adriaen van der Werff weer wat meer classicistisch en formeler.
Rembrandt en Frans Hals worden als de belangrijkste portretschilders uit de 17e eeuw gezien. Men beschouwt hen als exemplarisch voor de vernieuwingen die de portretteerkunst in de Gouden Eeuw typeerden. Vooral de stukken van Hals kenmerken zich door een grote levendigheid. Hij creëerde een losse, soms bijna ruwe schilderstijl, waarbij hij zocht naar ongedwongen poseersituaties, met bijzondere aandacht voor de gezichtsuitdrukking. Rembrandt gaf aan de weergave van gezichtsuitdrukkingen nog een extra dimensie door toevoeging van een psychologische component, waarmee hij op uitgesproken wijze trachtte het karakter van de geportretteerde te vangen.
Michiel van Mierevelt was de meest productieve portretschilder. Zo kopieerde hij alleen al een door hem gemaakt portret van Maurits graaf van Oranje, de latere Maurits van Oranje, honderden keren, in verschillende prijsklassen. Hij vroeg ook octrooi aan op een gravure die naar het originele schilderij gemaakt was. Wie een illegaal exemplaar op de markt bracht, moest hem honderd gulden betalen. In zijn atelier liet hij borststukken zonder hoofd schilderen. Als een klant zich aandiende, hoefde hij alleen nog het hoofd in te schilderen. Zijn werkplaats wordt om die reden wel de portretfabriek genoemd.
Andere vooraanstaande portretschilders waren Jan van Ravesteyn, Thomas de Keyser, Bartholomeus van der Helst, Pieter Codde, Johannes Verspronck, Ferdinand Bol, Pieter van Anraedt, Jacob Backer, Godfried Schalcken, Carel Fabritius en Jan Lievens, die samen met Rembrandt in de leer was bij Pieter Lastman.

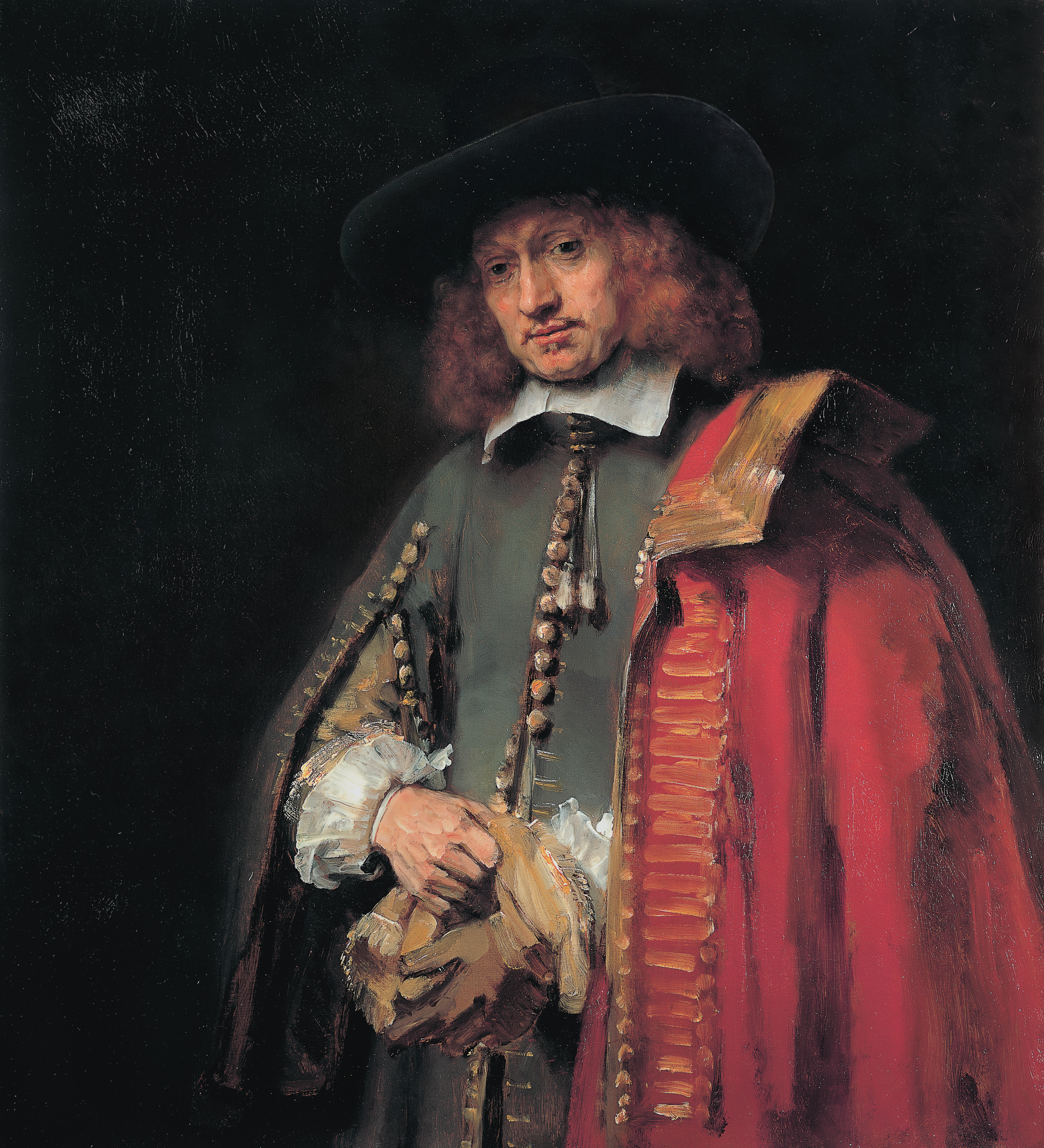
Rembrandt: Portret van Jan Six, predikant, 1654. Uit het portret spreekt voornaamheid en een calvinistische soberheid.
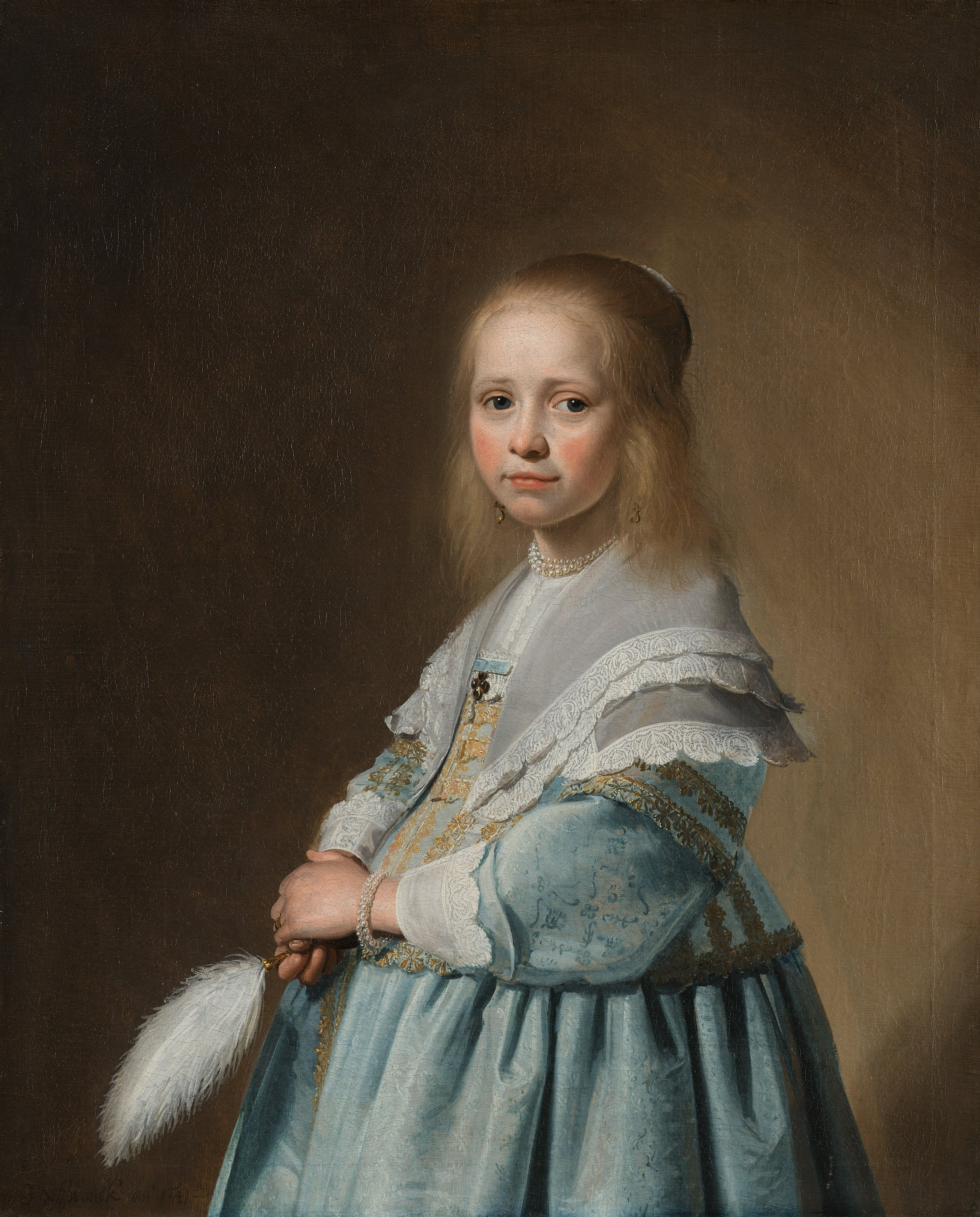
Johannes Verspronck: Portret van een meisje in het blauw, 1641. Vooraanstaande burgers lieten ook hun familieleden portretteren.
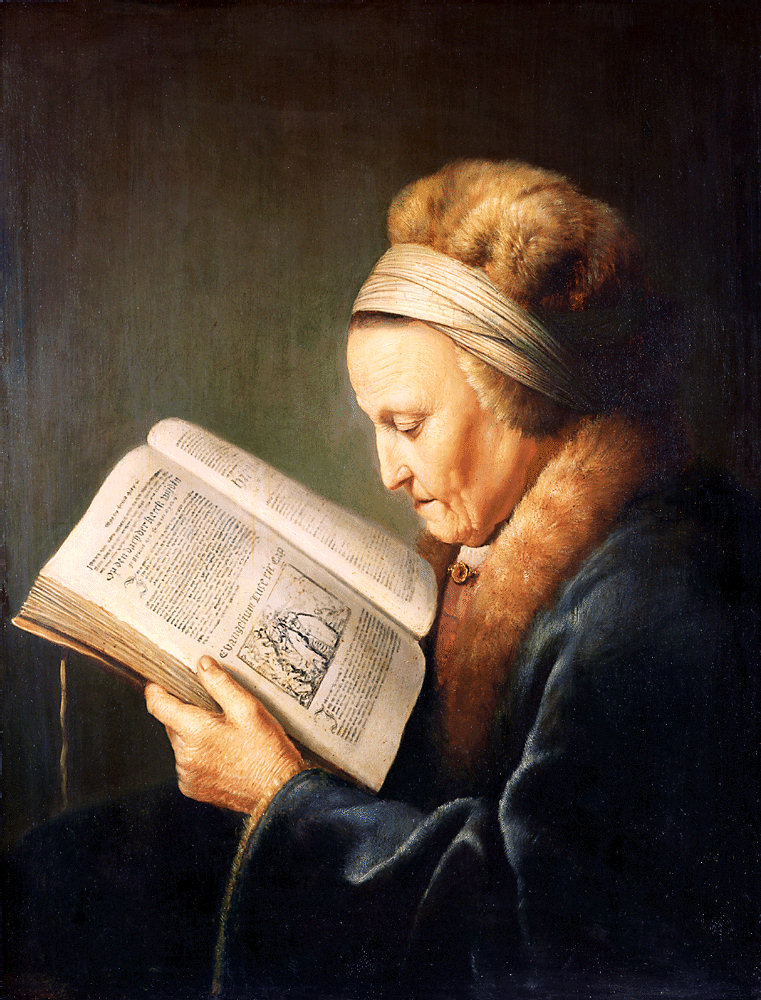
Gerrit Dou: Lezende oude vrouw, circa 1631 - circa 1632, voorbeeld van een schilderij niet in opdracht.
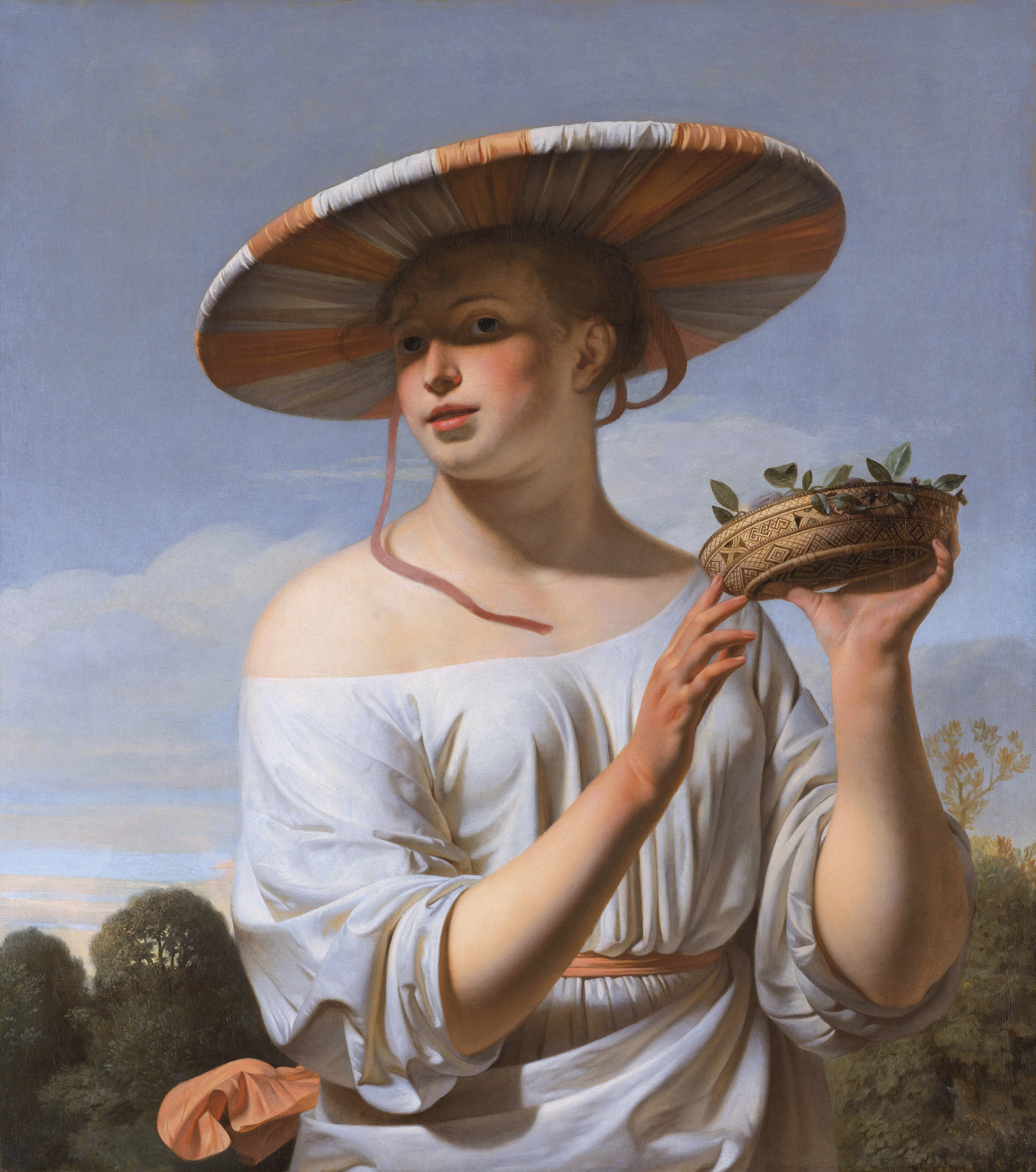
Caesar van Everdingen: Meisje met een brede hoed, circa 1645 - circa 1650, een portret in een verfijnde, meer classicistische stijl.

#### Tronies
Een bijzondere vorm van portretten vormen de zogenaamde karakterkoppen, ook wel tronies genoemd. De term tronie betekent gezicht. De term had in de 17e eeuw nog niet de negatieve connotatie die deze heden ten dage vaak kent. Tronies geven het hoofd van een model in bustelengte weer, vaak - maar niet noodzakelijk - met een grimas, altijd voor een neutrale achtergrond. Het waren doorgaans oefeningen in het uitbeelden van leeftijd, karakter, aankleding of stemming. De herkenbaarheid van het model is ondergeschikt aan de uitbeelding van het uiterlijk. Het ging niet om de gelijkenis met bestaande personen, maar om het uitbeelden van een type. De mate van expressiviteit kon verschillen. Vermeer maakte een aantal beroemd geworden serene tronies, waarbij hij vooral zocht naar de juiste weergave van een specifieke gelaatsuitdrukking of emotie, zonder dat daar een grimas aan te pas kwam. Rembrandt maakte van het creëren van tronies een succesformule. De Utrechtse caravaggisten Hendrick ter Brugghen en Dirck van Baburen schilderden veel kleurrijke figuren, zoals harlekijns, muzikanten, dames van lichte zeden en uitbundige drinkers, die ook veel kenmerken van tronies hadden. Tronies kunnen een grote zeggingskracht en artistieke vaardigheid van de kunstenaar tonen. Hoewel aanvankelijk bedoeld als oefeningen en doorgaans niet in opdracht vervaardigd, bleken ze al snel erg gewild op de kunstmarkt en werden ze in groten getale als zelfstandig kunstwerk verkocht.

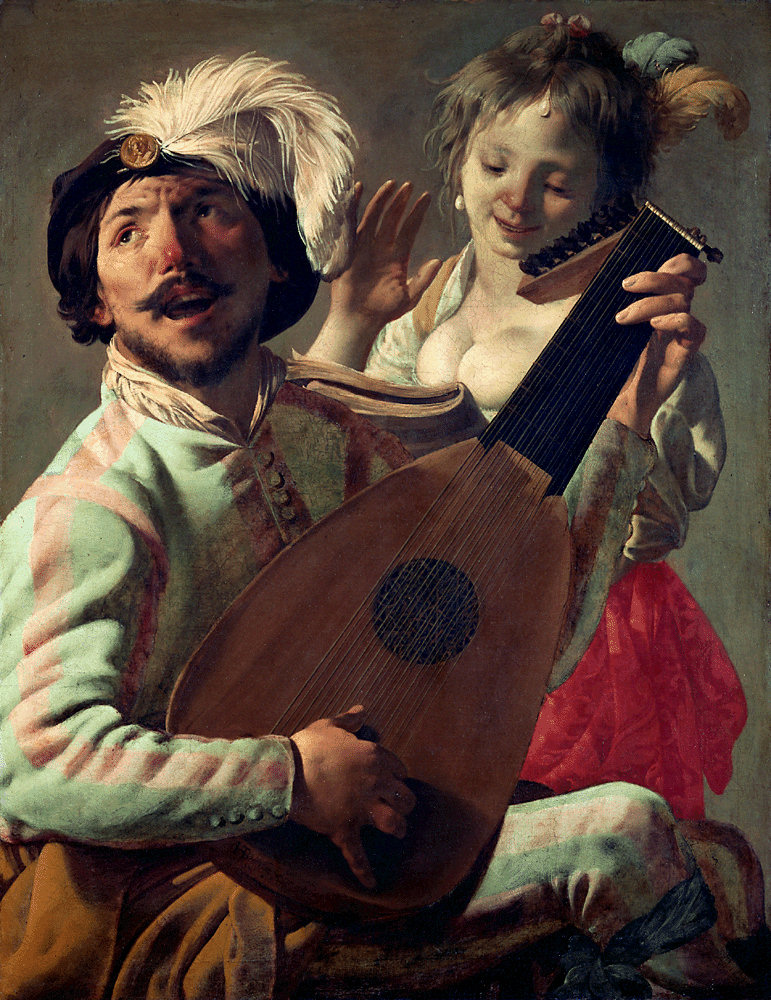
Hendrick ter Brugghen: Het duo, 1628, twee musicerende kleurrijke figuren met typische, karaktervolle blikken.
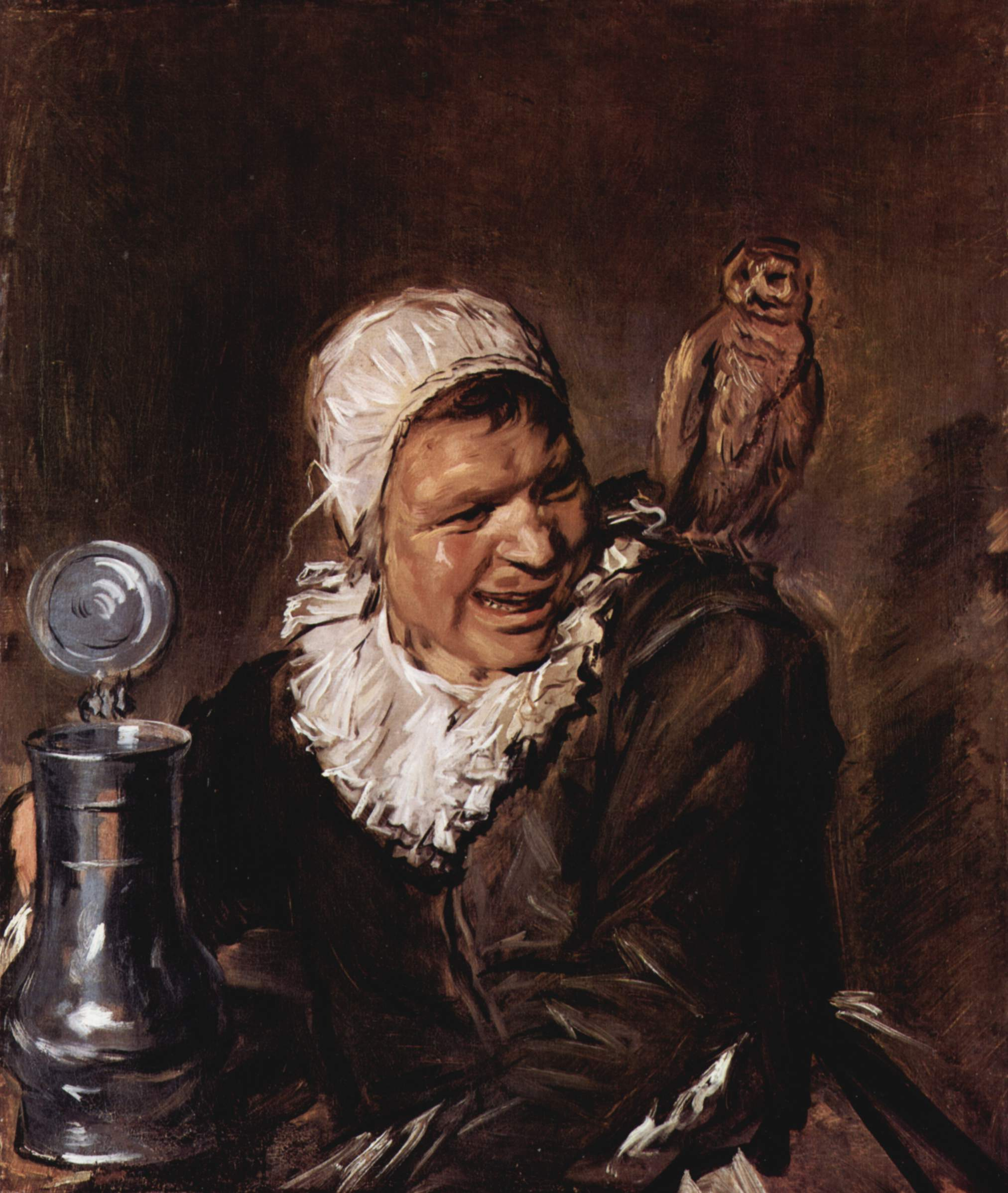
Frans Hals: Malle Babbe, 1633-1635, waarin getracht wordt een type neer te zetten, met een uitgesproken gezichtsuitdrukking en grimas.
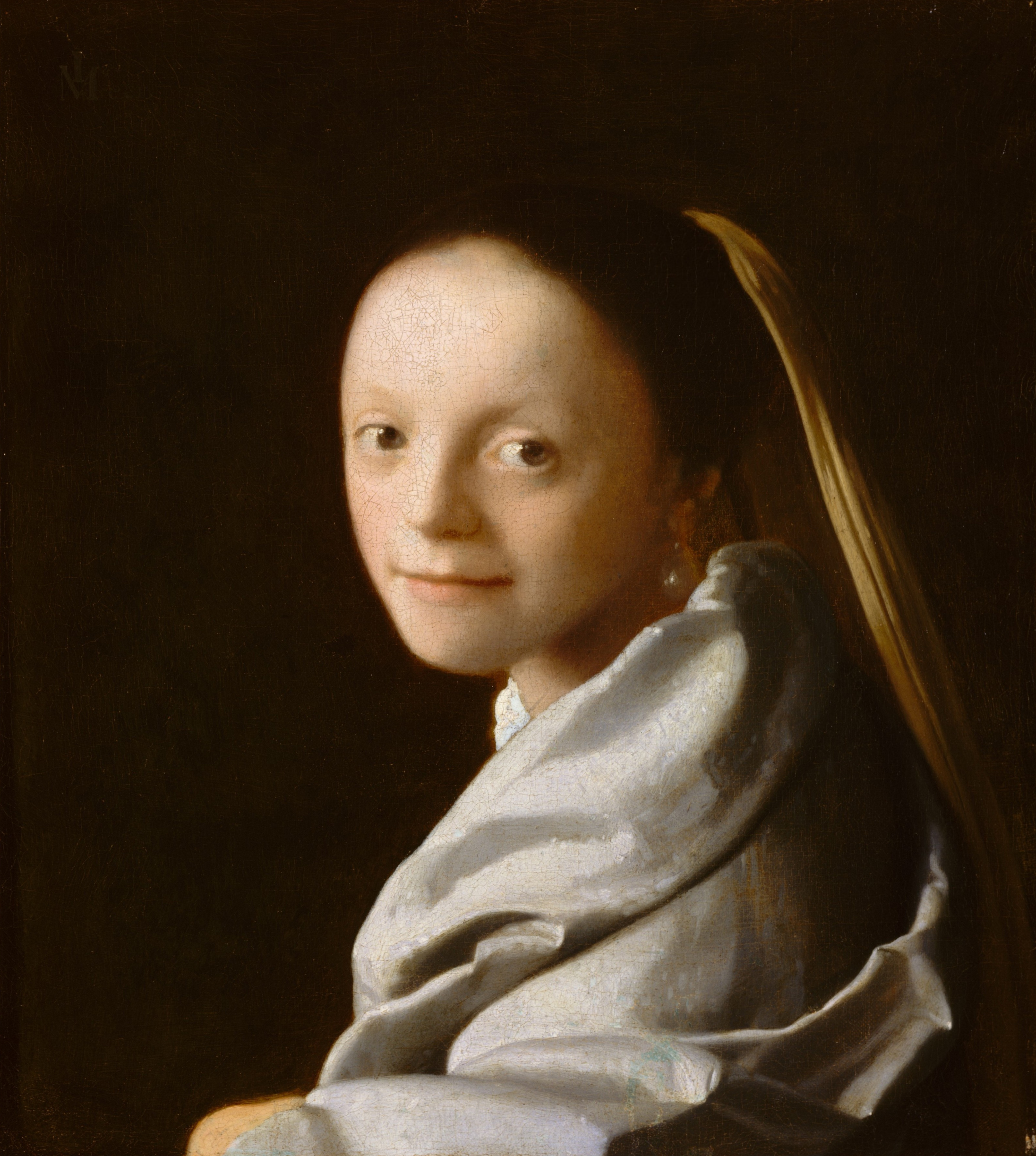
Johannes Vermeer: Meisjeskopje, circa 1665-1667. Voorbeeld van een serene tronie, gericht op het uitbeelden van een "kleine" emotie.

#### Zelfportretten
Regelmatig werden zelfportretten als tronie geschilderd, eveneens vaak als studie. Zelfportretten werden in de 17e eeuw echter ook gemeengoed als op zichzelf staand kunstwerk, waarbij de kunstenaar wilde tonen wie hij was. Vaak posteerde de schilder zich in zijn werkomgeving, omgeven door attributen die iets vertelden over hemzelf en wat hij belangrijk vond. Daarbij trachtte hij uitdrukkelijk ook een weergave te geven van zijn karakter en statuur. Met name Rembrandt schilderde een grote serie zelfportretten die een aparte categorie zijn gaan vormen in de Hollandse portretkunst van de Gouden Eeuw, zonder dat helemaal duidelijk is wat zijn bijzondere belangstelling voor het eigen gelaat nu bepaalde. Zelfportretten werden over het algemeen niet voor de verkoop geschilderd, maar voor studiedoeleinden of voor eigen genoegen. David Bailly combineerde aan het einde van zijn leven een persoonlijk zelfportret met een vanitas-stilleven, waarmee hij de tijd en de dood leek te willen trotseren.

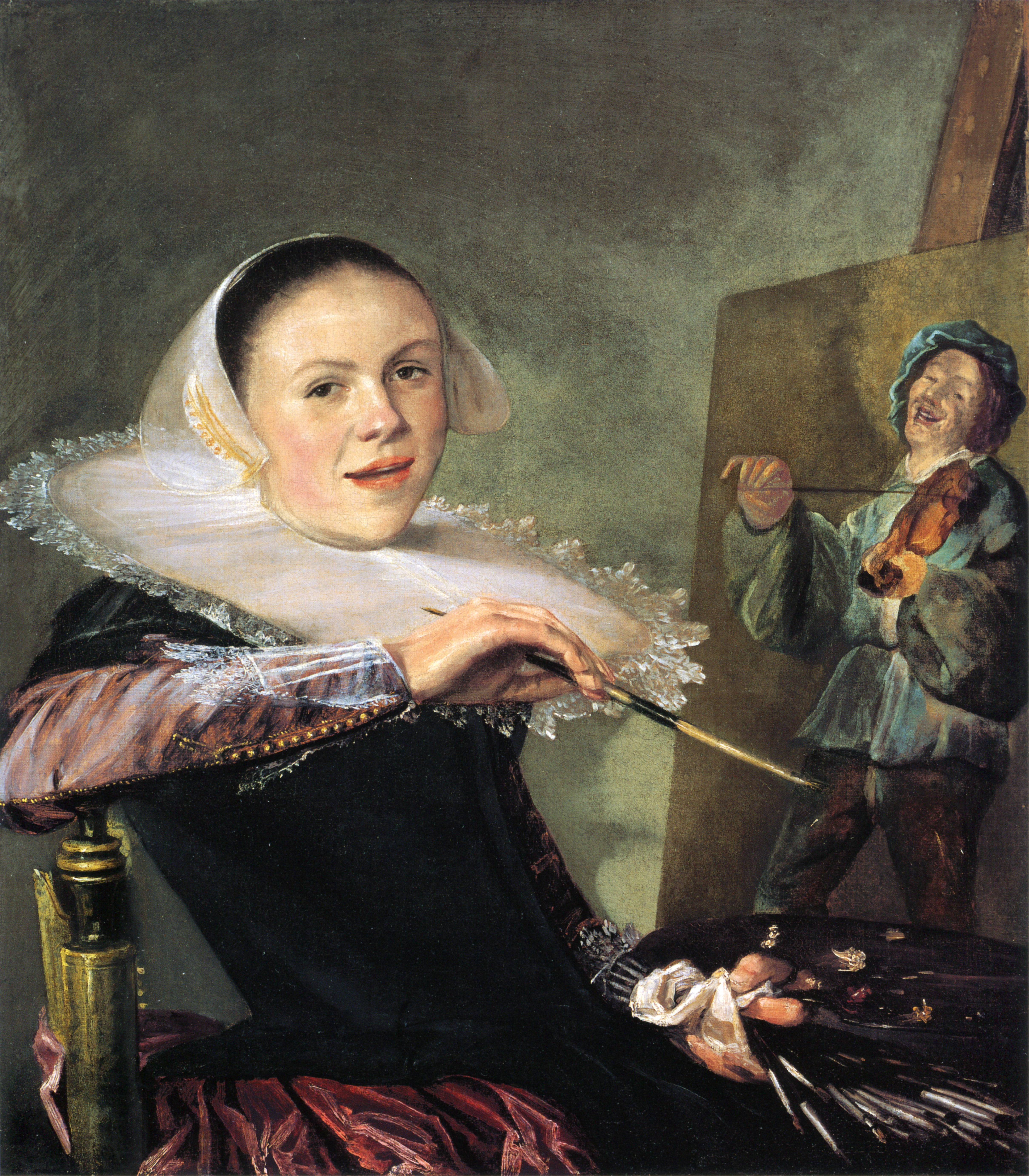
Judith Leyster: Zelfportret, circa 1630. Leyster was een van de slechts twee vrouwen die in de hele zeventiende eeuw werden toegelaten tot het Sint-Lucasgilde van Haarlem.
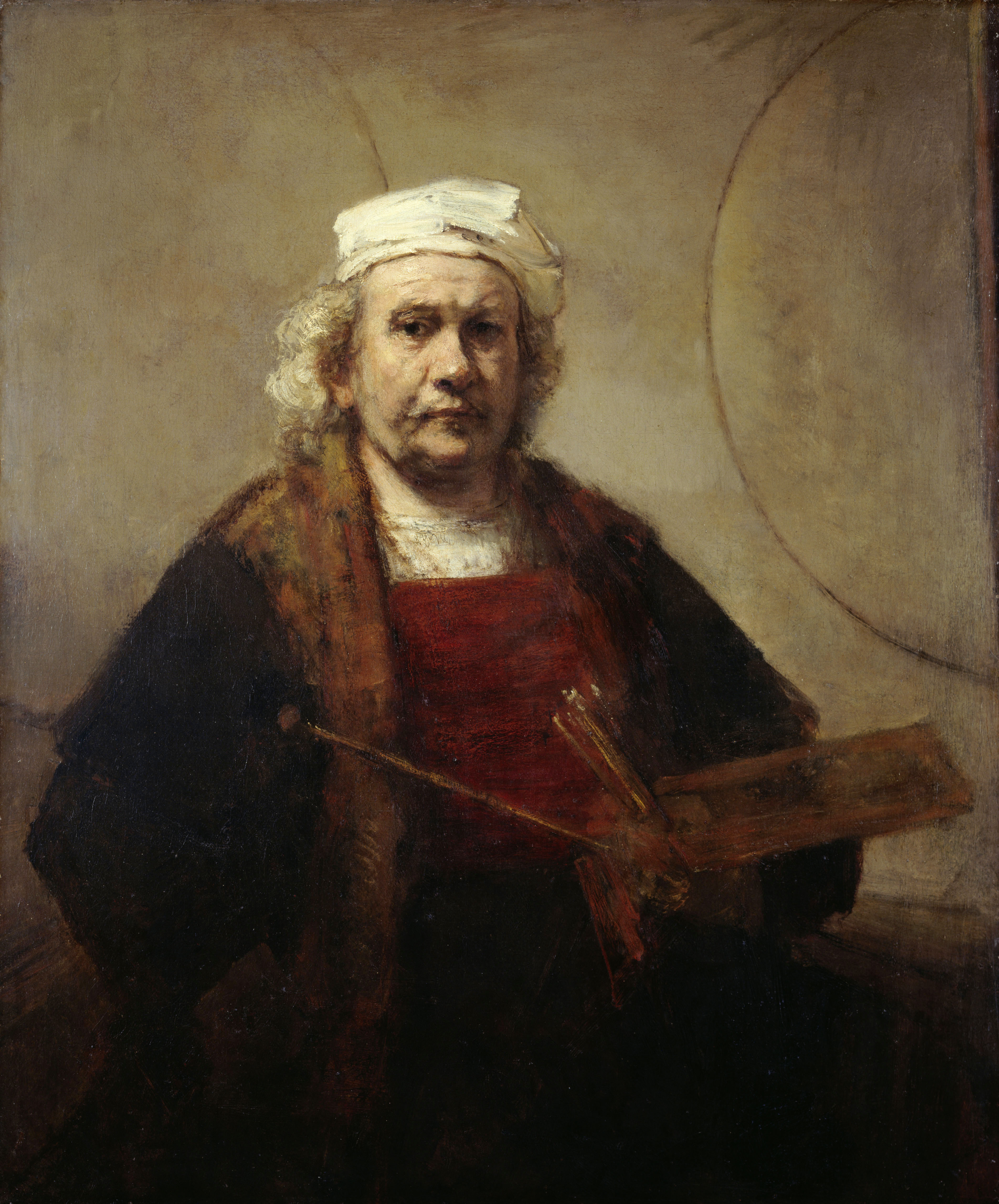
Rembrandt: Zelfportret met twee cirkels, 1665-1669, laat werk uit een lange serie zelfportretten, pasteus en los geschilderd, met veel contrasten.
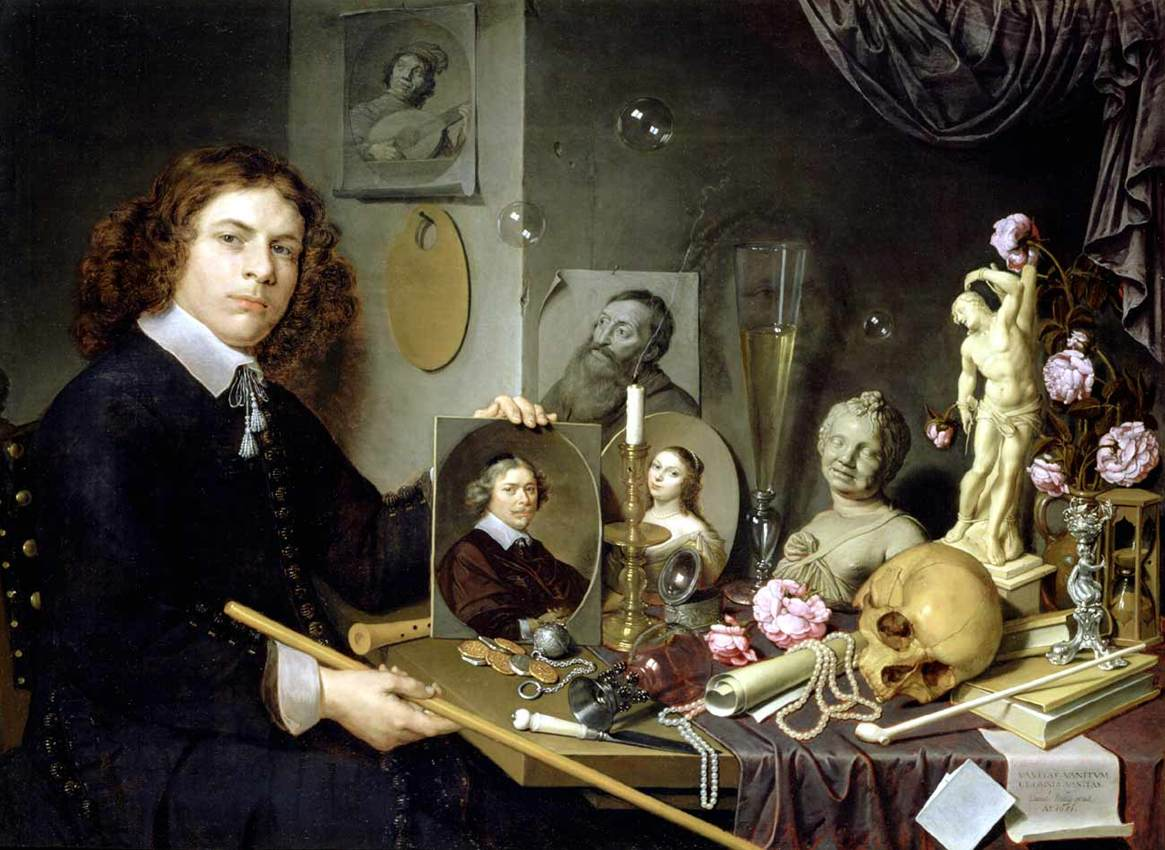
David Bailly: Vanitas-stilleven met zelfportret van de schilder, circa 1651, veel voorwerpen tonend die iets zeggen over zijn leven.

#### Groepsportretten

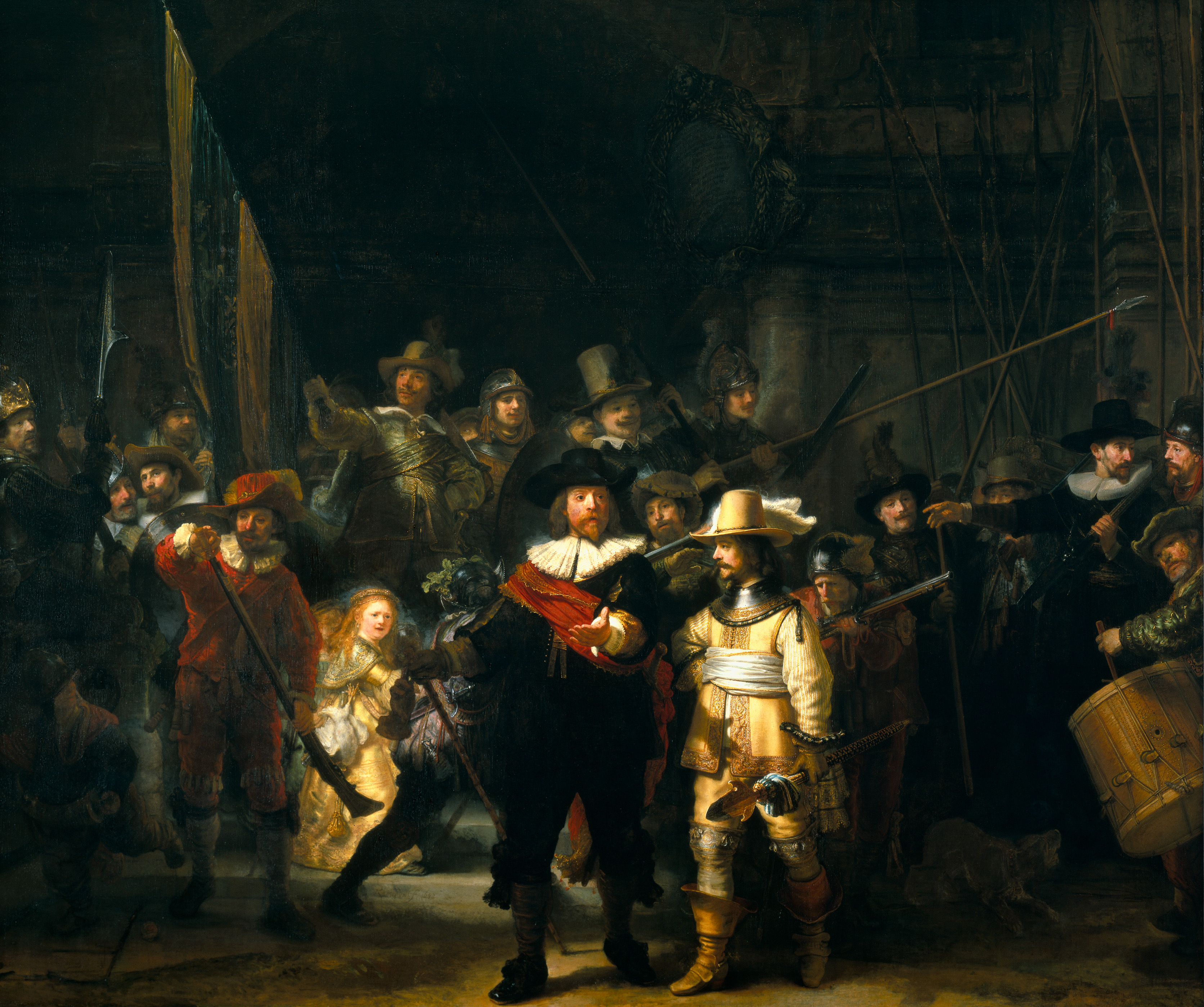
Rembrandt: Nachtwacht, 1642, iconisch groepsportret uit de Gouden Eeuw, voor die tijd ongewoon levendig, in een sterk clair-obscur.

Een nieuw fenomeen waren de groepsportretten. Aanvankelijk waren deze nog erg formeel en strak van opbouw: keurig poserende gezelschappen rond een tafel, ieders blik recht naar de toeschouwer gericht. Kledij en textuur alsook meubels en andere objecten werden uiterst minutieus afgebeeld. Ze moesten de maatschappelijke positie van de geportretteerden onderstrepen. Later werden groepstaferelen levendiger en bereikte deze kunstvorm een unieke hoogte, met Rembrandts schuttersstuk Nachtwacht als iconisch voorbeeld.
Naast families, die zich graag lieten afbeelden in hun luxueuze huizen, vaak bij bijzondere gebeurtenissen als een huwelijk, lieten met name leden van allerlei nieuwe vormen van sociale organisaties zich als groep portretteren. Daarbij valt te denken aan regenten en besturen van gilden, ziekenhuizen, weeshuizen enzovoort. De gewoonte bestond de bestuursruimten van deze organisaties te decoreren met dit soort portretten, vaak van meerdere besturen na elkaar. De opdrachtgevers poseerden als machtige, joyeuze, zwierige (doorgaans) mannen van de wereld. Elke persoon moest volle aandacht krijgen, want ieder afzonderlijk betaalde de schilder voor zijn portrettering. Extra betaling resulteerde in een plaats op de voorgrond en vice versa.
Leden van wetenschappelijke genootschappen poseerden vaak gezeten tussen hun instrumentarium en studieobjecten. In een schilderij als De anatomische les van Dr. Nicolaes Tulp (1632) groeperen een aantal artsen zich rond een lijk, terwijl een van hen college geeft. Bestuursraden als in De Staalmeesters (1662) zagen zich graag afgebeeld rond een tafel, ernstig kijkend. De sobere donkere kledij - gebruikelijk in protestantse kringen, hoewel ook katholieken bij het bestuur hoorden - benadrukte enerzijds hun gestrengheid en nederigheid, maar maakte door zorgvuldig gepenseelde verfijning en snit toch duidelijk dat zij niet tot de minsten behoorden.
Het bekendste 17e-eeuwse groepsportret is het schuttersstuk. Een schutterij was een soort paramilitaire organisatie, met leden uit de gezeten burgerij, die formeel tot doel had de stad te verdedigen tegen vijanden, maar in de praktijk vooral ceremoniële doelen kende. Hun gebouwen behoorden vaak tot de mooiste van de stad, met grote feestzalen waarin de schuttersstukken kwamen te hangen. Zo diende ook Rembrandts Nachtwacht ter versiering van de feestzaal van de Kloveniersdoelen, het thuisgebouw van de compagnie van Frans Banninck Cocq.
Schuttersstukken werden vooral gemaakt in Amsterdam en Haarlem. Het verkrijgen van een dergelijke opdracht gold als eervol. Meestal was het voorbehouden aan de meest gerenommeerde kunstschilders, onder wie een stevige concurrentiestrijd woedde. In Amsterdam waren onder meer Govert Flinck en Bartholomeus van der Helst actief. In Haarlem was Frans Hals toonaangevend. Rembrandt schilderde voor moderne kunsthistorici met de Nachtwacht het beste schuttersstuk ooit, maar hij zou geen andere meer vervaardigen. In Amsterdam zouden de meeste schuttersstukken uiteindelijk in het bezit van de gemeente komen.

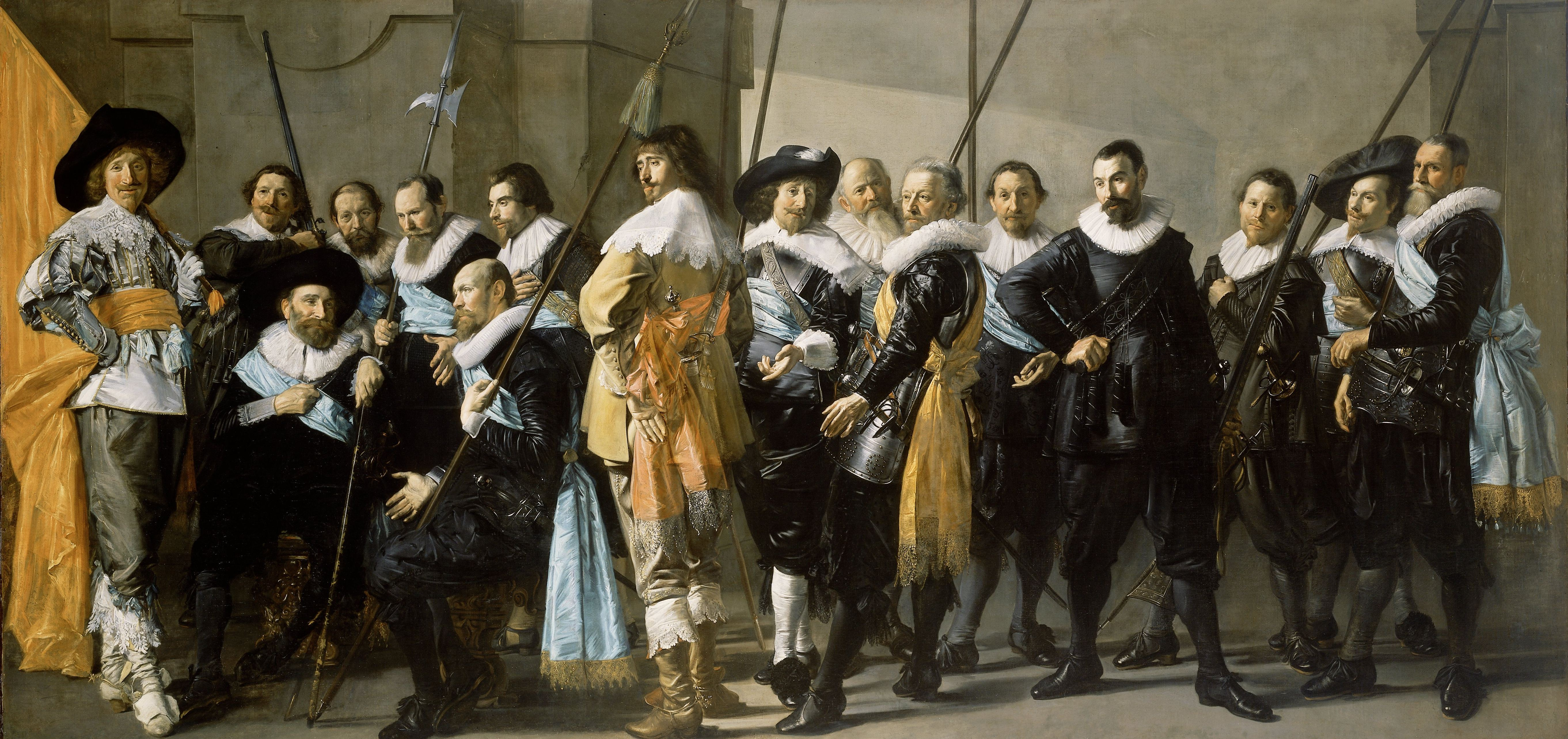
Frans Hals en Pieter Codde: De magere compagnie. Hals begon er in 1633 aan te werken. Na onenigheid met de opdrachtgevers zou Pieter Codde het in 1637 voltooien.
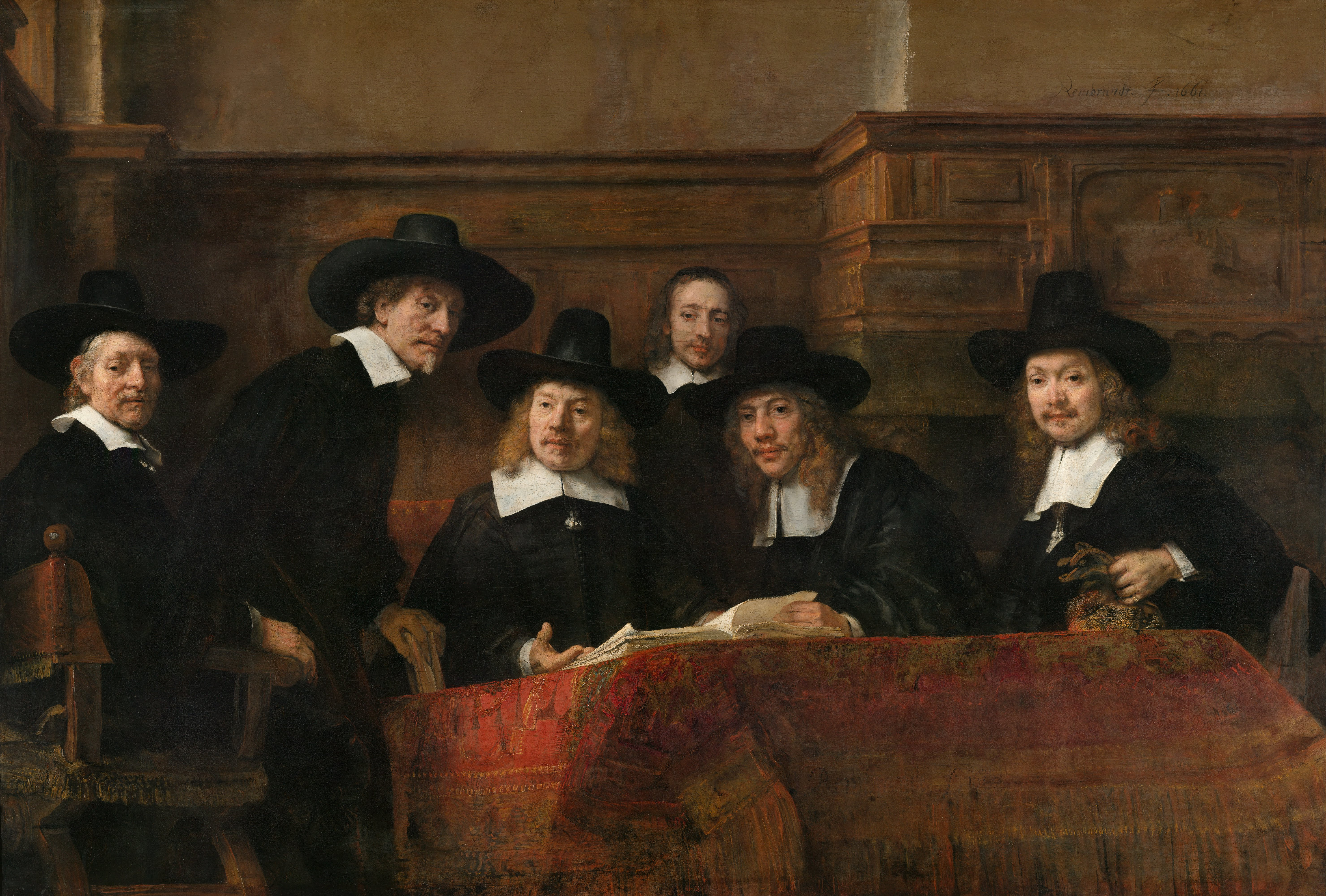
Rembrandt: De Staalmeesters, 1662, een ernstig kijkend gezelschap, in sobere zwarte kledij, maar in een opvallende beweeglijkheid weergegeven.

### Landschappen

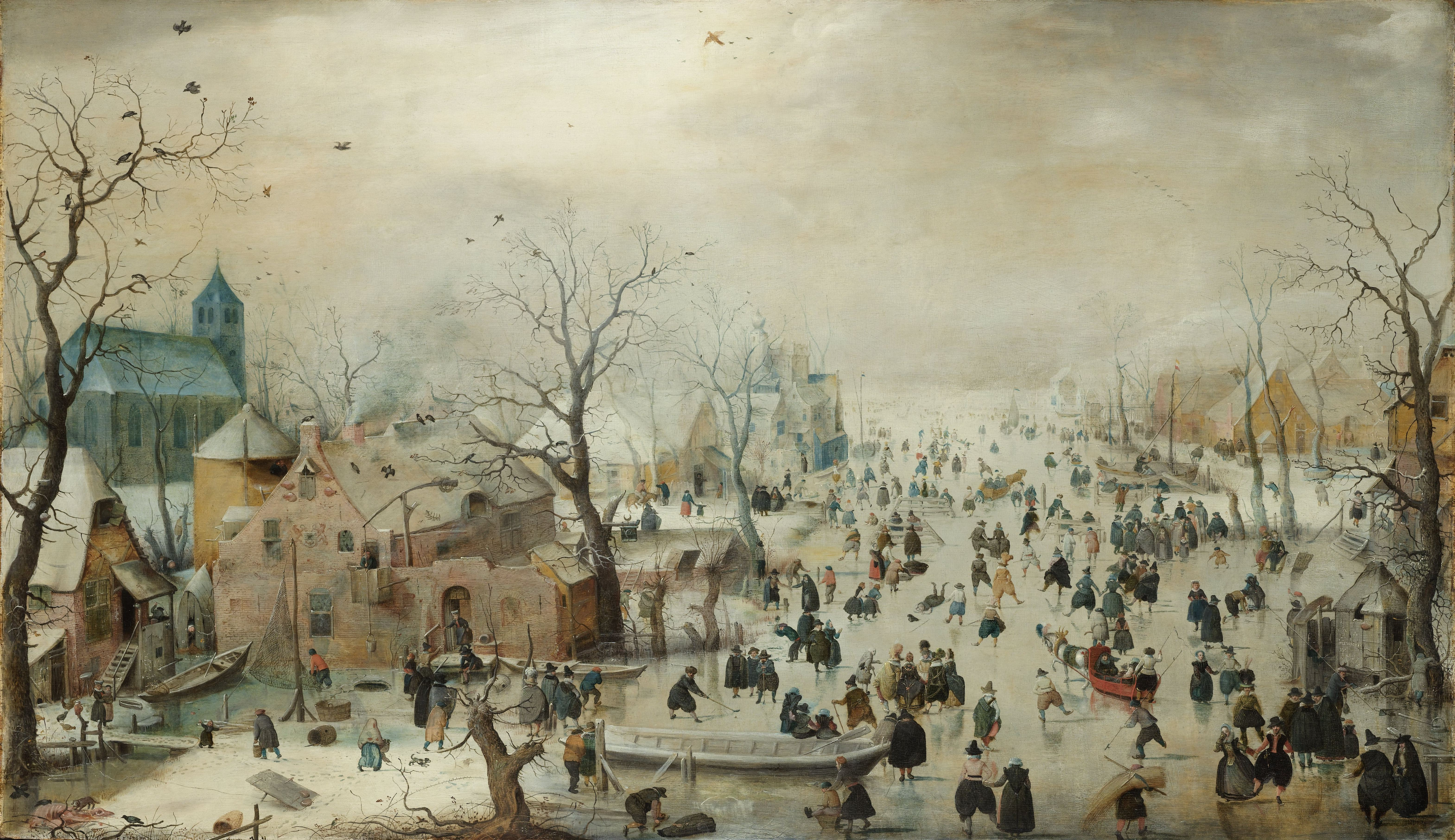
Hendrick Avercamp: Winterlandschap met ijsvermaak, 1608, waarin de invloed van de Zuid-Nederlandse schilderkunst nog duidelijk te zien is.

Begin 17e eeuw stond de landschapsschilderkunst nog sterk onder invloed van 16e-eeuwse voorbeelden uit de Zuidelijke Nederlanden, zoals Joachim Patinir en vooral ook Pieter Bruegel de Oude. De Vlaamse traditie was echter niet bepaald realistisch te noemen. Doeken werden in het atelier geschilderd, voornamelijk op basis van geheugen en fantasie. Noord-Nederlandse navolgers als Hendrick Avercamp en Esaias van de Velde brachten hier als eersten verandering in. Ze schilderden op basis van wat ze hadden waargenomen, vaak aan de hand van ter plekke, in de buitenlucht gemaakte schetsen. Vanaf de jaren 1620 ontstond daarmee een typisch Hollandse landschapsschilderkunst, in de grond realistisch, met een kenmerkende aandacht voor atmosferisch perspectief en lichtweergave. Tegelijkertijd werden de composities strakker en soberder, op basis van duidelijke horizontale en diagonale belijningen. De horizon werd bewust laag gehouden, waardoor er volop ruimte kwam voor de karakteristieke weidse Hollandse wolkenluchten. Belangrijke vertegenwoordigers van deze richting zijn Jan van Goyen, Aert van der Neer, Salomon van Ruysdael en Pieter de Molijn.
Rond het midden van de Gouden Eeuw ging de Hollandse landschapsschilderkunst qua stijlontwikkeling nog een stapje verder. De atmosferische aandacht bleef, maar een steeds grotere nadruk kwam te liggen op de expressiviteit van de compositie. Dit kwam vooral tot uitdrukking in de sterke licht- en donkercontrasten. Met name de wolkenluchten werden steeds imposanter. Streven was vooral de grootsheid van de natuur te benadrukken ("Gods schepping"), hetgeen vaak geaccentueerd werd door toevoeging van afzonderlijke elementen, zoals een heroïsche boom, een molen of een toren. Vaak werden deze vanuit onderaanzicht geschilderd om het dramatisch effect te vergroten. Belangrijkste exponenten van deze ontwikkeling waren Jacob van Ruisdael, algemeen beschouwd als dé meester van het Hollandse landschap, en zijn leerling Meindert Hobbema, wiens werk erg populair zou worden in Engeland. Ook Jan van Kessel, Jan Wijnants en Philips Koninck horen in dat rijtje thuis.
Landschappen waren er in verschillende soorten. Heel Hollands waren de rivierlandschappen, met brede uiterwaarden en grazende koeien, boten op het water, vaak met het silhouet van een stad op de achtergrond. Duinformaties en winterlandschappen waren populair, alsook de typisch Hollandse weiden met vee, vaak stieren en koeien, met Paulus Potter als belangrijkste exponent. Adriaen van de Velde, Simon van der Does, Aelbert Cuyp en Dirck van Bergen schilderden vaak koeien en andere beesten in hun landschappen. Philips Wouwerman maakte naam als paardenschilder. Dierschilderen werd in de 17e eeuw overigens een ambacht op zichzelf. Vaak stoffeerden dierschilders ook landschappen van anderen. Opvallend is de realistische benadering op basis van een grondige anatomische kennis.

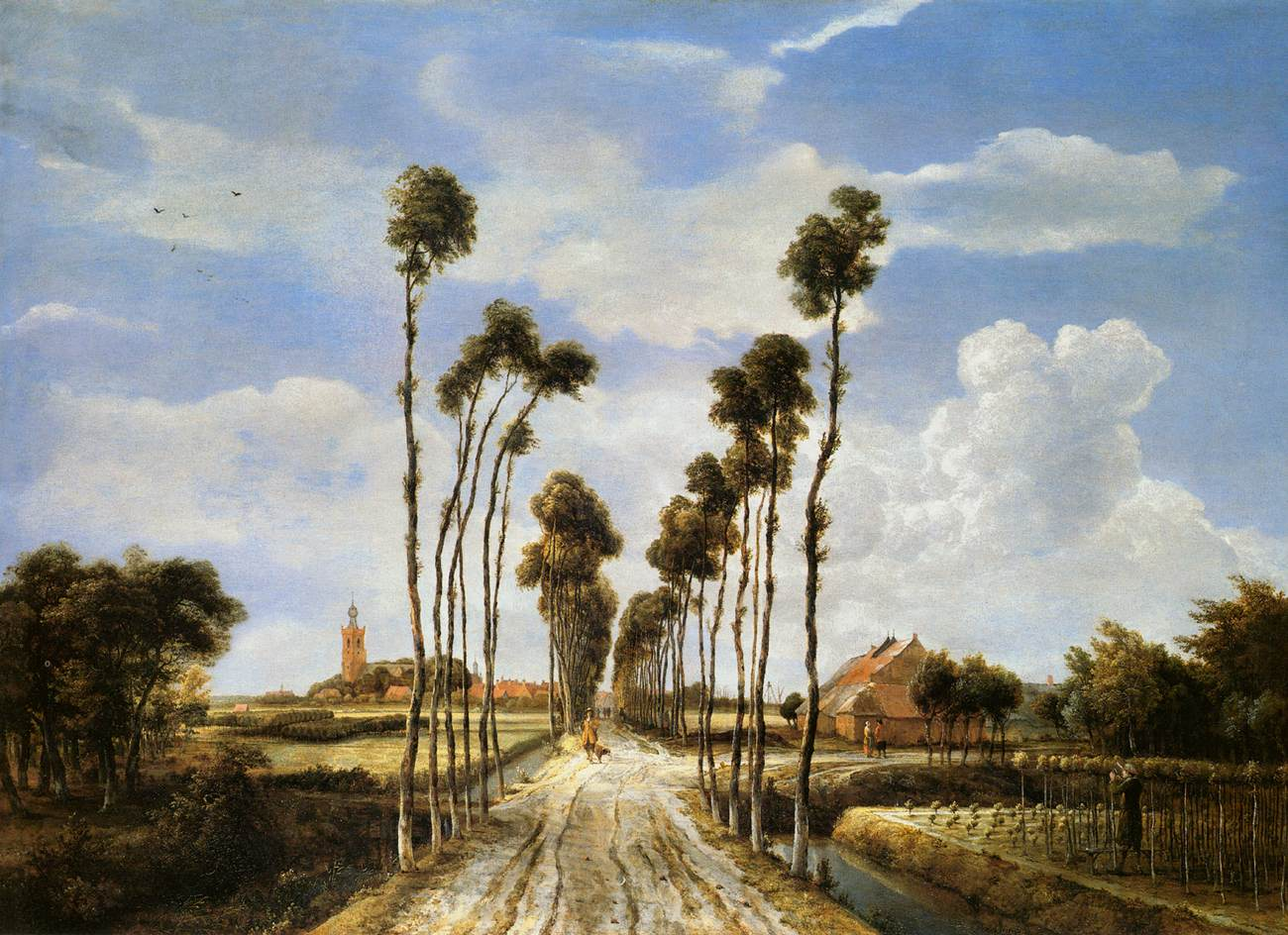
Meindert Hobbema: Het laantje van Middelharnis, 1689. De bomen en het laantje, met een centraal verdwijnpunt, creëren extra diepte.
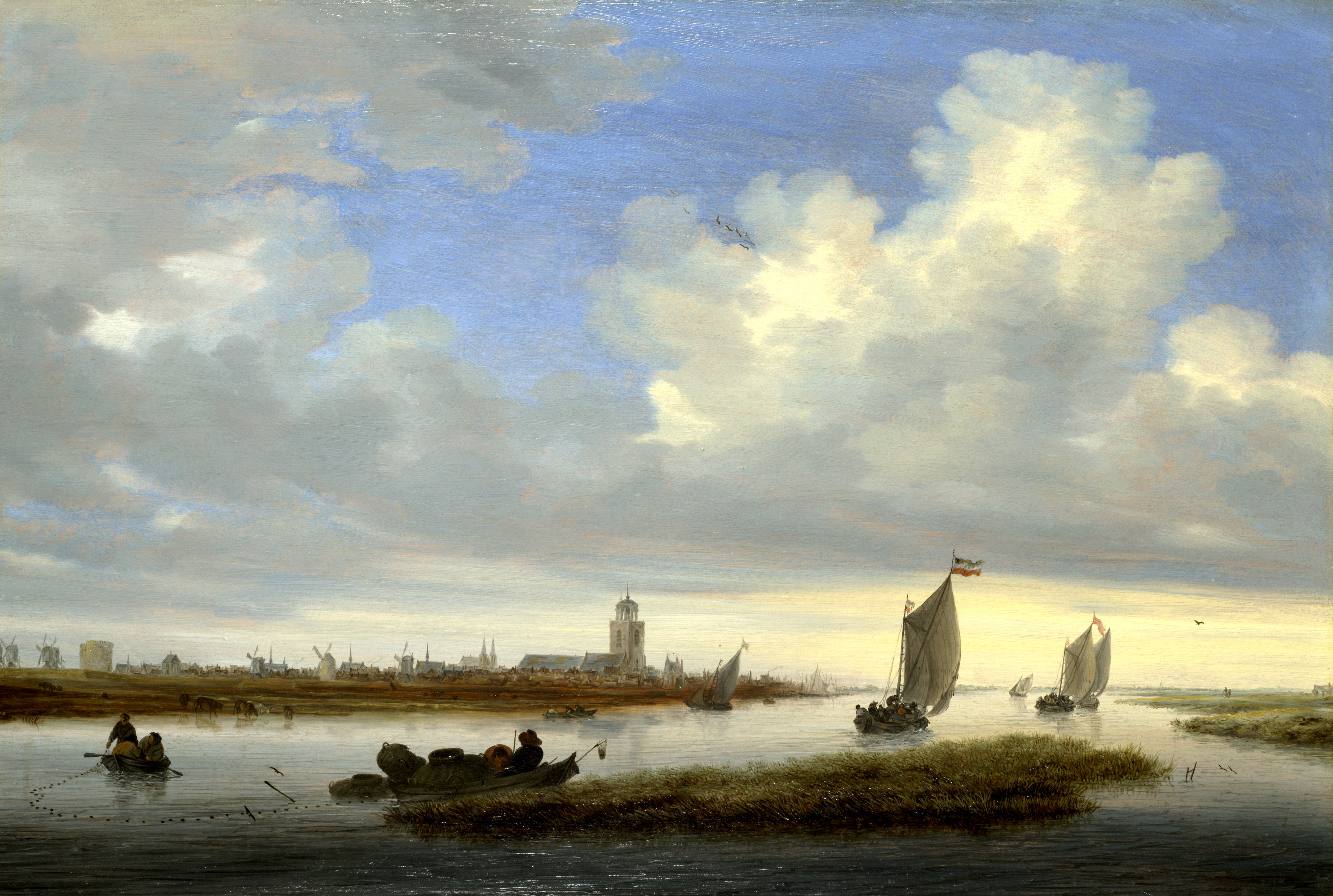
Salomon van Ruysdael: Gezicht op Deventer vanuit het noordwesten, 1657, waarin de schilder welbewust zoekt naar een verstilde atmosfeer.
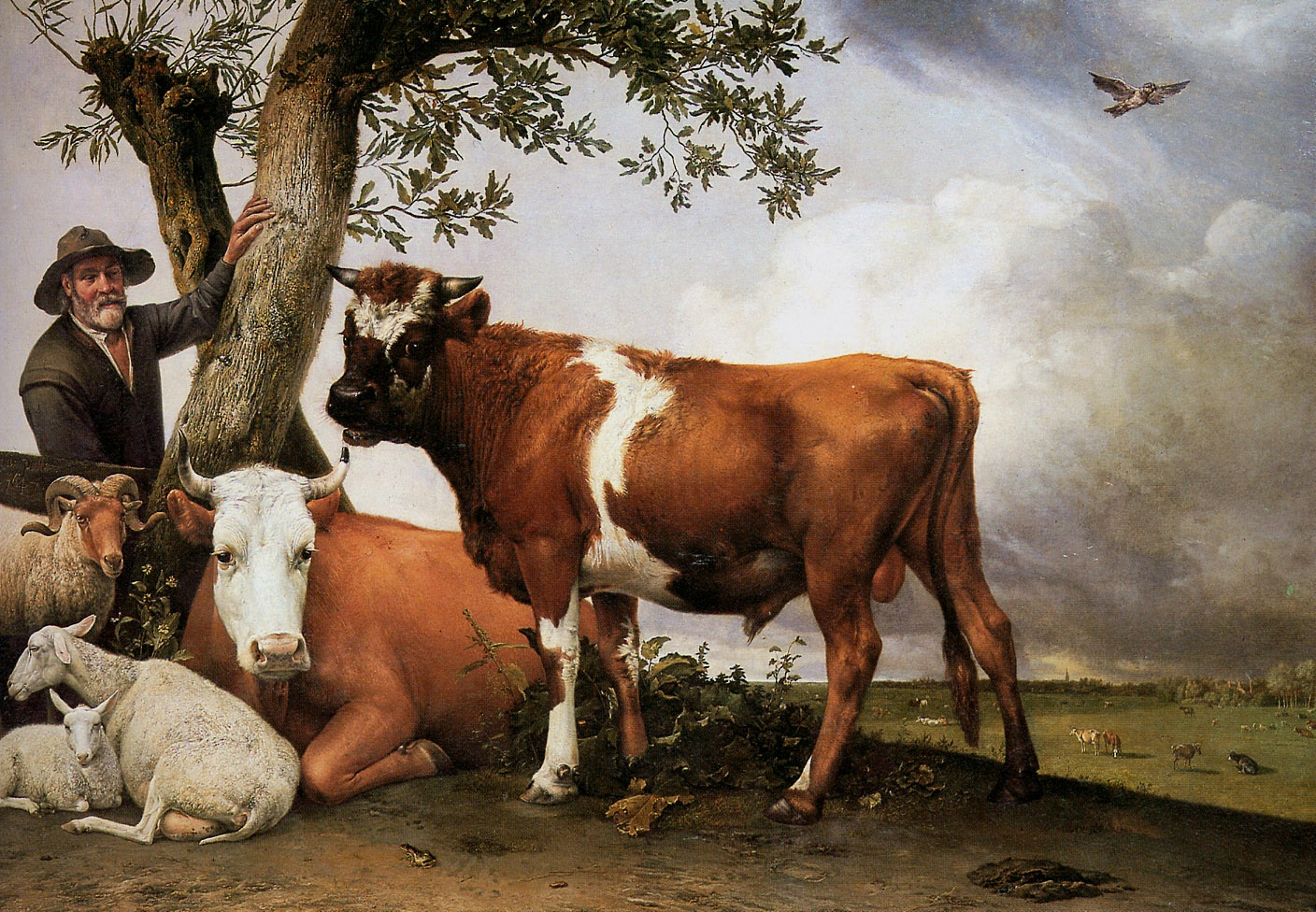
Paulus Potter: De stier, 1647, voorbeeld van een landschap met vee, vooruitlopend op de 19e-eeuwse schilderkunst, toen het thema gemeengoed werd.

#### Buitenlandse inspiratie

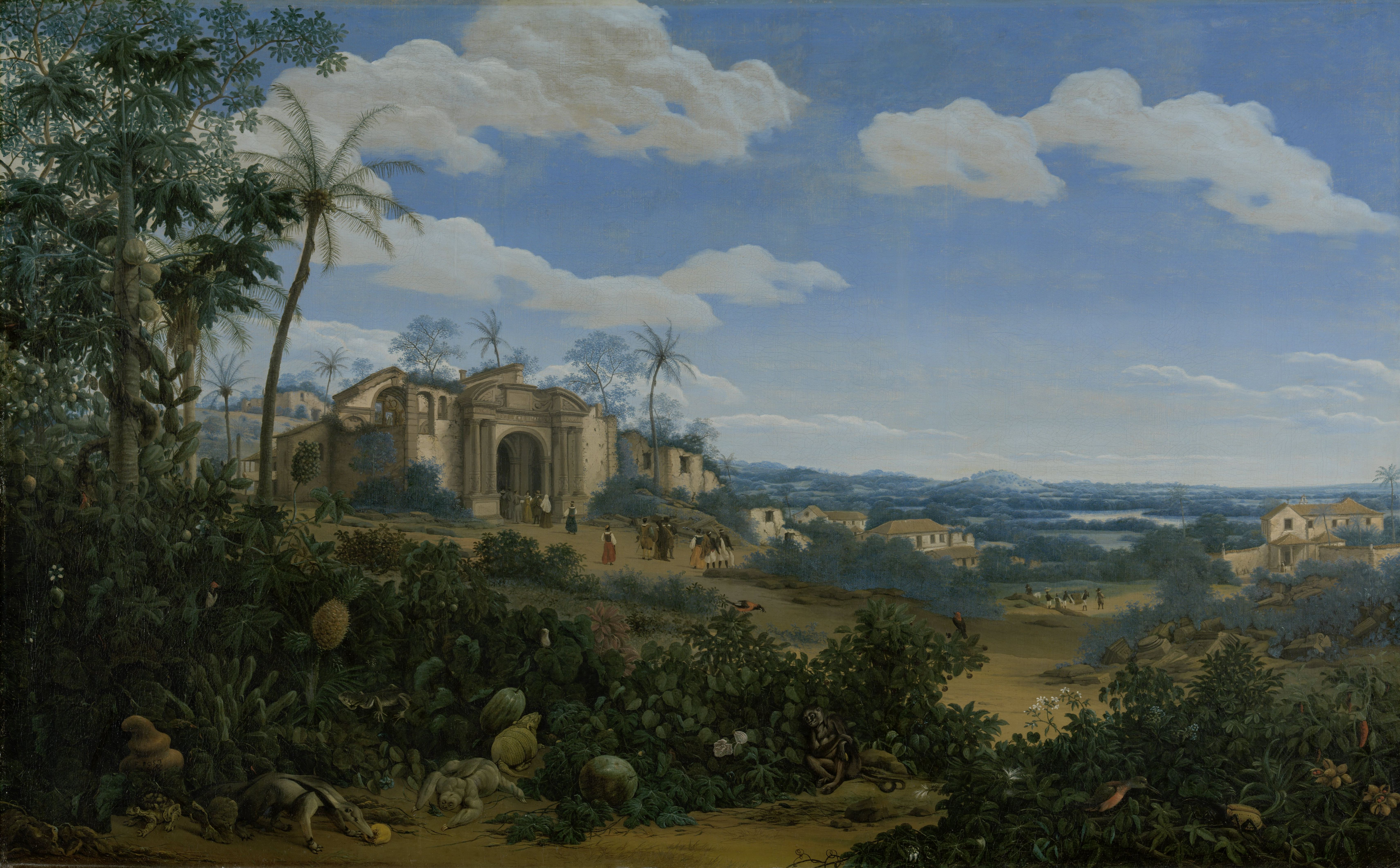
Frans Post: Gezicht op Olinda, Nederlands Brazilië; geschilderd in 1662, een aantal jaren nadat de kolonie kwijtgeraakt was.

Jacob van Ruisdael liet zich voor zijn werken ook graag inspireren door het Duitse landschap. Hij reisde naar Bad Bentheim en bracht zijn indrukken tot uitdrukking in een reeks schilderijen van het plaatselijke kasteel, gesitueerd in een bergachtige omgeving.
Meer nog dan Duitsland werd het Italiaanse landschap een bron van inspiratie. Hele hordes kunstschilders maakten langdurige studiereizen naar het mediterrane land, aangetrokken door de idyllische omgeving. Ze zouden uiteindelijk bekend worden onder de naam "Italianisanten" en verenigden zich voor een deel in de Bentvueghels, een broederschap in Rome. Belangrijke exponenten van de Italië-gangers waren Jan Both, die in Rome met Claude Lorrain had gewerkt, Bartholomeus Breenbergh, Cornelis van Poelenburch, Wouter Crabeth II, en later Nicolaes Berchem, Herman van Swanevelt, Adam Pijnacker, Adriaen van der Kabel, Jan Asselijn, Abraham Bloemaert, Jan Baptist Weenix en Karel Dujardin. Terug in Holland (als ze al terugkeerden) maakten ze vaak sterk geromantiseerde landschappen, gestoffeerd met figuren, beesten en ruïnes, meestal op basis van eerder, ter plekke gemaakte schetsen. Schilders als Hercules Seghers, Philips Wouwerman en Aelbert Cuyp maakten onder invloed van de Italianisanten buitenlands aandoende werken, zonder dat ze Holland serieus hadden verlaten (Cuyp kwam niet verder dan Kleef). Allaert van Everdingen schilderde Scandinavische landschappen met watervallen. Frans Post reisde naar Brazilië. De werken van al deze schilders hadden grote invloed op de latere romantiek.

Jan Both: Italiaans landschap met tekenaar, circa 1650 - circa 1652, exemplarisch voor het werk van de Italianisanten, die hun inspiratie opdeden in Italië.
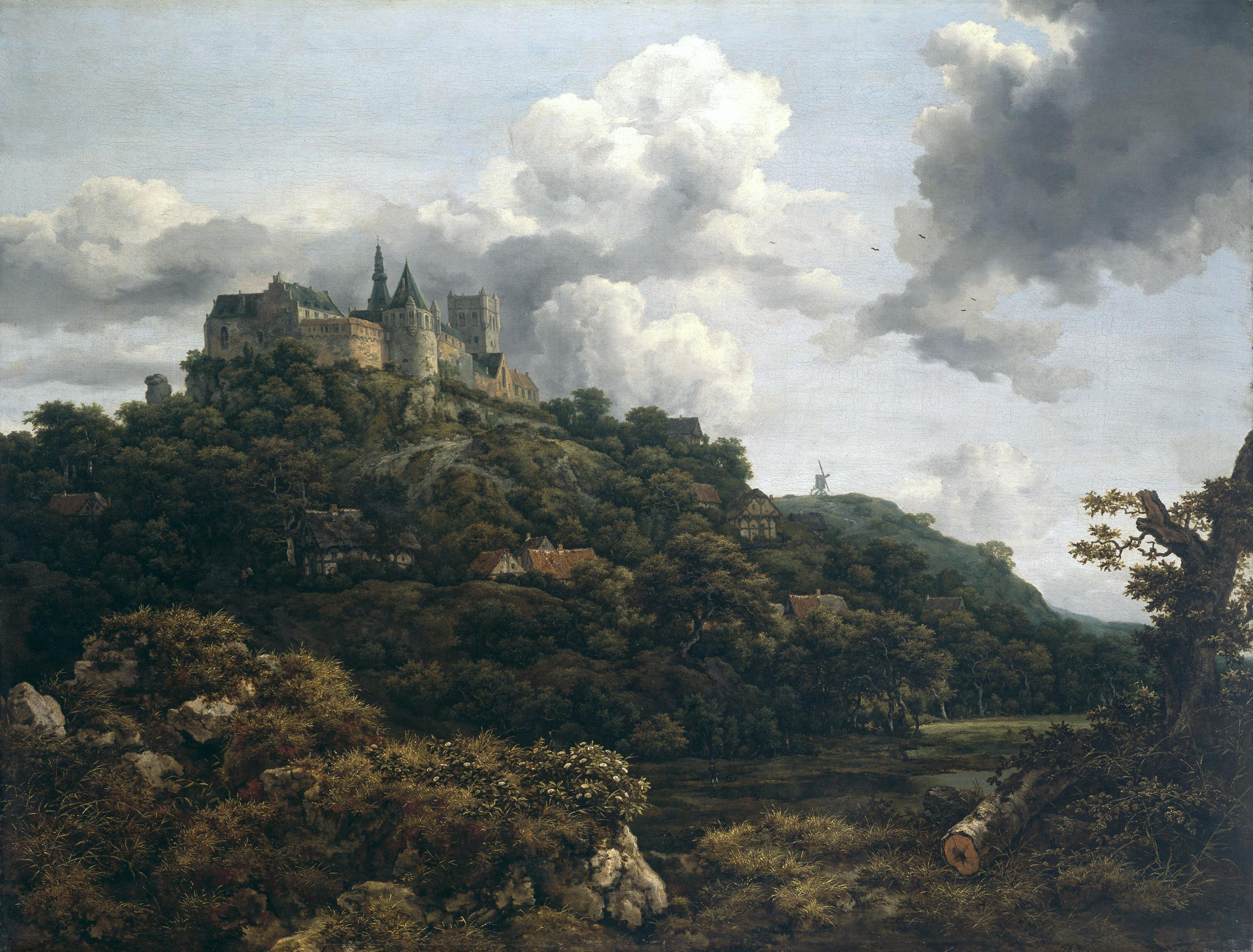
Jacob van Ruisdael. Gezicht op kasteel Bentheim, circa 1653. Van Ruisdael reisde rond 1650 naar Duitsland om inspiratie op te doen voor dit soort werken.
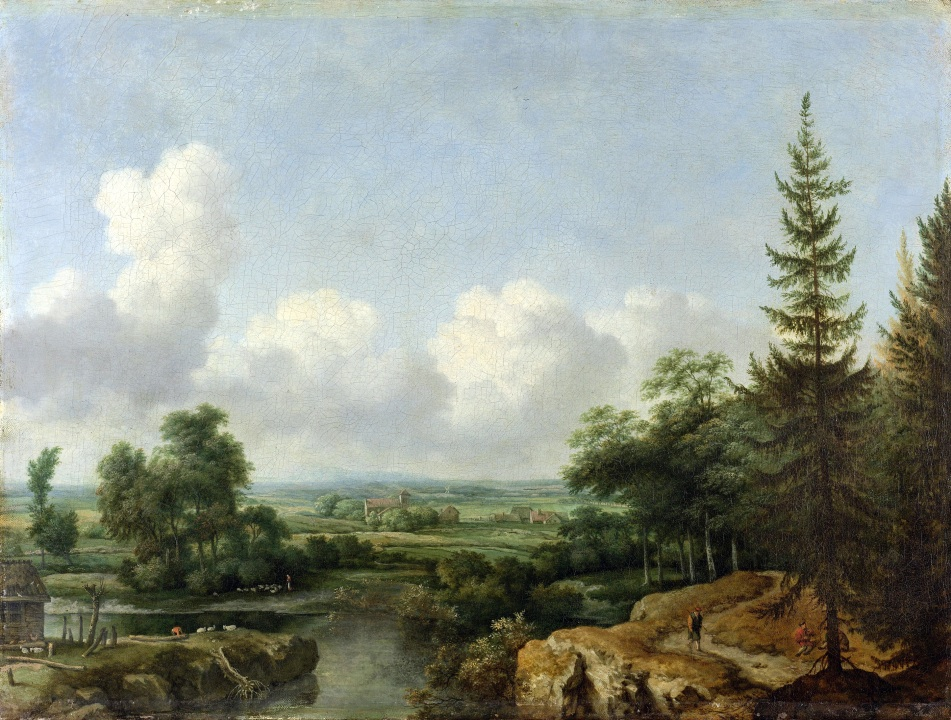
Allaert van Everdingen: Zweeds landschap, 1650-1675. Van Everdingen reisde bij wijze van uitzondering noordwaarts om landschappen te schilderen.

### Zeegezichten

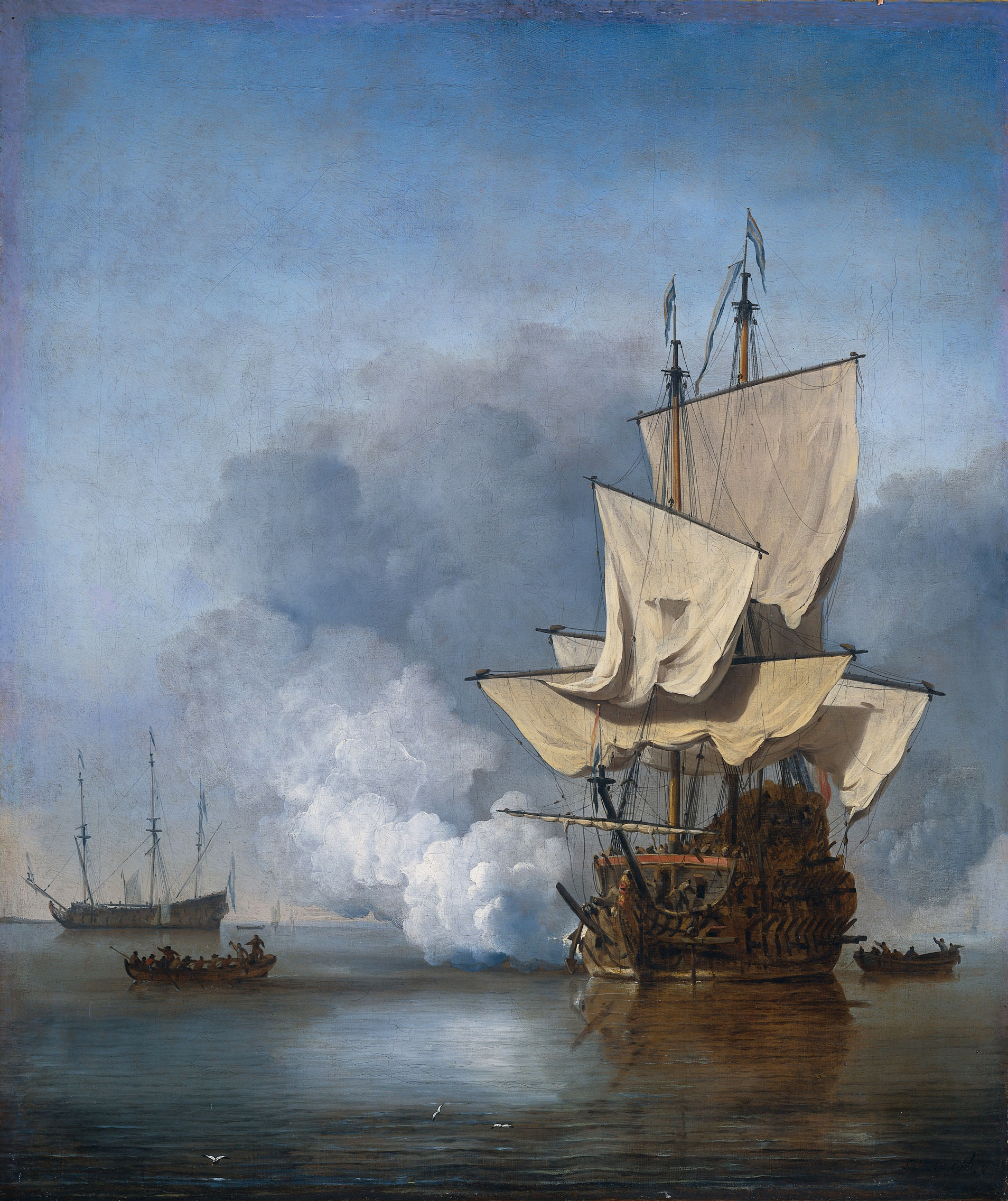
Willem van de Velde de Jonge: Het kanonschot, circa 1660, dat de trots en zelfverzekerdheid van de Hollandse vloot weerspiegelt.

Net als het landschap is ook het zeegezicht een genre dat zijn wortels had in het einde van de 16e eeuw. In die tijd, en ook nog in het begin van de 17e eeuw, ging het nog vooral om het verbeelden van historische zeeslagen. Doorgaans waren ze bedoeld om de muren van een stadhuis of admiraliteit op te luisteren, maar tegelijkertijd golden ze als een vorm van verslaglegging. Hendrick Vroom en Cornelis van Wieringen zijn exponenten van deze eerste groep marineschilders.
Gaandeweg de eerste decennia van de Gouden Eeuw werden zeestukken echter ontdaan van hun drukke stoffage en concentreerden zeeschilders zich op de stilte der wateren of de ruigheid van een storm. De specifieke gebeurtenis, met schepen in de hoofdrol, maakte plaats voor de lieflijkheid, dan wel het pathos van de zee zelf. Het was Jan Porcellis die deze verandering als eerste weergaf. Steeds vaker werden ook kleinere vissersschepen afgebeeld. De horizon werd lager en de luchten werden weids en dramatisch. In schilderijen van Simon de Vlieger ligt de horizon soms zelfs zo laag dat zijn schilderijen vrijwel geheel uit de wolkenlucht bestaan. De daadwerkelijke beleving van zee en wind was een belangrijk element van ieders werkwijze. Porcellis trok zelf met een boot de zee op om het gevoel van de zee persoonlijk te ervaren. Atmosfeer werd steeds belangrijker.
Opvallend is dat diverse zeeschilders uit de Gouden Eeuw ook daadwerkelijk betrokken waren bij de maritieme bedrijfstak, al dan niet als zeevaarder. De beroemdste zeeschilder uit de Gouden Eeuw was toentertijd Willem van de Velde de Jonge. Hij schilderde niet alleen zeeslagen, maar maakte ze ook mee. Daarnaast schilderde hij tal van schepen op stille wateren. Zijn vader, Willem van de Velde de Oude, maakte schetsen van de Slag bij Kijkduin, die zijn zoon uitwerkte tot een schilderij. In 1672, het Rampjaar, vertrokken de vader en zoon getweeën naar Engeland. Van de Velde de Oude maakte grote naam met "penschilderingen", monochrome, met oostindische inkt uitgevoerde tekeningen op paneel of doek. Beiden werkten met een bijzondere accuratesse.
Andere gerenommeerde zeeschilders waren Jan van Beerstraten, Hendrick Dubbels, Abraham Storck, Reinier Nooms, Jan van de Cappelle en Ludolf Bakhuysen.

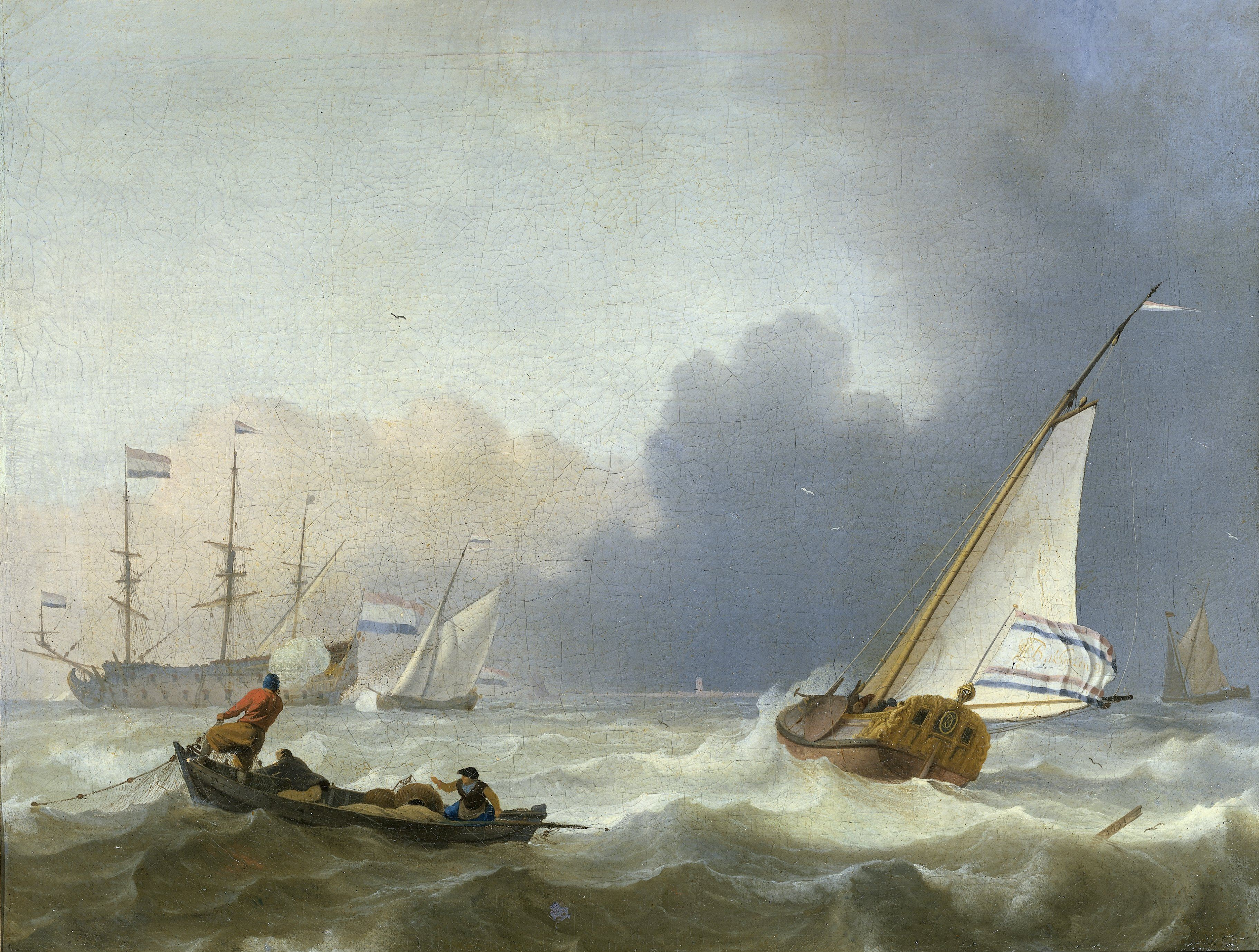
Ludolf Bakhuizen: Woelige zee met Nederlands jacht onder zeil, 1694, waarin vissersschepen en een driemaster in één werk zijn samengebracht.
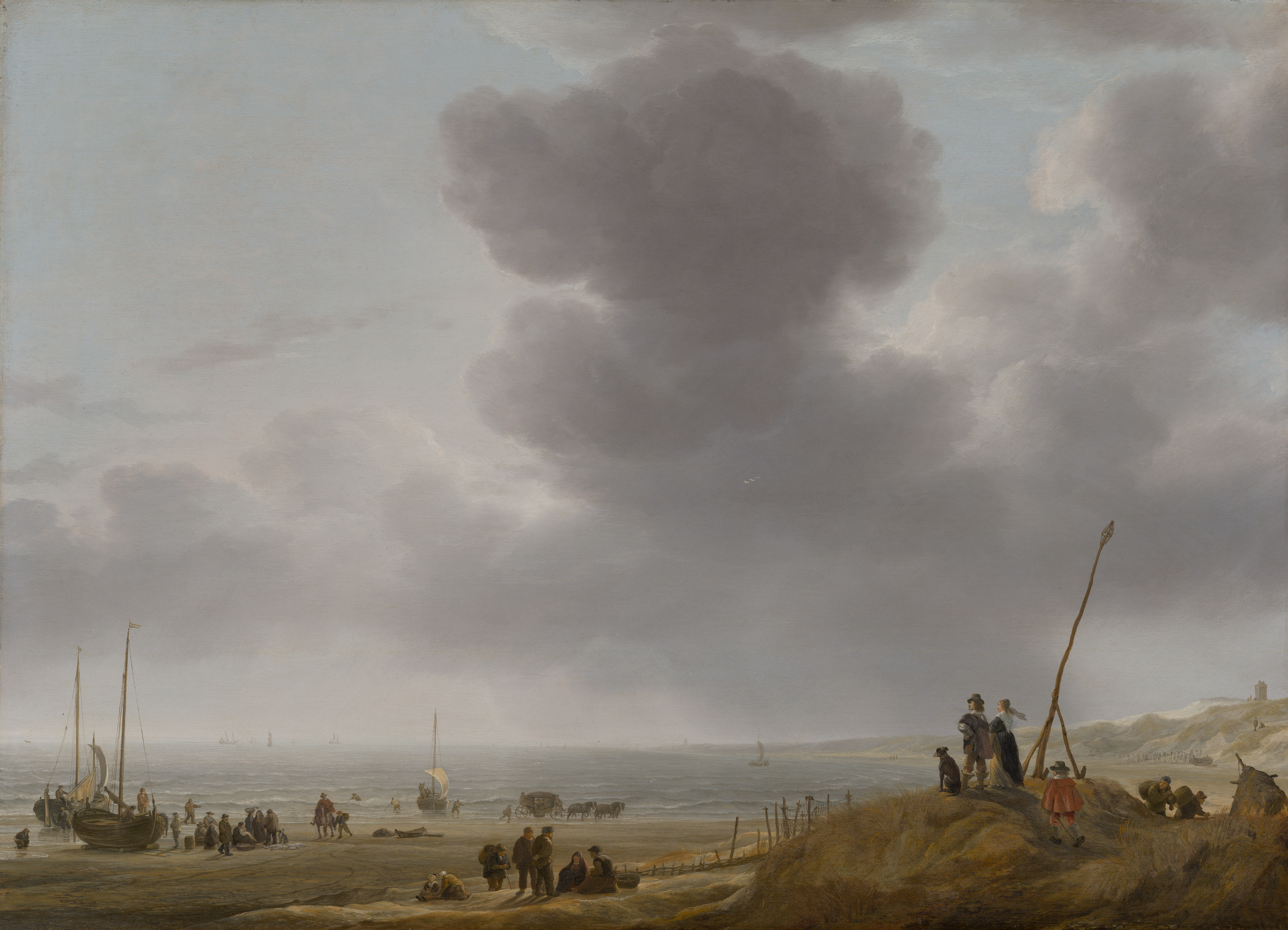
Simon de Vlieger: Strandgezicht, 1643, waarin de atmosfeer en het poëtische aspect van de zee worden benadrukt.
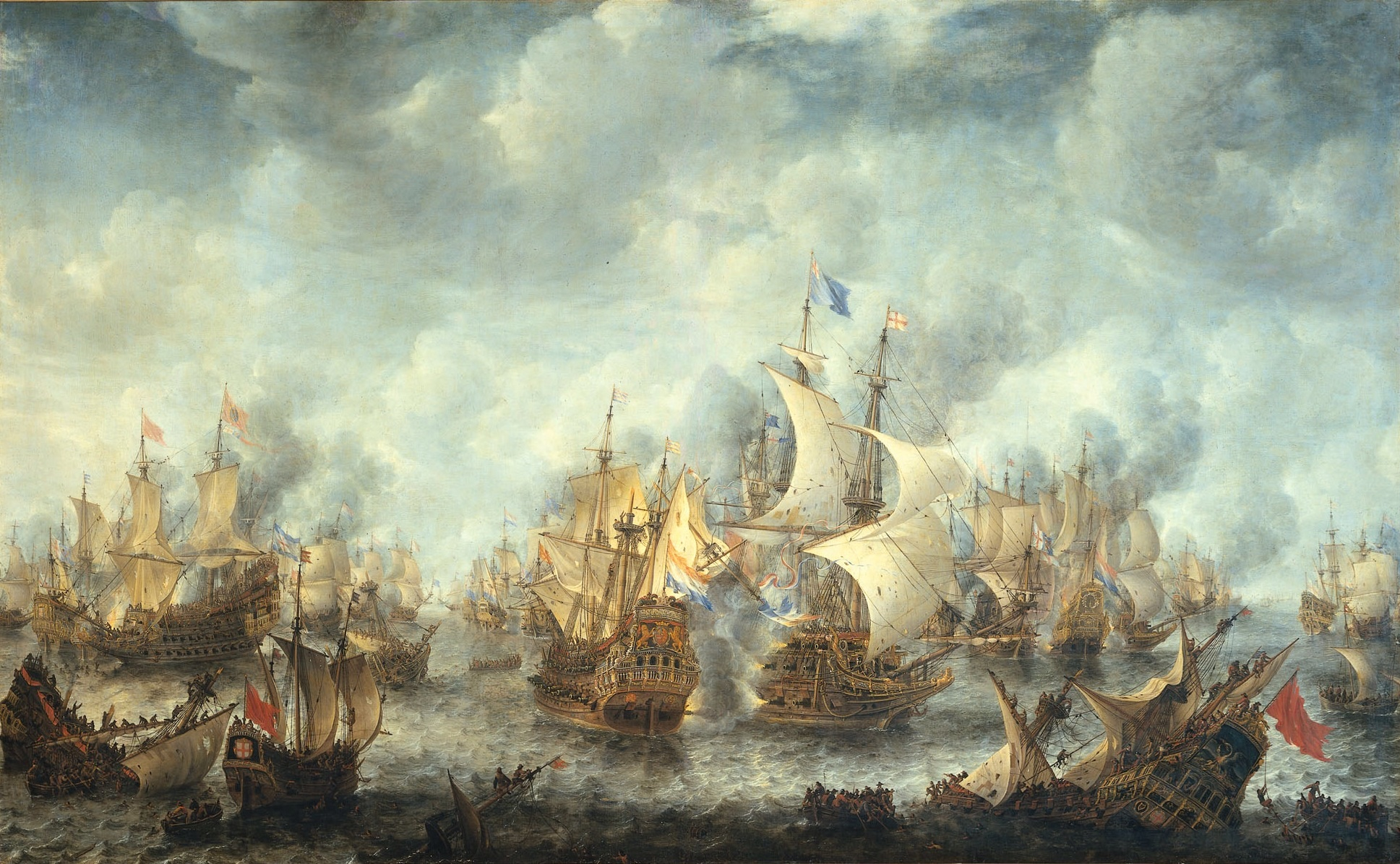
Jan van Beerstraten: Slag bij Ter Heijde, 1653-1666, voorbeeld van een zeeslagschilderij, als een vorm van verslaglegging.

### Stadsgezichten en architectuurwerken

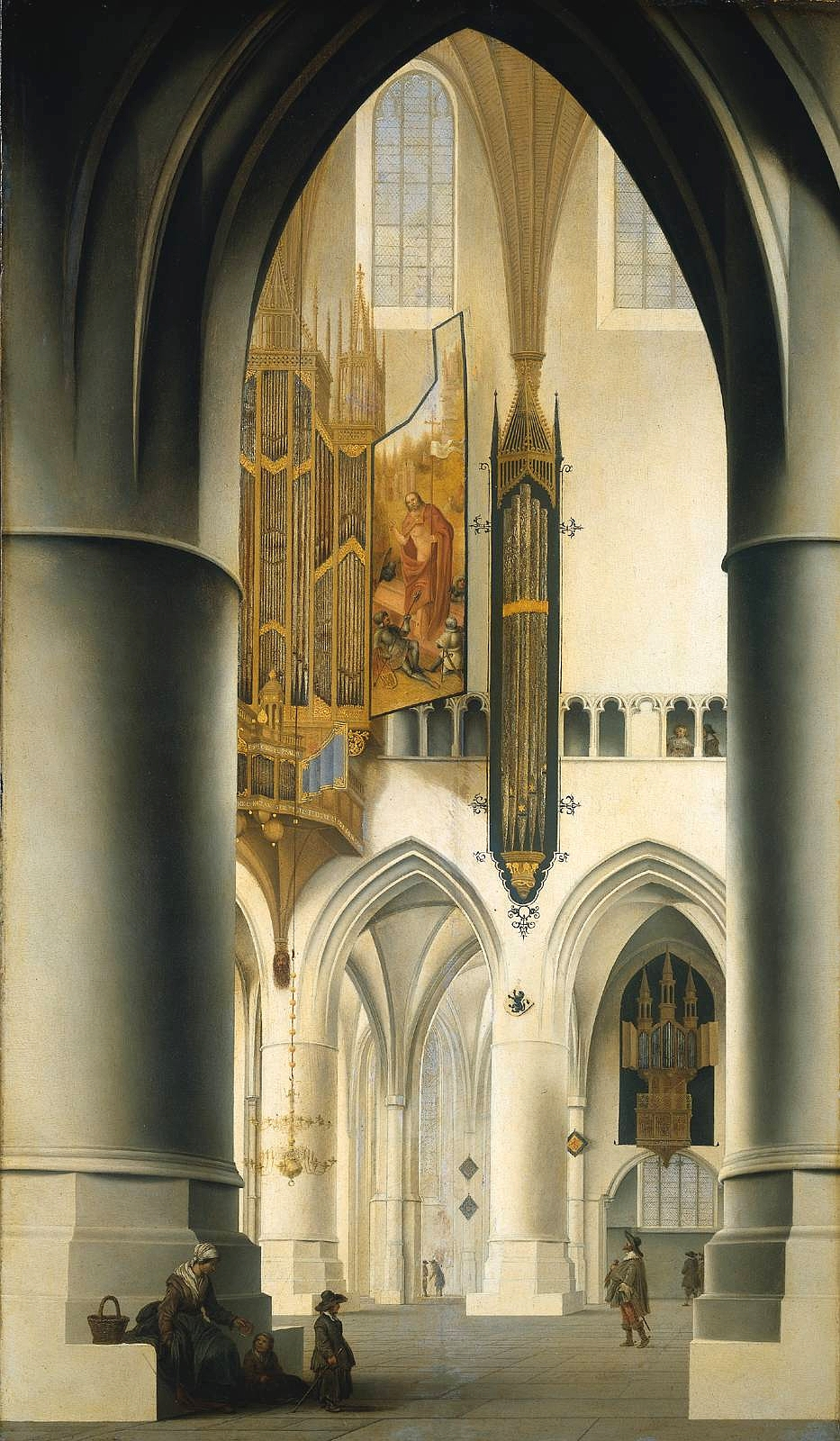
Pieter Saenredam: Interieur van de Sint-Bavokerk in Haarlem, 1636, voorbeeld van het genre kerkinterieurs.

Met de economische bloei in de Gouden Eeuw ontstond een hernieuwde belangstelling voor architectuur. Deze aandacht weerspiegelde zich in de schilderkunst. Diverse schilders specialiseerden zich in het weergeven van stadsgezichten, gebouwen en kerken, waarbij de architectonische aspecten vaak de thematiek bepaalden. Het schilderen van kerkinterieurs ontwikkelde zich zelfs tot een apart genre. Centraal stond het demonstreren van de ultieme perspectiefbeheersing, welke techniek zich rond het midden van de 17e eeuw vervolmaakte. Kenmerkend is ook een klare harmonie in de compositie. Figuren werden vaak klein geschilderd om hun nietigheid te benadrukken. Als belangrijkste stadsschilders gelden Gerrit Berckheyde en de uitermate punctueel werkende Jan van der Heyden. Als schilders van sobere maar majestueuze kerkinterieurs maakten Gerard Houckgeest, Emanuel de Witte en bovenal Pieter Saenredam naam.
Behalve de architectonisch geïnspireerde werken leverde de Gouden Eeuw overigens ook veel stadsgezichten op waarbij de atmosfeer sterk bepalend was. Ze weerspiegelen de snel toenemende verstedelijking in die tijd, met een bebouwing die tot op de dag van vandaag kan worden herkend. Vermeers Gezicht op Delft is hiervan wellicht het bekendste voorbeeld, maar ook schilders als Carel Fabritius en diens leerling Daniël Vosmaer maakten vergelijkbare stadsgezichten, vaak van buitenaf geschilderd. Van Goyen en Van Ruisdael gaven, als een soort van buitenstaander, steden vaak vanuit grote verte weer, enkel als silhouet.

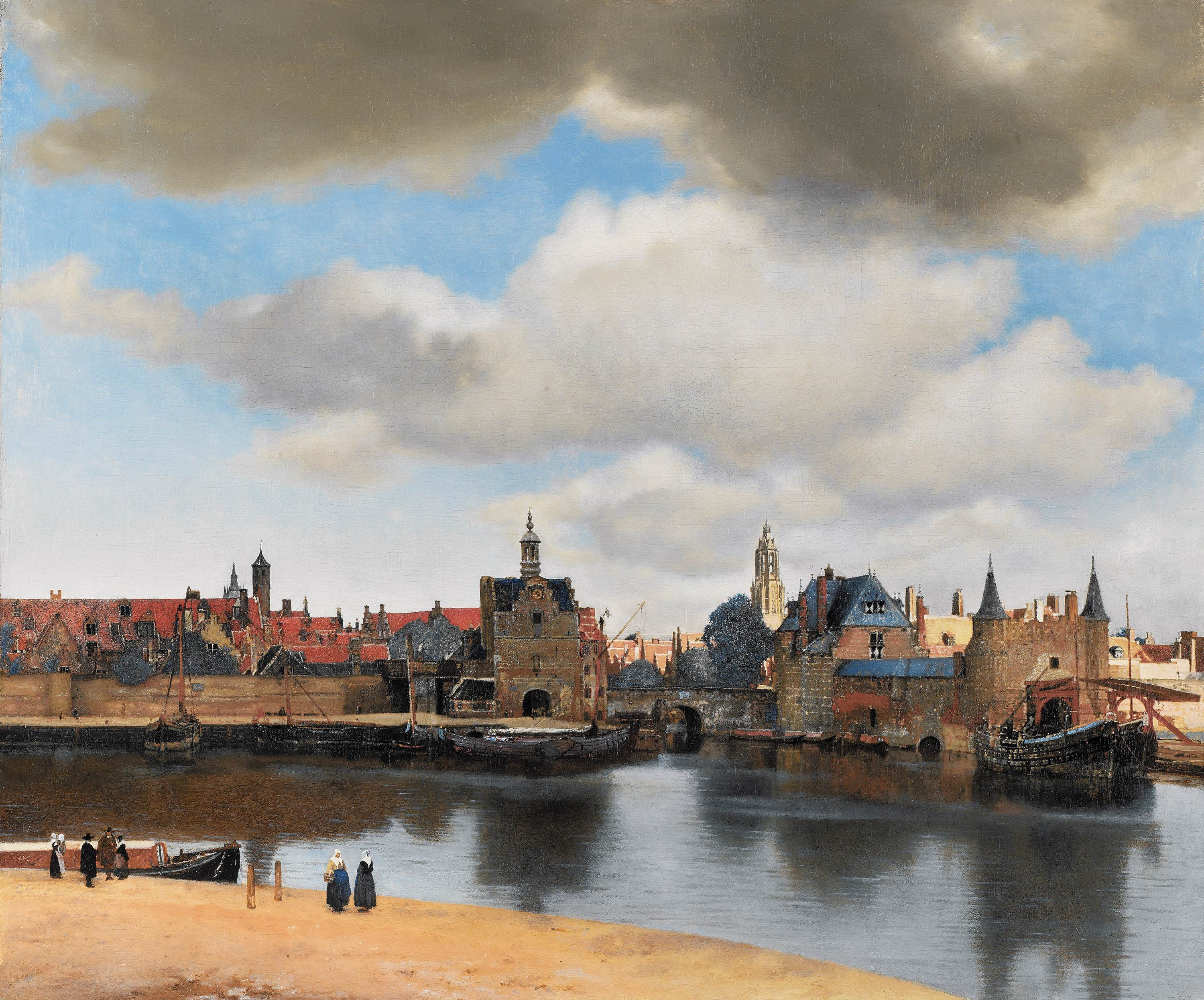
Johannes Vermeer: Gezicht op Delft, circa 1660-1661, atmosferische weergave van de nieuw ontstane stadsomgeving, met een bijzondere, gespreide weergave van het zonlicht.
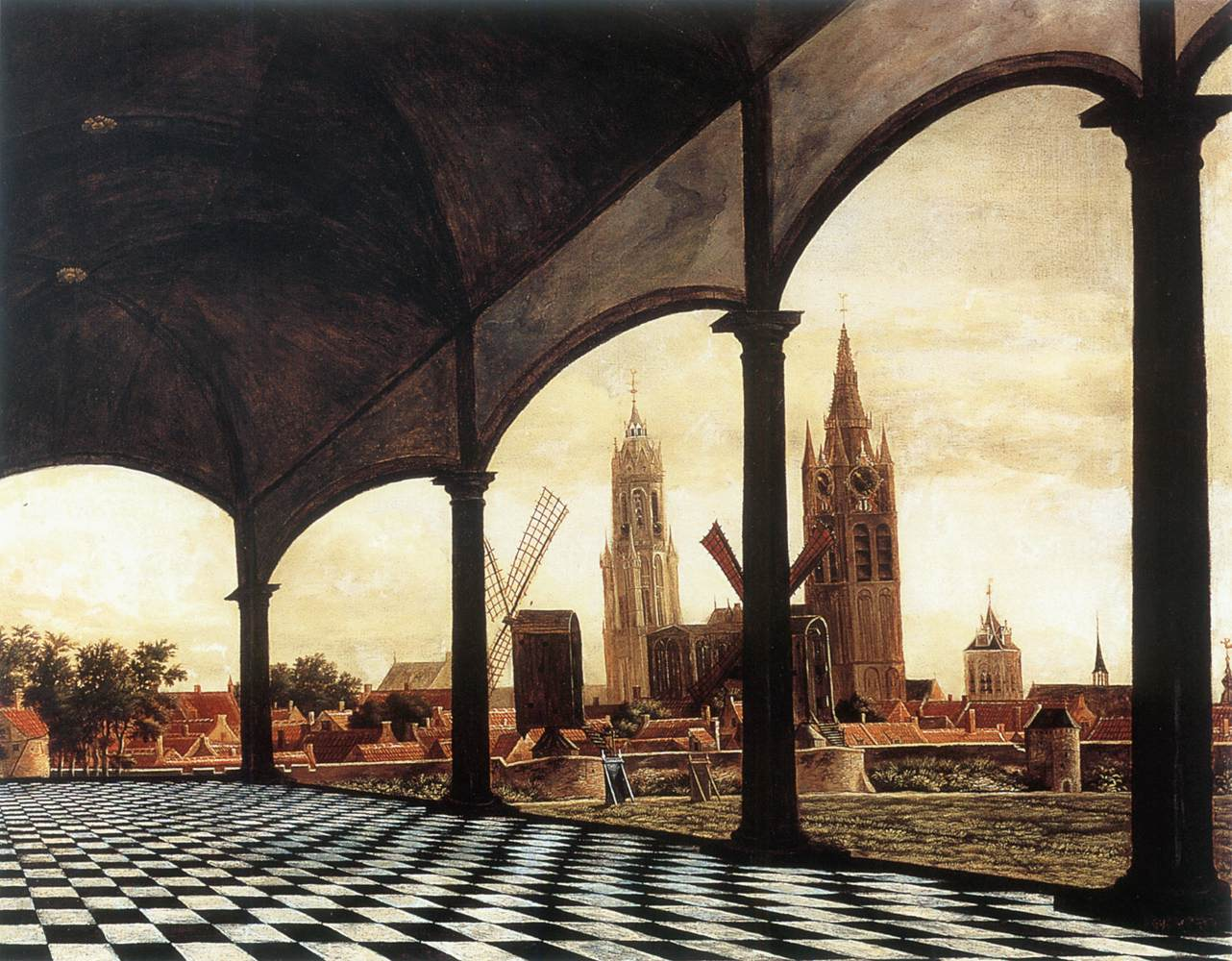
Daniël Vosmaer: Gezicht op Delft met een fantasieloggia, 1663, waarin het perspectief nog niet geheel juist is toegepast.
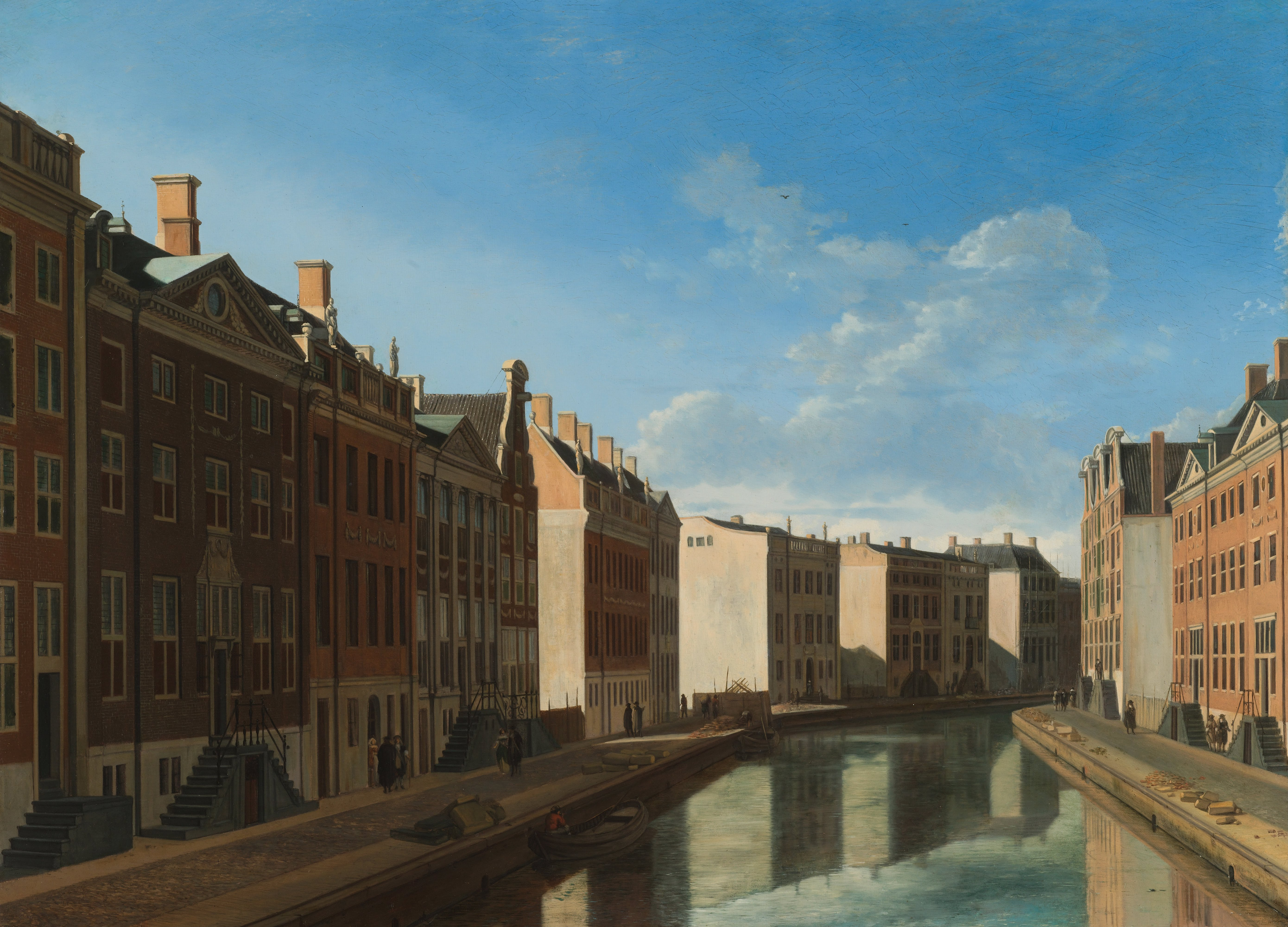
Gerrit Berckheyde: De bocht van de Herengracht, 1671-1672, met een sterke nadruk op het architectonische aspect en perspectief.

### Genrewerken; het leven van alledag
De grootste picturale vernieuwing van de Noord-Nederlandse kunstschilders uit de 17e eeuw is het genrestuk. Deze heeft het dagelijkse leven tot onderwerp en varieert van bordeelscènes tot een inkijk in deftige huizen. Het was niet ongebruikelijk dat de voorstelling een symbolische betekenis had, dat de beschouwer er een wijze les uit kon trekken. Soms is die gemakkelijk te ontdekken, maar andere keren moet men er meer moeite voor doen en het komt ook voor dat er helemaal geen achterliggende gedachte is. Een onderscheid kan worden gemaakt in meer volkse, humoristische taferelen en deftige, zogenaamde "galante" schilderijen.

#### Volkse taferelen

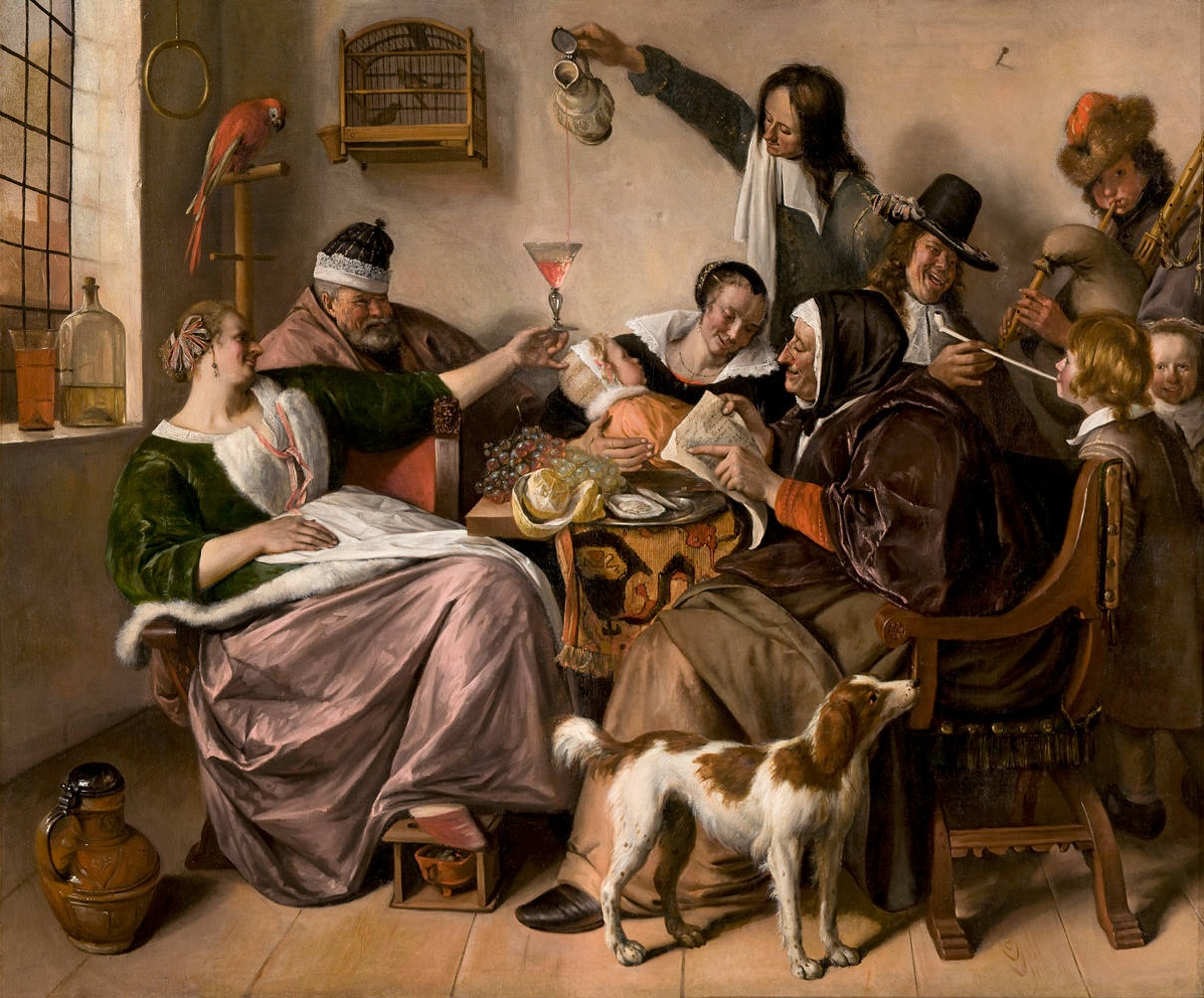
Jan Steen: "Soo voer gesongen, soo na gepepen", circa 1668–1670, typisch voorbeeld van een ordeloos familietafereel in de categorie "huishouden van Jan Steen"

Boeren- en dorpstaferelen, vaak met drinkende en feestende mensen in kroegen, bordelen, op kermissen, markten en tijdens carnaval, regelmatig met bijzondere individuen als doktoren, tandentrekkers en alchemisten, kenden al een lange historie. Het genre vond zijn oorsprong in de 16-eeuwse Duitse, Italiaanse en vooral Vlaamse schilderkunst (Breughel). In de Noordelijke Nederlanden vond het navolging bij schilders als Pieter van Laer (bijgenaamd "Il Bamboccio"), Pieter de Bloot, Isaac en Adriaen van Ostade, en iets later ook Cornelis Bega. Vanaf midden 17e eeuw vond echter een verschuiving plaats van taferelen buitenshuis naar het leven binnenshuis, waarbij een ontwikkeling zichtbaar is naar een meer realistische weergave, minder karikaturaal, maar nog wel opvallend druk geënsceneerd. Belangrijkste exponent van deze latere groep schilders is Jan Steen, wiens uitbeelding van ordeloze familietaferelen met veel voorwerpen op de grond tot de uitdrukking "huishouden van Jan Steen" leidde. Ook schilders als Nicolaes Maes, de jonge Cornelis Saftleven, Willem Duyster, Quiringh van Brekelenkam, Hendrick Sorgh, Jacob Duck en Frans van Mieris behoren tot deze categorie. De meeste van hen legden ook duidelijk een verfijndere stijl aan de dag.
Typerend voor dit soort volkse en familiale taferelen is het anekdotische karakter. Vrijwel altijd werden ze doorspekt met een Hollandse humor, die niet echt uitblonk door fijnzinnigheid. Veel werken zijn doortrokken van gelach, gezang en dronkenschap, regelmatig ook van leedvermaak. Behalve het koddige en het liederlijke is de rijke detaillering een opvallend kenmerk. Afbeeldingen kunnen zelden in een oogopslag worden waargenomen: het oog wordt gedwongen om het doek langzaam af te scannen, steeds op zoek naar weer iets nieuws. Regelmatig hadden deze werken ook een morele boodschap, soms uitgedrukt via gezegden en spreekwoorden. Vaak evenwel is die boodschap met de hedendaagse kennis niet meer precies te achterhalen. Populaire thema's werden veelvuldig gereproduceerd, mede op geleide van de markt. Met name de komische taferelen waren erg gewild. Biograaf Arnold Houbraken schreef in het eerste deel van zijn Groote Schouburgh der Nederlantsche konstschilders en schilderessen (1718): "Hunne potzige tafereelen worden gretig gezocht en wel betaalt, terwyl andere konst traaglyk aan den man wil". Anderen, zoals schilder-criticus Gerard de Lairesse, bekritiseerden het genre om zijn grofheid.

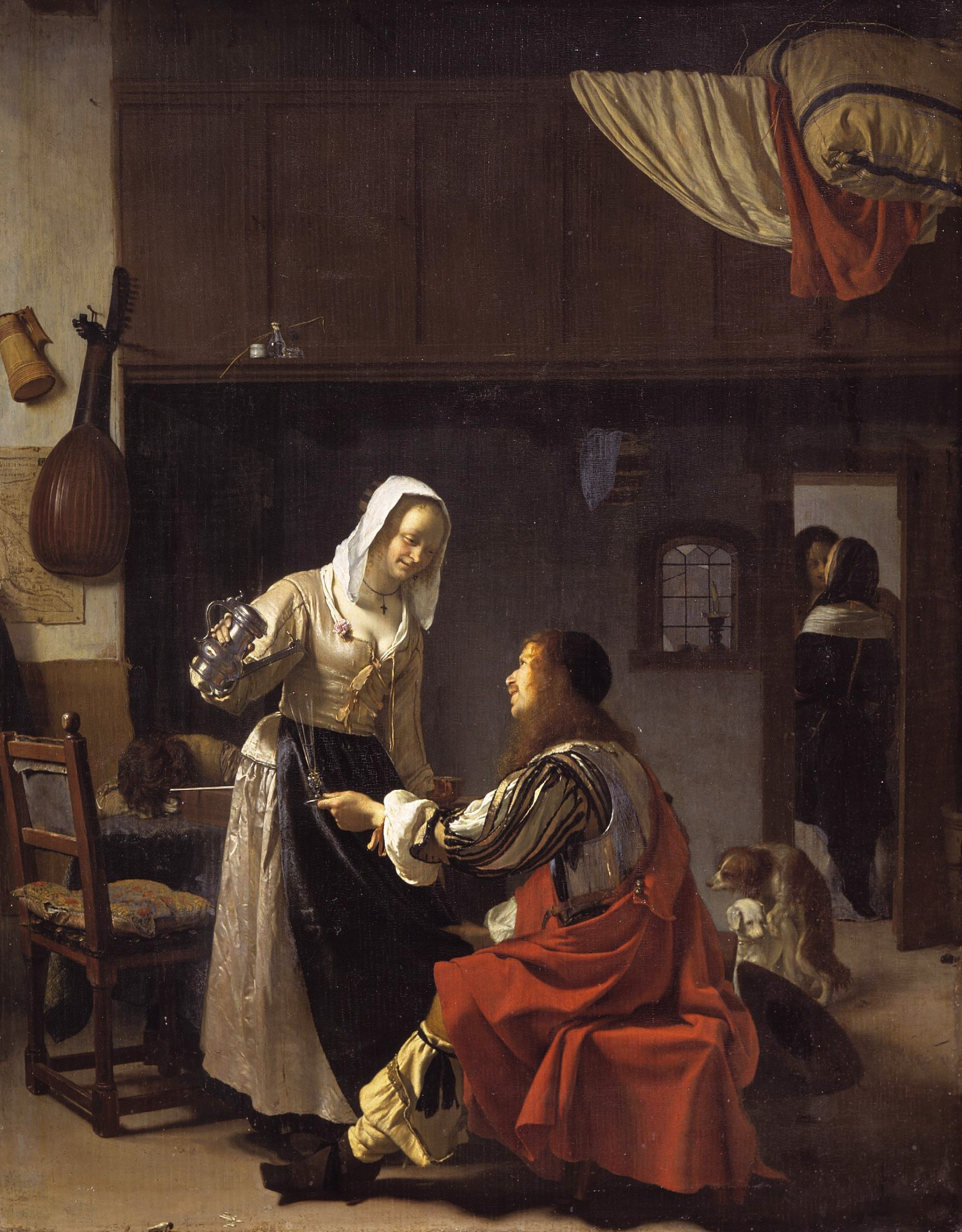
Frans van Mieris: Bordeelscène, circa 1658–1659, een uit het leven gegrepen tafereel, uitgewerkt met de precisie van een fijnschilder.
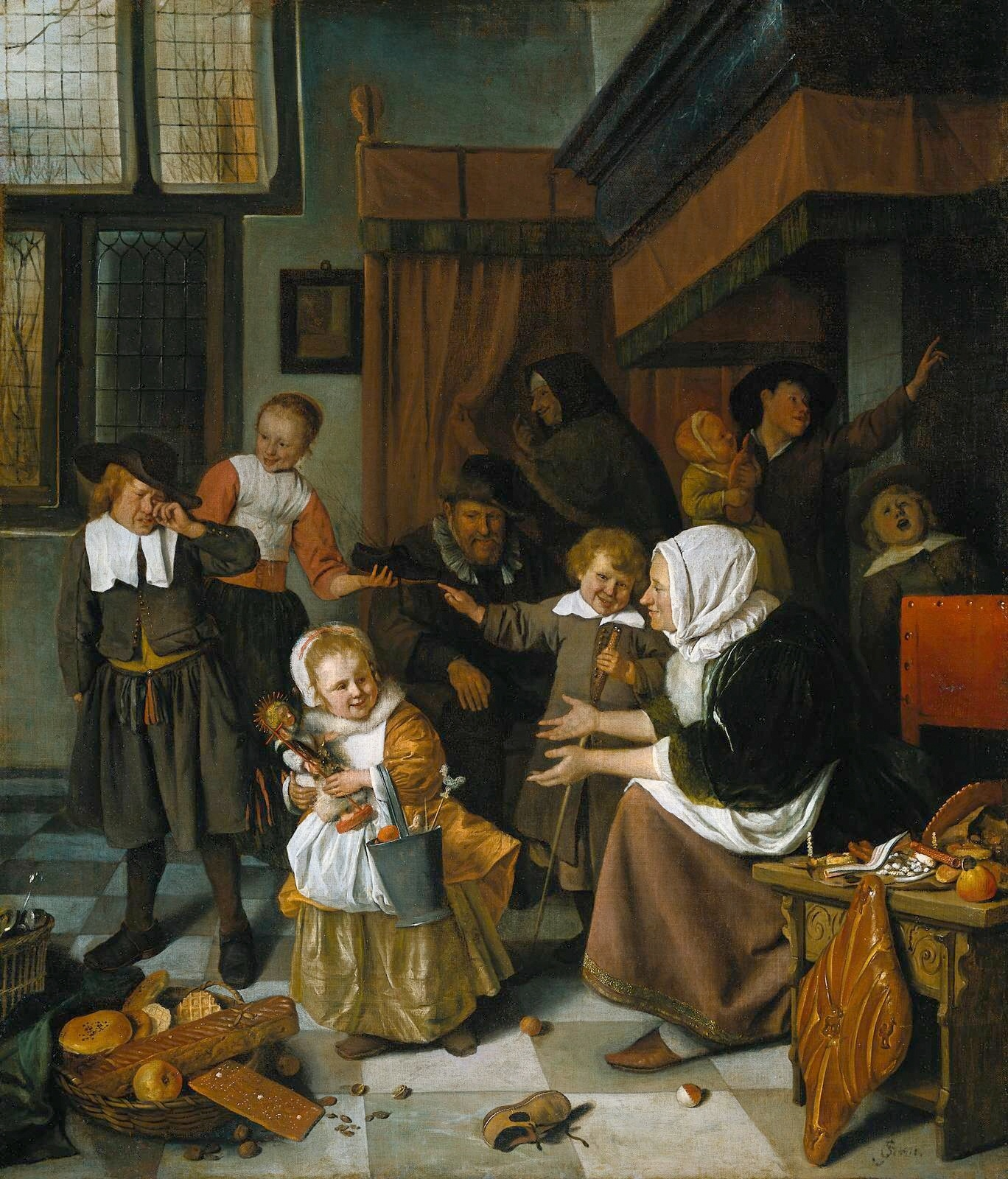
Jan Steen: Het Sint-Nicolaasfeest, 1665–1668, typerend levendig en chaotisch tafereel uit het dagelijks leven.
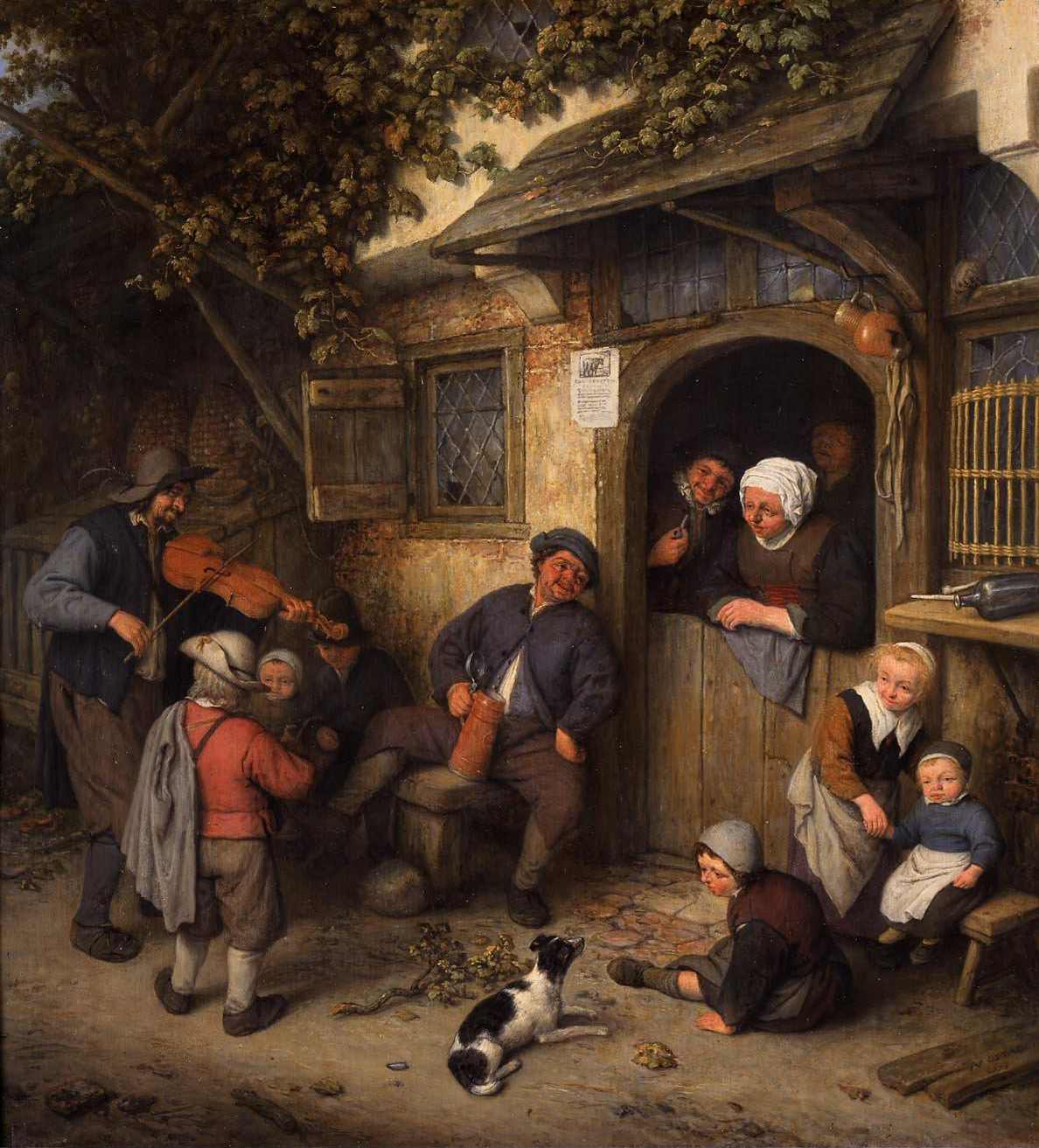
Adriaen van Ostade: De vioolspeler, 1673, boerentafereel met drinkende en musicerende figuren, enigszins karikaturaal weergegeven.

#### Galante en verfijnde werken

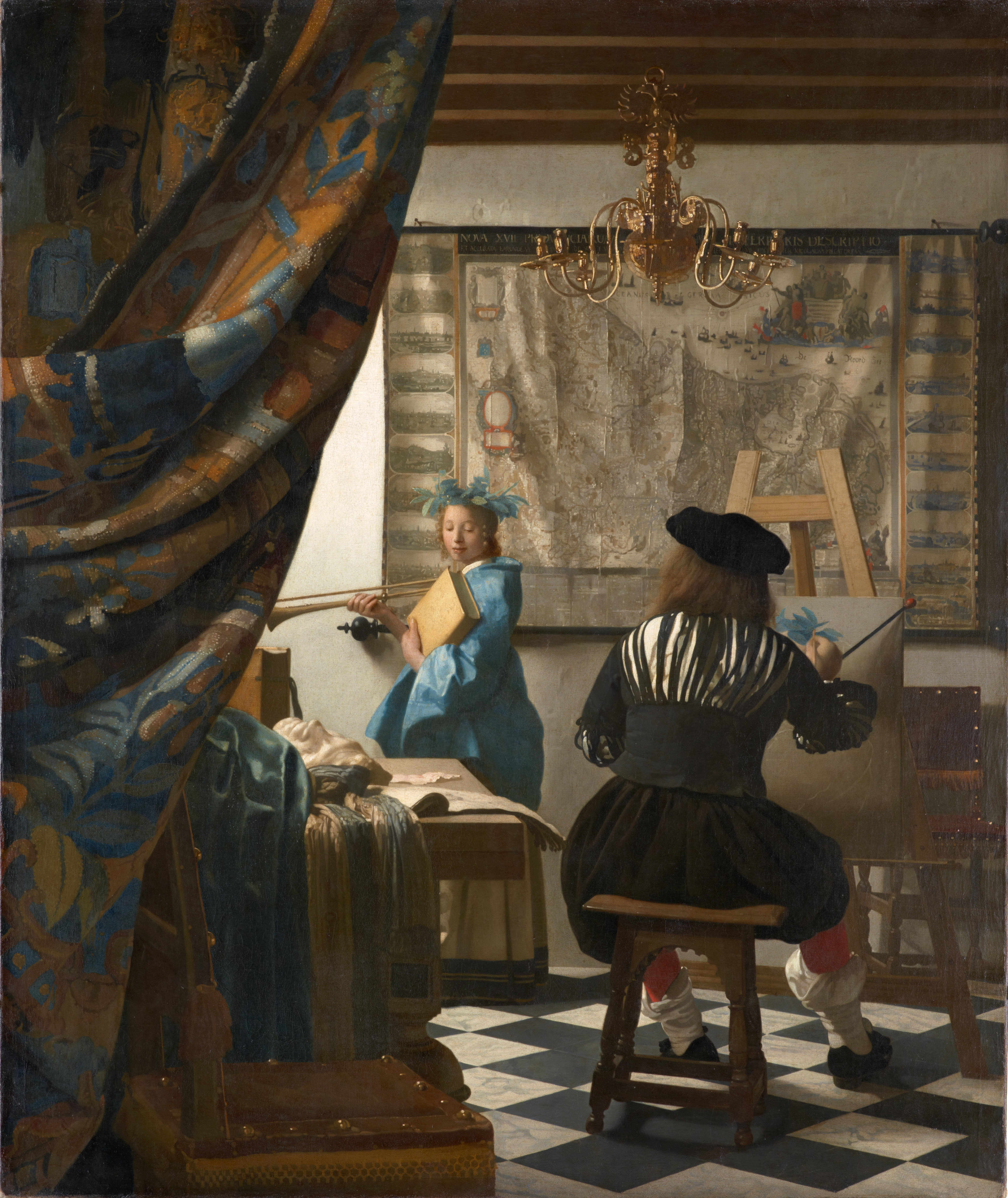
Johannes Vermeer: Allegorie op de schilderkunst, 1662-1664, typerend voorbeeld van een galant tafereel, in een verfijnde stijl, met veel aandacht voor interieur en perspectief.

Het sociale leven in de Gouden Eeuw ging zich in toenemende mate afspelen binnenshuis, bij het eigen gezin. Dit weerspiegelde zich in de schilderkunst: met Willem Buytewech als voorloper werden vooral vanaf de jaren 1630-1640 grote hoeveelheden genrewerken gemaakt met het huiselijk leven als thema. Deze ontwikkeling was ook al enigszins te zien in het volkse genre, maar kwam toch bij uitstek tot uitdrukking in de verfijnde en harmonieus gecomponeerde "galante taferelen", gesitueerd in de nieuwe, deftige woningen van de burgerij, tevens een belangrijk afnemer van de schilderijen. Vaak wordt een klein gezelschap afgebeeld van personen die in een vertrek iets terloops aan het doen zijn. Net als in de werken van Steen en consorten is ook hier het anekdotische karakter nadrukkelijk aanwezig, net als de moralistische inslag. Grove humor wordt echter bewust uit de weg gegaan. Soberheid is het motto en op grond daarvan ontstaat een zekere distantie ten opzichte van het gewone volk. De werken tonen het leven van de nieuw ontstane bovenklasse, brieven schrijvend, lezend, musicerend, wijn of thee drinkend, allemaal bezigheden die pasten bij hun nieuwe levenswijze. De uitwerking is realistisch, evenwichtig, nauwgezet en vooral ook verfijnd. De oppervlakte is glad, waarbij penseelstreken nauwelijks zichtbaar zijn. De doeken ademen rust en distinctie. Het genre werd tot grote hoogte gebracht door de Delftse en Leidse fijnschilders. Belangrijke exponenten waren, naast Johannes Vermeer, Pieter de Hooch, Gerard Terborch, Samuel van Hoogstraten, Johannes Verkolje, Caspar Netscher, Gerrit Dou en Gabriel Metsu. Ook de uit Haarlem afkomstige Judith Leyster en haar man Jan Miense Molenaer worden wel tot deze groep gerekend.
Veel van de genoemde schilders maakten ook interieurwerken, een variant van de galante taferelen waarin het interieur centraal stond, meer dan de figuren en hun handelingen. Gezocht werd naar afgewogen, rustgevende composities. Daarbij wisten ze een aantal perspectivische problemen op unieke wijze op te lossen door de beeldhoek te verkleinen, waardoor de figuren in een groter beeldvlak werden gezet en het aantal zichtbare wanden drastisch werd beperkt. Wanden waren veelal egaal, waarbij vaak een wandtapijt of schilderwerk op de achterwand voor diepte moest zorgen. Een inkijk via bijvoorbeeld een deuropening zorgde soms voor extra diepte. Lichtinval was een belangrijk aspect in de ruimtewerking alsook in de sfeertekening, die zich vooral laat typeren als harmonieus. In optima forma kan dat worden herkend in het oeuvre van Johannes Vermeer. Naast interieurs werden afgesloten binnenplaatsen geschilderd, onder anderen door De Hooch.

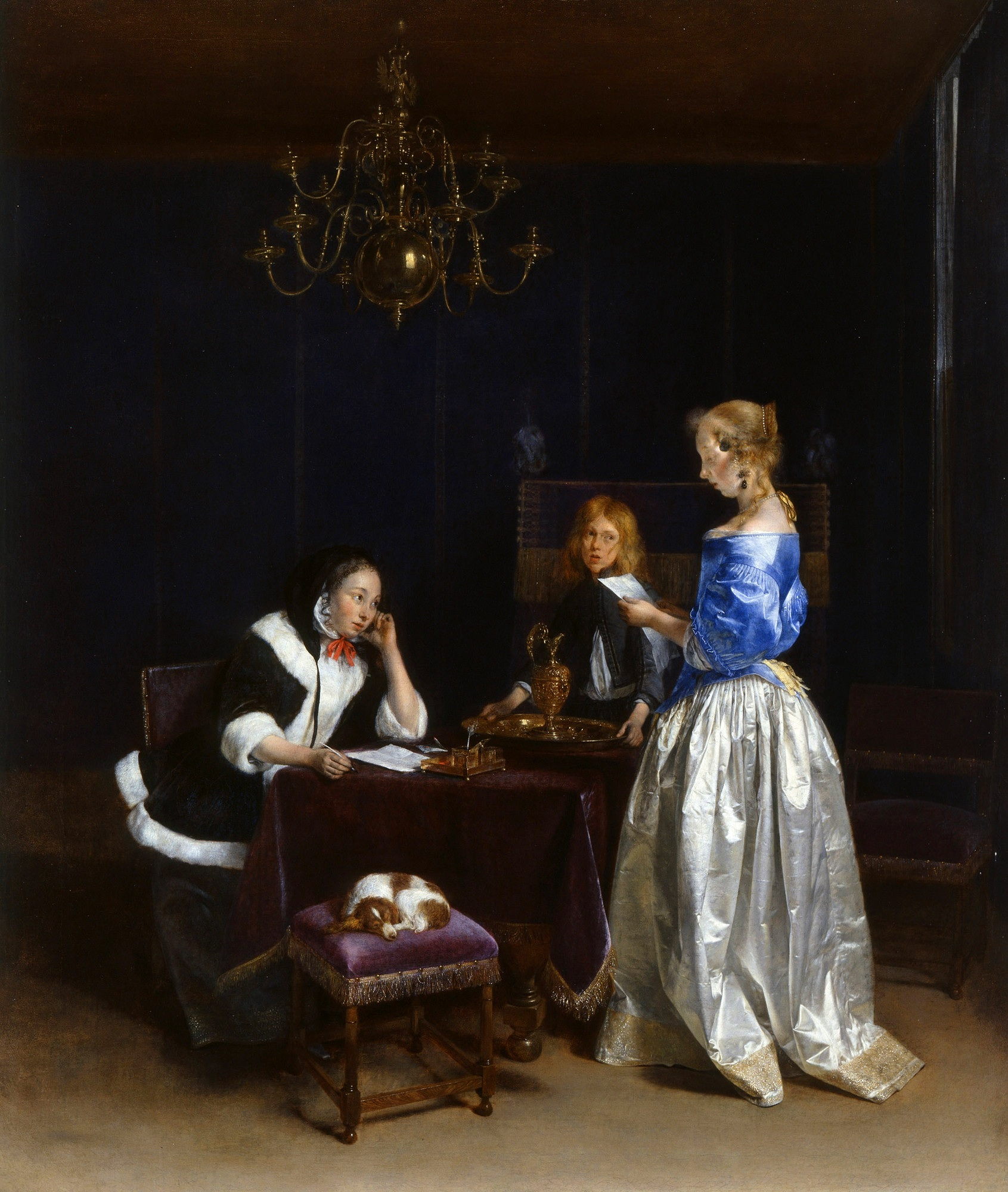
Gerard ter Borch: De brief, circa 1660-1665, typerend voorbeeld van een galant tafereel, in een deftige setting.
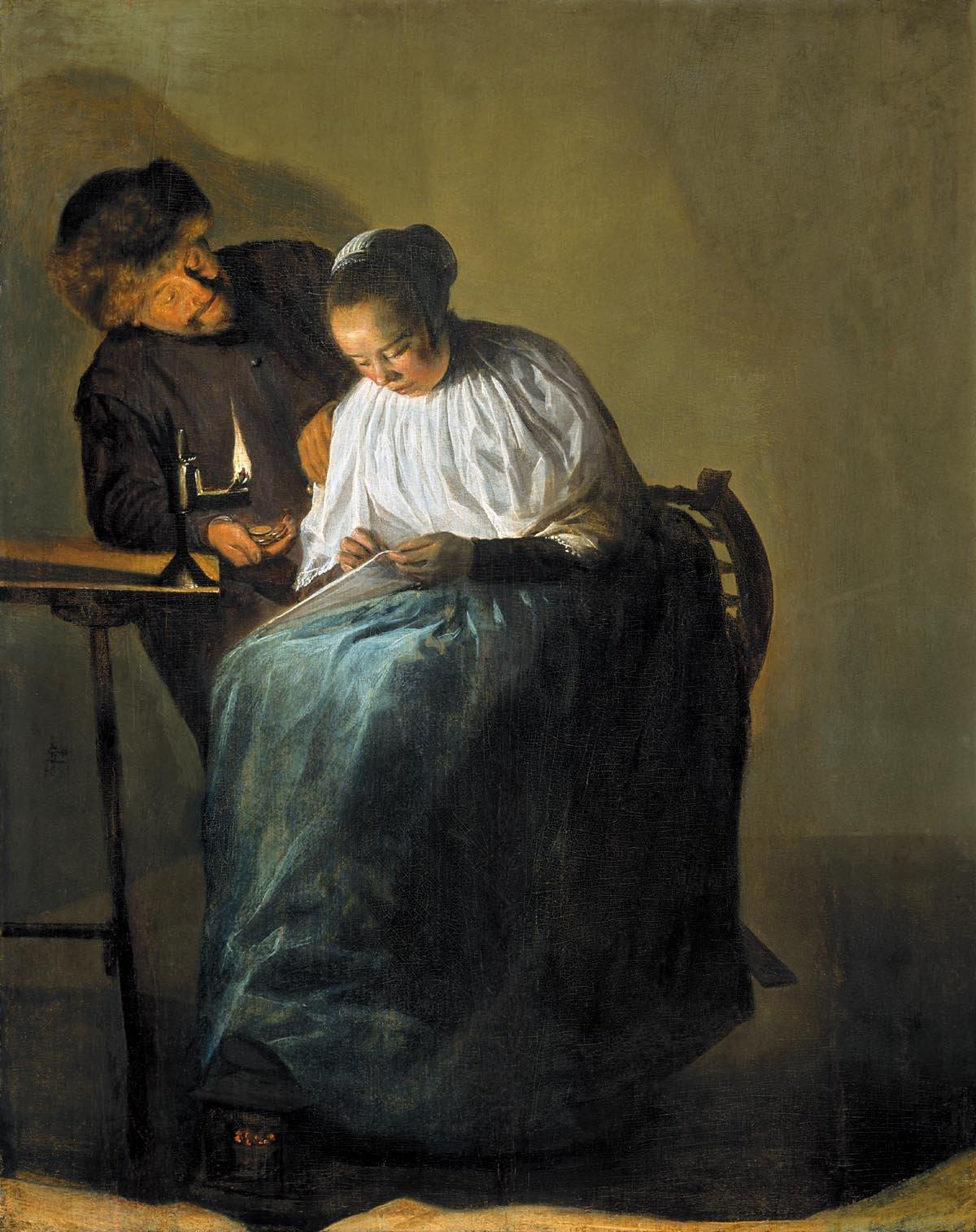
Judith Leyster: Man die een vrouw geld aanbiedt, 1631, anekdotisch thema met een erotiserende ondertoon.
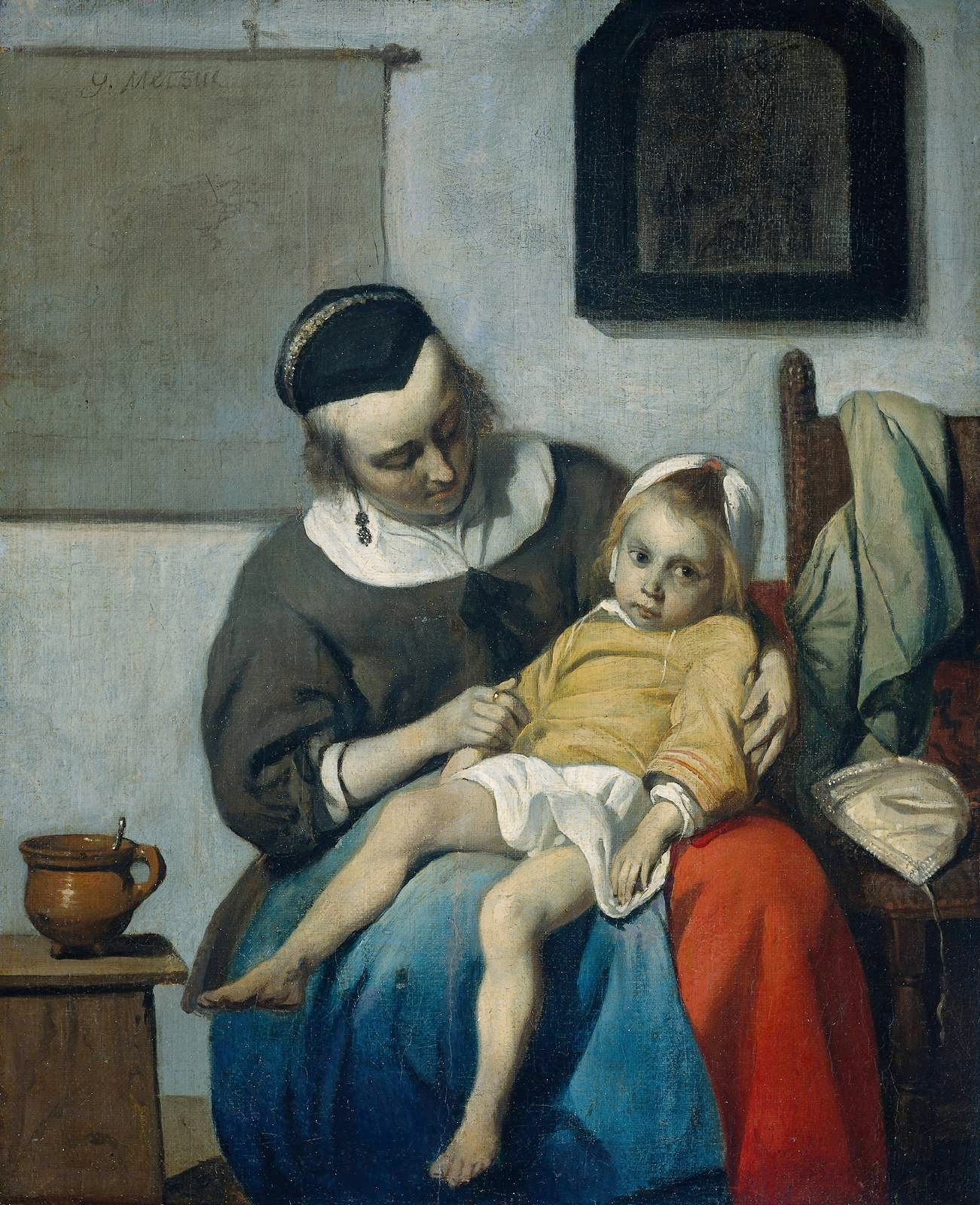
Gabriel Metsu: Het zieke kind, circa 1664 - circa 1666, een ingetogen huiselijk tafereel in een eenvoudige setting.
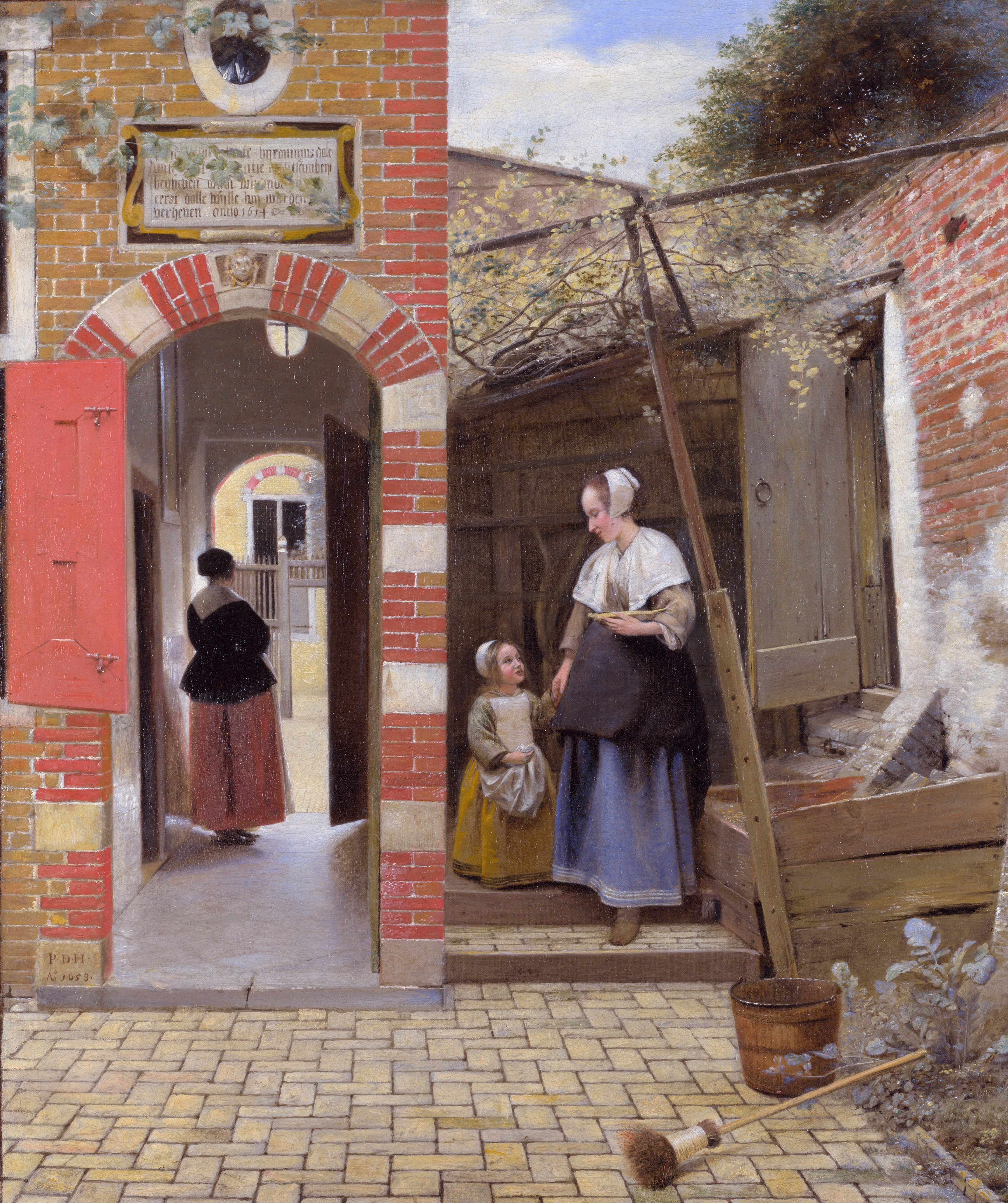
Pieter de Hooch: De binnenplaats van een huis in Delft, 1658, voorbeeld van een "binnenplaatsje".

### Stillevens

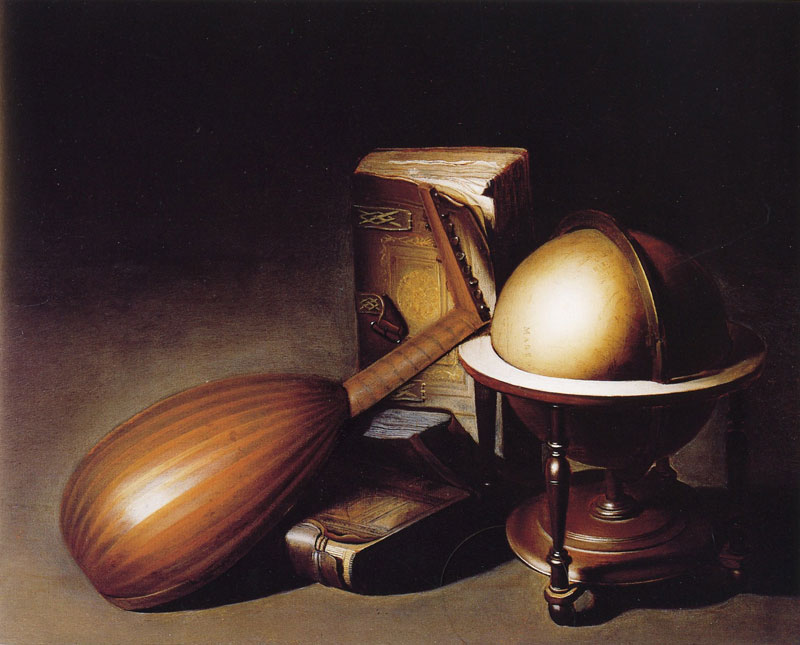
Gerrit Dou: Stilleven met globe, luit en boeken, circa 1635, een sobere harmonische compositie, in de geest van het calvinisme, met uiterste precisie geschilderd.

Een autonome ontwikkeling in de Gouden Eeuw, met een eigen schare beoefenaars, kende het stilleven. Rond 1600 zien we onder invloed van de Antwerpse schilderkunst een toenemende belangstelling voor bloemstillevens, met een gevarieerd en kleurig effect. Ook keukenstukken met etenswaren en jachtstukken, vaak nog op groot formaat, waren populair. Veel invloed ging uit van de in Vlaanderen geboren schilders Roelant Savery en Ambrosius Bosschaert.
Geleidelijk werd het stilleventhema steeds gevarieerder. Vrijwel alles kon tot onderwerp dienen: bloemen, schelpen, eenvoudige huiselijke attributen of juist kostbare of exotische voorwerpen. Een stilleven met alleen schelpen werd zelden geschilderd en als het al gebeurde werden alleen zeldzame schelpensoorten afgebeeld. Heel diverse objecten als een citroen of sinaasappel werden gecombineerd met bijvoorbeeld servies, Chinees porselein of voorwerpen uit de wetenschap, zoals een microscoop, globe of sextant. Schilderijen met etenswaren, als van Nicolaes Gillis en Floris van Dyck, werden wel "ontbijtjes" of "banketjes" genoemd. Populair waren de pronkstillevens. De compositorische opzet was vaak theatraal en vol overdaad, veelal geschilderd in een sterk chiaroscuro tegen een donkere achtergrond. Bekende schilders van het pronkstillevengenre waren Willem Kalf, Abraham van Beijeren, Balthasar van der Ast, Jan de Heem, Abraham Mignon, Maria van Oosterwijck en Willem van Aelst. Bijzonder waren de werken met exotische dieren van Melchior d'Hondecoeter.
Een voorbeeld van een stilleven met een boodschap was het vanitasschilderij, dat met name in Leiden en omgeving tot bloei kwam. Belangrijke vanitasschilders waren Gerrit Dou, Harmen Steenwijck en Pieter Claesz. In lijn met de calvinistische geest van die tijd ontstonden ook verstilde, meer ingetogen werken, zoals van fijnschilder Gerrit Dou. Willem Heda representeert een genre dat in Haarlem tot bloei kwam en dat zich kenmerkte door een schraler palet, soms met maar één enkel voorwerp. Ook Adriaen Coorte schilderde rustige, verstilde werken. Perspectief en lichtwerking kregen daarbij opvallend veel aandacht. Schilders als Cornelis Brisé, Samuel van Hoogstraten en zijn leerling Cornelis van der Meulen kunnen genoemd worden met betrekking tot het gebruik van de trompe-l'oeiltechniek, waarmee driedimensionaliteit en een illusie van echtheid werden gesuggereerd.
Het schilderen van stillevens was een arbeidsintensief karwei en kostte veel meer tijd dan bijvoorbeeld een landschap. Daarbij werden hoge eisen gesteld aan de technische en compositorische vaardigheid. Technisch gezien was met name de stofuitdrukking, de manier waarop materialen worden weergegeven, een grote uitdaging. Op de kunstmarkt brachten de werken van bloemschilders de hoogste prijzen op, maar de anderen werden meestal maar karig betaald. Aan het einde van de 17e eeuw, enkelingen als Rachel Ruysch en Jan van Huijsum daargelaten, neemt het aantal stillevenschilders daardoor plotseling sterk af.

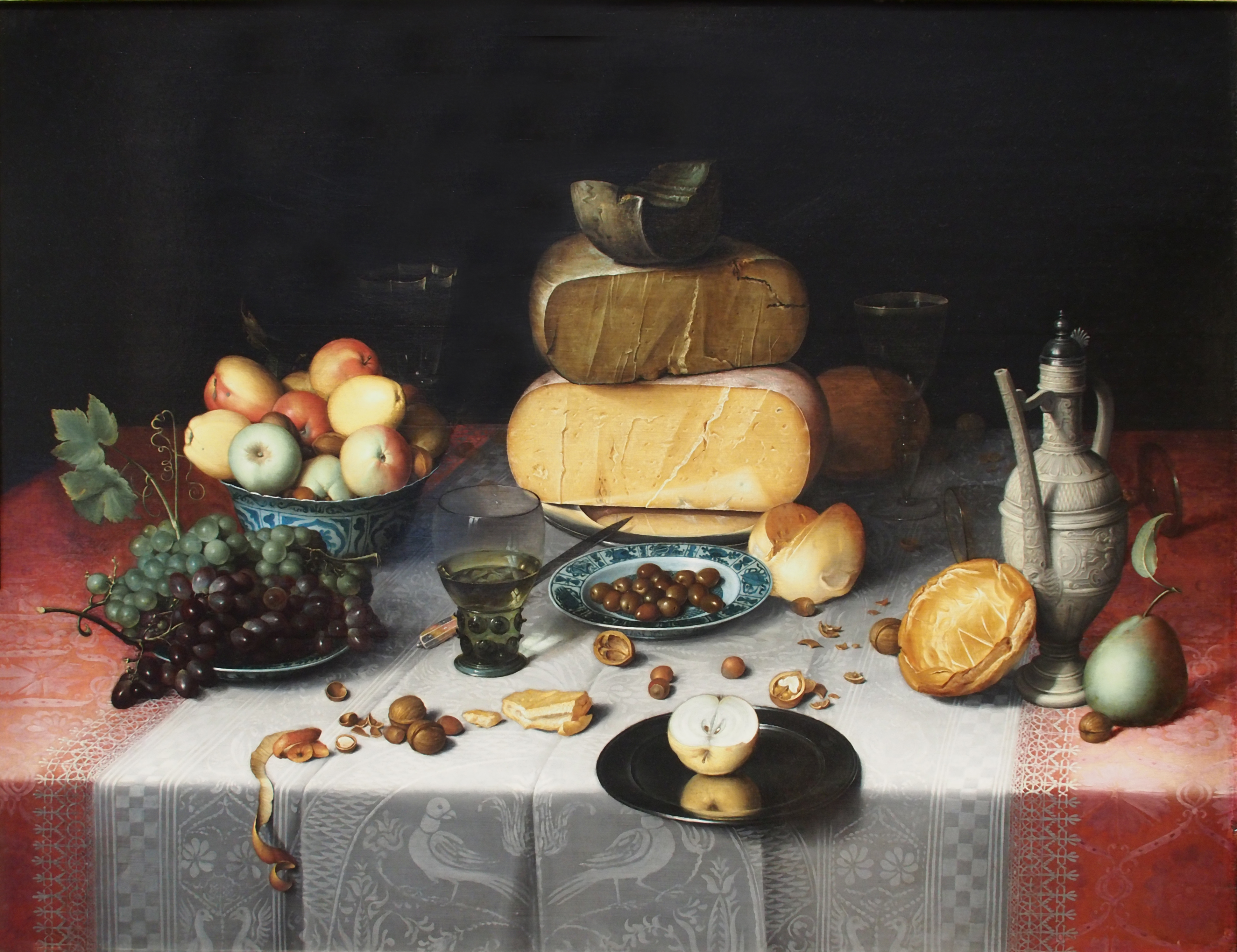
Floris van Dyck: Stilleven met kazen, circa 1615, voorbeeld van een "banketje", een afgewogen compositie, geschilderd met een buitengewone precisie.
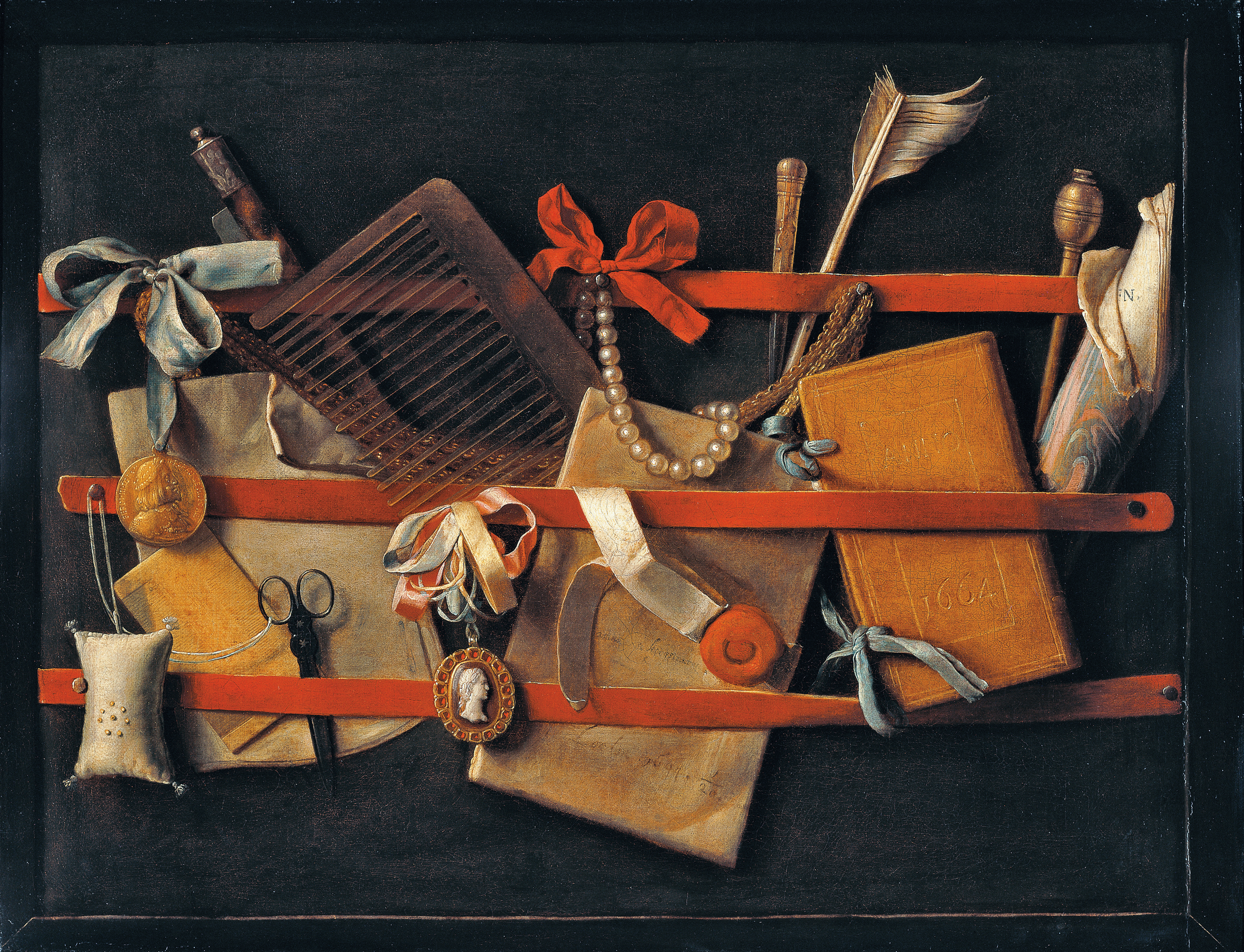
Samuel van Hoogstraten: Brievenbord, Londen 20 januari 1664, 1664, dat het illusionaire trompe-l'oeileffect demonstreert.
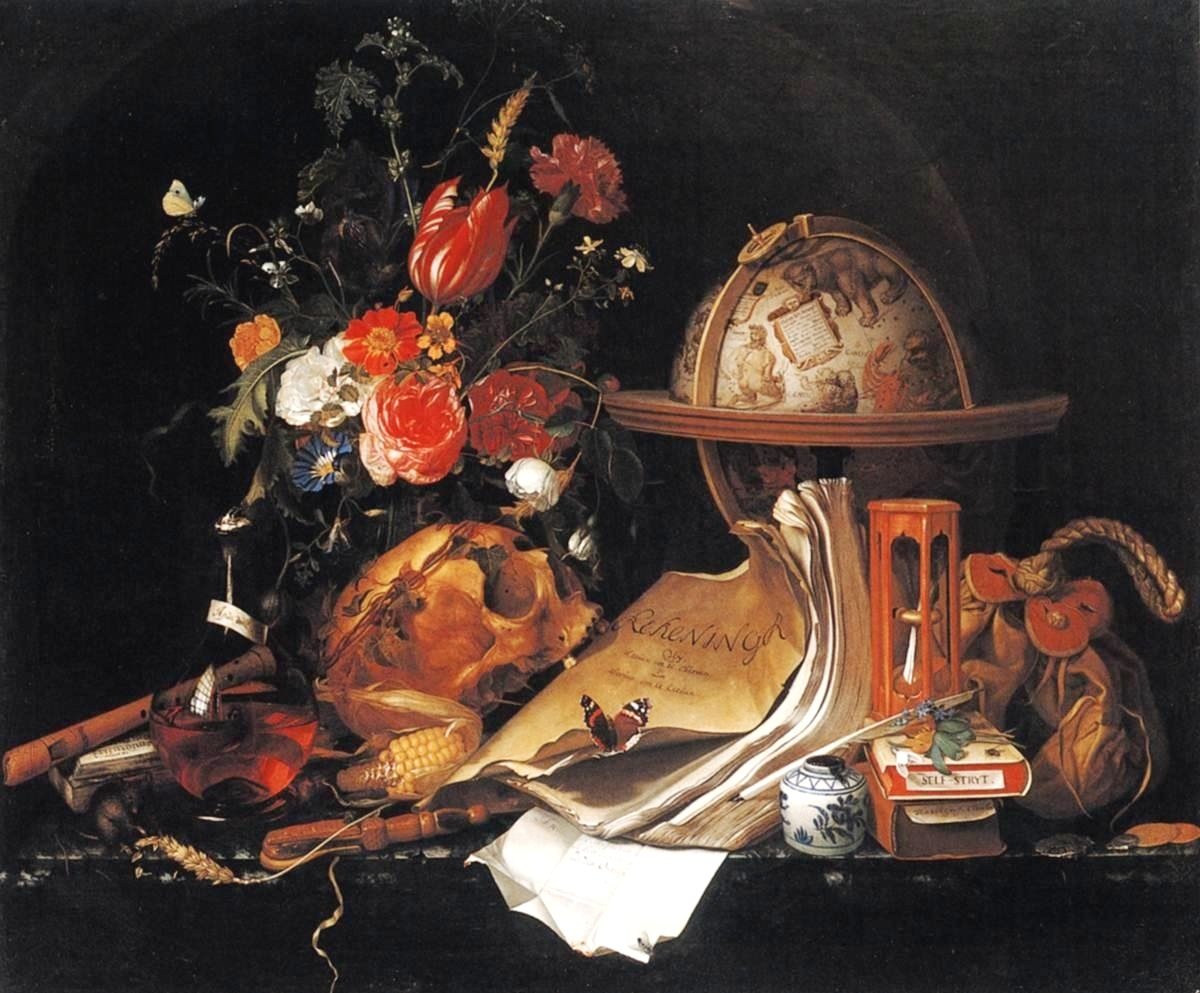
Maria van Oosterwijck: Vanitas met hemelglobe, 1668, met een "gedenk te sterven"-moraal en veel symboliek, uitgewerkt in de theatrale opzet van een pronkstilleven.

## Invloed op latere schilderkunst
Volgens kunsthistoricus Bob Haak eindigde de bloeiperiode van de Hollandse schilderkunst al ruimschoots voor de Gouden Eeuw ten einde was. Parallel aan de economische teruggang, gevolg van meerdere oorlogen na het Rampjaar (1672) en een "algehele verslapping van de ondernemingslust", begon het ook de schilderkunst aan nieuwe impulsen te ontbreken. Enkele noemenswaardige overgangsfiguren als Arent de Gelder en Adriaen van der Werff daargelaten, boette de Nederlandse schilderkunst in de jaren zeventig en tachtig al zichtbaar aan kwaliteit in. Na de grote bloeiperiode zou de 18e eeuw nauwelijks of geen kunstschilders opleveren van internationale allure. Pas in de 19e eeuw, ten tijde van de romantiek en later het realisme van de Haagse School kwam er een voorzichtige opleving, die overigens sterk schatplichtig bleef aan de 17e-eeuwse voorbeelden. Pas met de waardering van kunstenaars als Vincent van Gogh (postuum) en Piet Mondriaan, die nadrukkelijk hun eigen weg kozen en zich losmaakten van de academische wereld, trad Nederland weer terug op het internationale podium. Tot ver in de 20e eeuw bleven de oude Hollandse meesters op de kunstacademies de norm bepalen, hetgeen voor doorsnee aspirant-schilders nauwelijks ruimte bood tot vernieuwing.

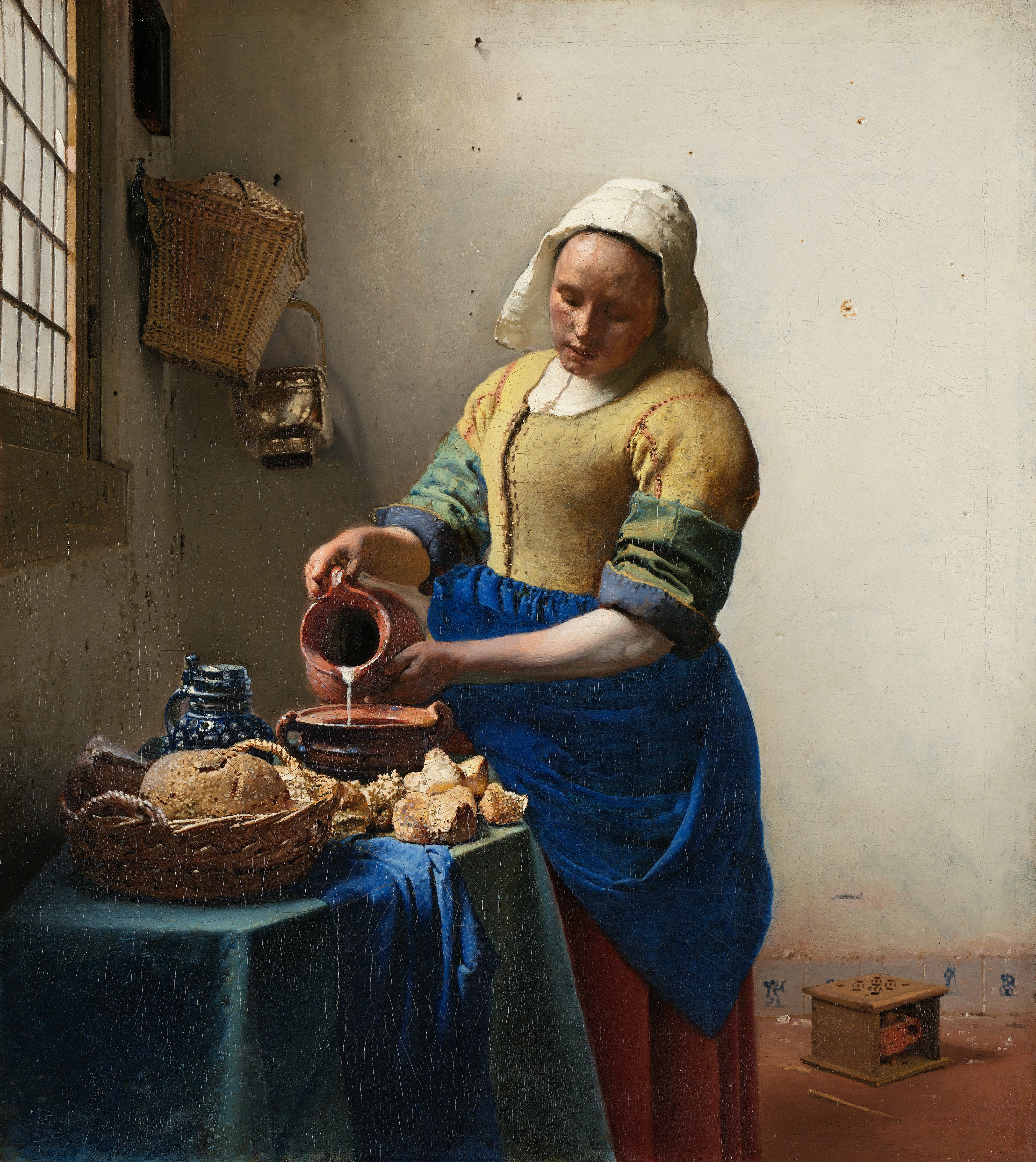
Met steun van de Vereniging Rembrandt bleven diverse werken van Hollandse meesters voor de Nederlandse musea behouden, waaronder Johannes Vermeers Het melkmeisje.

Ondertussen was de reputatie van de Hollandse meesters internationaal al tot ongekende hoogte gestegen. Reeds in de 17e eeuw zelf raakten hun namen door heel Europa verspreid. Een belangrijke factor daarbij was de buitengewone reislust van de Hollandse schilders, die liep van de Utrechtse caravaggisten in het begin van het tijdperk tot een fijnschilder als Van der Werff, die aan het einde van de eeuw successen oogstte aan het Düsseldorfse hof. Werken van Hollandse meesters uit de Gouden Eeuw werden al snel een gewild object in grote internationale collecties die vooral ontstonden vanaf de 18e eeuw, met Rembrandt als een constante blikvanger. In de 19e eeuw nam de verzamelwoede vanuit het buitenland nog verder toe, met name ook onder de nieuwe rijken uit Amerika, waardoor een ware exodus plaatsvond van Hollands erfgoed. Pas met de oprichting van de Vereniging Rembrandt in 1883 werd gepoogd hier een halt aan toe te roepen.
Voor Nederland zelf zou de schilderkunst uit de 17e eeuw zich met de jaren ontwikkelen tot de belangrijkste culturele trekpleister van het land, met een internationale uitstraling. Musea als het Rijksmuseum en het Frans Hals Museum en tal van retrospectieve tentoonstellingen trekken jaar in jaar uit enorme aantallen toeristen, uit alle hoeken van de wereld. De grote schilders uit de Gouden Eeuw behoren wereldwijd tot de bekendste namen uit de Nederlandse geschiedenis. Ze zijn exemplarisch geworden voor een episode in de Nederlandse historie die doorgaans als het "gouden" tijdvak wordt bestempeld, een kwalificatie waar de schilderkunst in belangrijke mate aan bijdroeg.